# Fondettes
Vous lisez un « article de qualité » labellisé en 2018.
Fondettes (prononcé /fɔ̃.dɛt/) est une commune française du département d'Indre-et-Loire en région Centre-Val de Loire.
Située à la périphérie de la ville de Tours, elle est l'une des vingt-deux communes membres de la métropole « Tours Métropole Val de Loire ». Sa population municipale totalise 10 917 habitants en 2022 et son territoire couvre une superficie de 32,08 km2. Fondettes est jumelée avec Naurod-Wiesbaden en Allemagne et Constância, au Portugal.
Dès le Néolithique, la présence humaine est attestée sur le territoire. À la fin de l'âge du fer, le site de Fondettes révèle une occupation permanente sous la forme d'une agglomération fortifiée, l'oppidum de Montboyau. Plusieurs structures, dont un pont construit à l'époque gallo-romaine et quatre villæ érigées au cours de l'époque tardo-antique, montrent une continuité d'utilisation de ce territoire tourangeau. Au Moyen Âge, la paroisse de Fondettes, fondée autour de l'an mil, devient alors un fief de faible importance. Celui-ci relève de plusieurs seigneuries successives, notamment celle du comte d'Anjou Foulques Nerra, puis celle des Maillé et enfin celle de Martigny. La paroisse fondettoise est ensuite prise dans quelques évènements qui se déroulent pendant la Renaissance, avec la confrontation entre les ligueurs et les troupes d'Henri IV, puis à la fin de la période moderne, au XVIIIe siècle, en 1774, où Fondettes est l'objet d'une révolte populaire de subsistance. Lors de la Révolution française, la petite paroisse tourangelle, dont la population atteint à cette époque près de 2 000 habitants, subit un changement de statut, et s'établit dès lors en tant que commune. L'année 1805 marque également un tournant puisque le territoire de Vallières, jusqu'alors commune à part entière, est désormais intégré à celui de Fondettes.
Située en rive droite de la Loire, Fondettes, de par son relief, sa géologie et son environnement, est profondément marquée par la présence de ce fleuve. Son histoire est également associée à cet axe fluvial, puisqu'une batellerie, initiée au XVIe siècle par la construction d'un premier port à l'embouchure de la Choisille, affluent ligérien, se développe au cours des trois siècles suivants, avec l'installation de trois autres ports sur les bords de Loire. Toutefois le transport fluvial à Fondettes cesse vers la fin du XIXe siècle, et une voie de communication ferroviaire est ouverte à partir de 1907. La commune bénéficie également, en termes économiques, démographiques et administratifs, de sa proximité avec Tours, distante d'environ 6 km.
Fondettes est dotée d'un patrimoine bâti qui, sans être imposant, présente une relative diversité. Ainsi, au sein du territoire communal, cinq édifices — l'église Saint-Symphorien, le château de Châtigny, le manoir du Thouadé, le manoir des Hamardières et la grange du prieuré de Lavaré — sont inscrits au titre de monuments historiques.
Le patrimoine naturel de la commune, lié à sa situation géographique — Fondettes s'insère au cœur du Val de Loire, territoire classé au titre de patrimoine mondial de l'humanité par l'UNESCO —, dispose d'une faune et une flore partiellement protégées grâce à la mise en place d'une zone de protection spéciale (ZPS) et de trois zones naturelles d'intérêt écologique faunistique et floristique (ZNIEFF). Fondettes, dont le territoire s'inscrit également en gâtine de Touraine, est en partie recouverte par un site du réseau Natura 2000.

## Géographie

### Localisation et communes limitrophes
Fondettes, qui se développe sur une superficie totale d'environ 32 km2, est longée par la rive droite de la Loire à son extrémité méridionale et bordée par la Choisille à l'est. La cité tourangelle, qui se trouve dans la partie centro-septentrionale du département d'Indre-et-Loire, s'inscrit au cœur de l'agglomération de Tours,,. De par sa proximité avec la préfecture, la commune est rattachée aux bassins de vie et d'emploi de Tours, espaces géographiques qui regroupent respectivement 64 et 208 communes,.
Par rapport aux principales villes d'Indre-et-Loire, la commune est distante de 6,2 kilomètres en direction ouest-nord-ouest de Tours, de 7,3 kilomètres de Joué-lès-Tours, de 11,1 km de Chambray-lès-Tours, de 28,9 km en axe sud-est d'Amboise et enfin de 37,2 km en direction nord-ouest de Chinon. Par ailleurs, à l'échelle régionale, la cité tourangelle s’établit à 112,4 km au sud-ouest d'Orléans, capitale du Centre-Val de Loire. Les distances entre Fondettes et les autres communes sont exprimées « à vol d'oiseau ».
Fondettes est limitrophe de six autres communes, la Loire constituant une frontière naturelle avec deux d'entre elles, Saint-Genouph et La Riche.
| - OpenStreetMap Limites territoriales de Fondettes. - Fondettes et ses communes limitrophes. |

| Luynes | Saint-Roch    | Charentilly La Membrolle-sur-Choisille |
| Luynes | Fondettes     | Saint-Cyr-sur-Loire                    |
| Luynes | Saint-Genouph | La Riche                               |

### Géologie et relief
Le site de Fondettes prend appui sur un plateau de taille importante, borné par les dépressions formées par la Loire, dans sa partie sud ; par celle de la Bresme, à l'ouest ; et par la Choisille au niveau de ses marges orientales et septentrionales.

Carte géologique simplifiée de Fondettes.
Bourg et limites communales
Tuffeau jaune turonien (C3c)
Craie de Villedieu sénonienne (C4-6V)
Argiles à silex cénozoïques (C4-6S)
Conglomérats et grès éocènes (eP)
Calcaire lacustre ludien (e7b-g1)
Sables et graviers continentaux miocènes (M3-p)
Limons des plateaux quaternaires (LP)
Alluvions fluviatiles (Fz)

Dans la zone méridionale fondettoise, ce plateau, présente des couches sédimentaires supérieures composées de limons et formées au Quaternaire (dits « LP »). Ils succèdent à des strates constituées d'un agglomérat de sables et de graviers continentaux datant du Tertiaire (dits « M3-p »). À cet endroit, des dépôts sédimentaires plus anciens, arrivant parfois en affleurement, se caractérisent par une composition calcaire d'origine lacustre propre à la Touraine (e7b-g1). Ces derniers, dont la formation est attribuée aux périodes du Ludien final et du Stampien dit « inférieur » (époque de l'Oligocène), ont été déposés par les cours d'eau sur les couches initiales formées au Sénonien (C4-6S et C4-6V) et au Turonien (C3c),.
Des analyses paléostratigraphiques ont permis de recueillir des données substantielles sur la composition des profondeurs du sol fondettois aux lieux-dits de « la Pinsonnerie » et de « la Haute-Justerie ». Ces deux sites, qui reposent également sur le plateau de Mettray, possèdent un sous-sol composé de calcaires coquilliers accumulés au Stampien. Ces dépôts sont associés à des gisements d'espèces fossilisées, découverts sous forme de bancs, tels que des Potamidae « lamarcki » ou encore des Hydrobiae elongata.
Au niveau du quartier de Vallières, le sous-sol géologique observe la présence d'une tourbe formée au Quaternaire (fin de l'ère Cénozoïque). Ce sol tourbeux se caractérise par une microfaune de type « hygrophile ».
Le relief de Fondettes, notamment marqué par la présence du lit de la Loire et celui de la Choisille, s'élève à une altitude variant entre 42 m, en son point le plus bas, et 100 m, en son point culminant. Par ailleurs, la cote observée au niveau de l'hôtel de ville est établie à environ 94 m.
Au sud, le long des coteaux de Vallières et de Martigny, le cours ligérien imprime au panorama fondettois une dépression dite « latérale ».

### Paysages naturels
Fondettes appartient à l'ensemble naturel appelé « gâtine de Touraine » et correspondant à la partie sud de la gâtine tourangelle, à l'instar d'autres communes comprises entre le cours du Loir et celui de la Loire, telles Montreuil-en-Touraine ou Semblançay,. Cet espace géologique et environnemental regroupe les gâtines qui coïncident avec le nord et le nord-ouest de l'ancienne province de Touraine,. Cette région, qui possède un sol de type rocheux à dominante argilo-sablonneuse, est affectée par de forts taux d'infiltration et d'acidité,. Par ailleurs, bien qu'elle ait été l'objet d'importants travaux de défrichement au cours des XIe et XIIe siècles et, dans une moindre mesure, au XIVe siècle, la gâtine tourangelle se caractérise par une densité significative de massifs forestiers, lesquels sont marqués par la présence de landes et de résineux,.
Néanmoins, sur le plan local, Fondettes ne bénéficie que d'un faible taux de boisement. Ainsi, une étude statistique réalisée en 1963 a montré que son domaine forestier ne représentait que 8,4 % de sa superficie totale. De même, au début des années 1960, les landes ne recouvraient plus que 0,95 % de son territoire.
La gâtine de Touraine recoupe, pour partie, une seconde région naturelle, dont l'axe médian traverse la commune. Ce deuxième ensemble naturel, le Val de Loire, suit le sillon du fleuve ligérien et se déployant, d'amont en aval, au sein des départements du Loiret, de Loir-et-Cher, d'Indre-et-Loire et de Maine-et-Loire. Au niveau de Fondettes, ainsi que l'ensemble de ses communes adjacentes et incluses entre Mosnes et Saint-Patrice, cet espace naturel se caractérise notamment par la présence de deux coteaux assez marqués et encadrant un lit fluvial relativement large, que la présence de l'interfluve Loire-Cher élargit encore au niveau de l'agglomération tourangelle. Ces paysages de coteaux se manifestent essentiellement sous la forme de falaises à dominante calcaire.

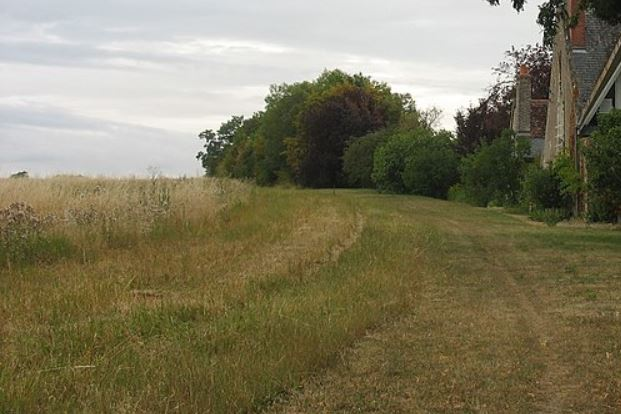
Paysages de champs et de prés.
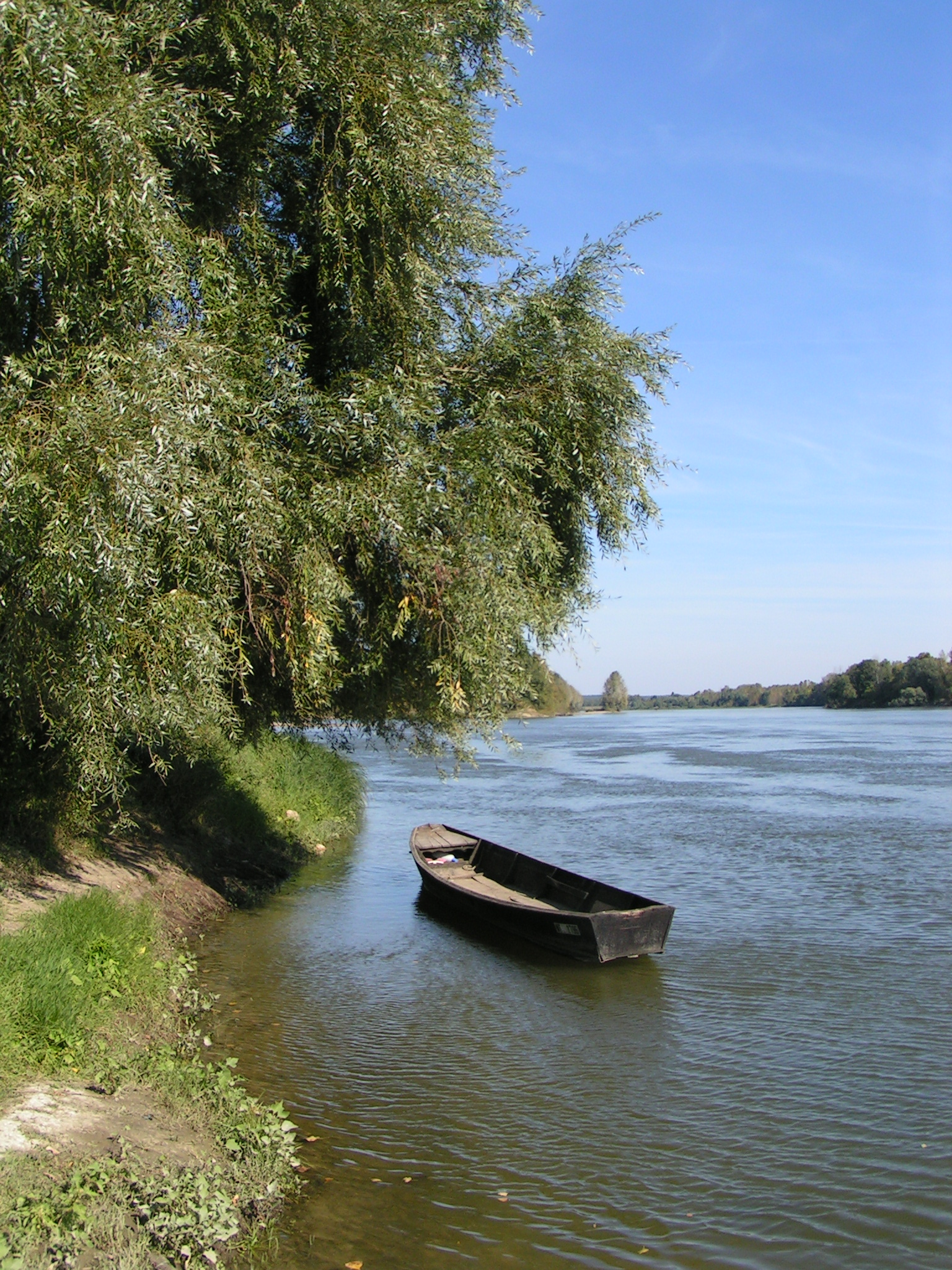
Vue des bords de Loire entre La Riche et Fondettes.

### Climat
Pour des articles plus généraux, voir Climat du Centre-Val de Loire et Climat d'Indre-et-Loire.
En 2010, le climat de la commune est de type climat océanique altéré, selon une étude du Centre national de la recherche scientifique s'appuyant sur une série de données couvrant la période 1971-2000. En 2020, Météo-France publie une typologie des climats de la France métropolitaine dans laquelle la commune est toujours exposée à un climat océanique altéré et est dans la région climatique Moyenne vallée de la Loire, caractérisée par une bonne insolation (1 850 h/an) et un été peu pluvieux.
Pour la période 1971-2000, la température annuelle moyenne est de 11,5 °C, avec une amplitude thermique annuelle de 15,2 °C. Le cumul annuel moyen de précipitations est de 724 mm, avec 11,4 jours de précipitations en janvier et 6,9 jours en juillet. Pour la période 1991-2020, la température moyenne annuelle observée sur la station météorologique installée sur la commune est de 11,9 °C et le cumul annuel moyen de précipitations est de 725,7 mm,. Pour l'avenir, les paramètres climatiques de la commune estimés pour 2050 selon différents scénarios d'émission de gaz à effet de serre sont consultables sur un site dédié publié par Météo-France en novembre 2022.
| Mois                                  | jan.            | fév.           | mars          | avril         | mai           | juin          | jui.          | août          | sep.          | oct.          | nov.          | déc.           | année      |
| ------------------------------------- | --------------- | -------------- | ------------- | ------------- | ------------- | ------------- | ------------- | ------------- | ------------- | ------------- | ------------- | -------------- | ---------- |
| Température minimale moyenne (°C)     | 2               | 1,8            | 3,4           | 5,3           | 8,8           | 12            | 13,5          | 13,3          | 10,3          | 8,3           | 4,7           | 2,4            | 7,2        |
| Température moyenne (°C)              | 4,9             | 5,5            | 8,2           | 10,7          | 14,4          | 17,8          | 19,7          | 19,6          | 16,2          | 12,7          | 8,1           | 5,3            | 11,9       |
| Température maximale moyenne (°C)     | 7,8             | 9,2            | 12,9          | 16,2          | 19,9          | 23,6          | 25,9          | 25,9          | 22,1          | 17            | 11,5          | 8,3            | 16,7       |
| Record de froid (°C) date du record   | −14,8 07.01.09  | −13,5 12.02.12 | −12 01.03.05  | −4,1 06.04.21 | −1,1 02.05.21 | 2,3 01.06.06  | 5,5 15.07.16  | 4 30.08.1993  | 1 25.09.02    | −3,4 21.10.10 | −9 24.11.1998 | −11,5 19.12.09 | −14,8 2009 |
| Record de chaleur (°C) date du record | 16,1 11.01.1998 | 22,6 27.02.19  | 25,5 31.03.21 | 29,6 30.04.05 | 32,6 27.05.05 | 39,2 29.06.19 | 40,5 25.07.19 | 39,9 10.08.03 | 35,3 14.09.20 | 29,6 02.10.11 | 23,2 07.11.15 | 17,9 07.12.00  | 40,5 2019  |
| Précipitations (mm)                   | 68,2            | 57,9           | 53,8          | 56,6          | 62,4          | 53,3          | 46,7          | 47,1          | 53,4          | 69,9          | 76,1          | 80,3           | 725,7      |

### Hydrographie
De nombreux ruisseaux marquent l’hydrographie communale, et notamment la « Grande Boire », un bras-mort de la Loire qui s'étire sur 5,3 km de long,. Ce ru, affluent de la Bresme, débute à Fondettes, au lieu-dit de La Chevalette, puis sillonne la zone sud-ouest du territoire communal, parallèlement à la D 76 et la D 952, pour ensuite traverser la ville de Luynes,. Le nord du territoire communal est irrigué par le ruisseau de Saint-Roch, un affluent de la Choisille arrivant en rive droite,. À l'est, la Choisille creuse une profonde vallée. La rivière se jette dans la Loire qui borde toute la limite sud de la ville. Le réseau hydrographique de Fondettes est complété par de nombreuses mares, qui, bien qu'essentiellement concentrées dans sa moitié nord, jalonnent l'ensemble de son territoire.
D'autre part, la nappe alluviale ligérienne présente dans le sous-sol de Fondettes est exploitée pour alimenter en eau potable la localité, ainsi que les communes adjacentes. De nombreuses excavations (ou puits), d'origine anthropique ou naturelle, ont été creusées dans cette nappe libre. Plusieurs de ces cavités, mises en évidence au sein d'habitations particulières, ont été récemment répertoriées à Fondettes.

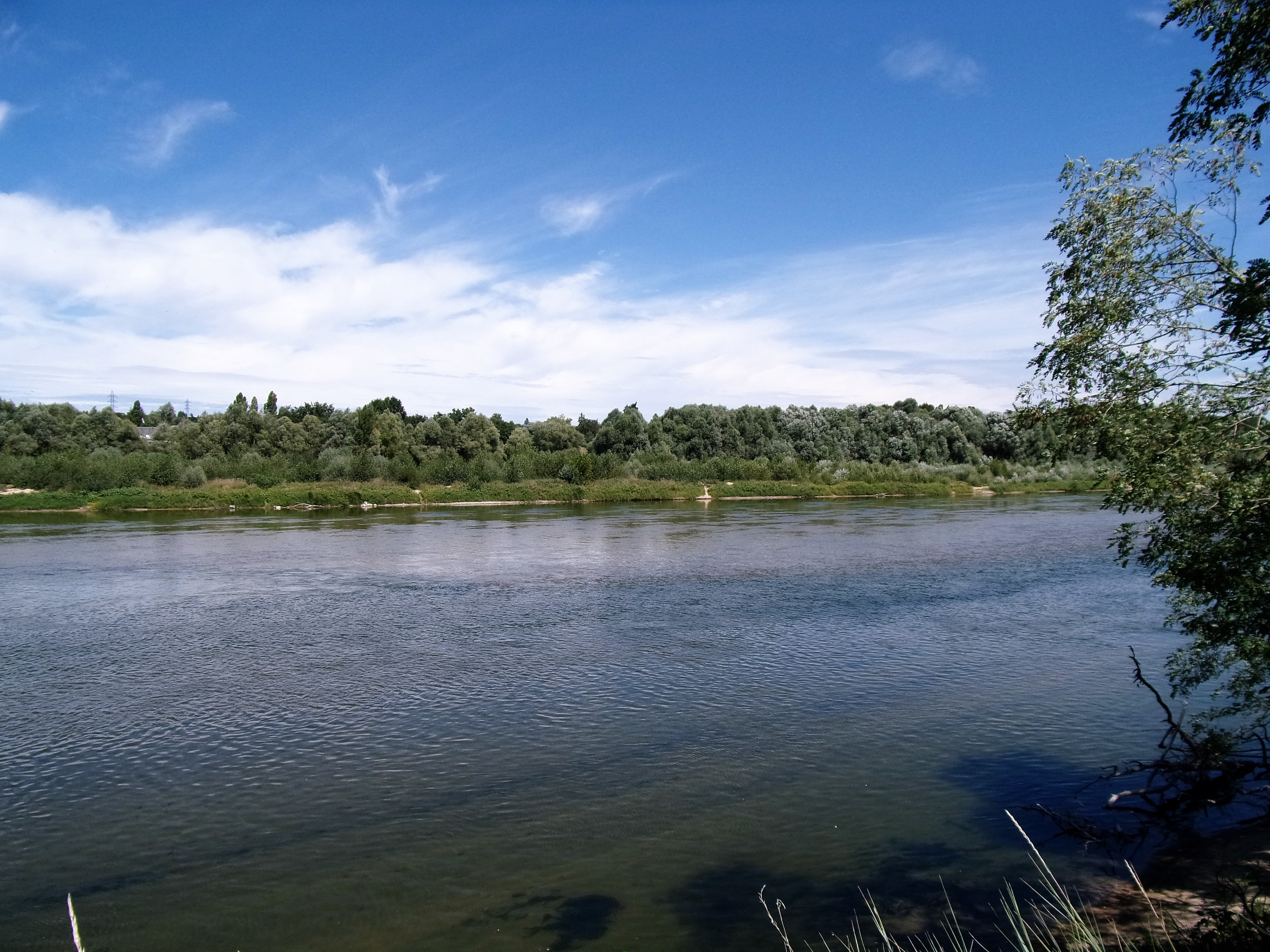
La Loire vue depuis la rive sud au niveau de Fondettes.

Au niveau de l'agglomération de Tours, dont fait partie la commune fondettoise, la plaine alluviale ligérienne, dans sa forme actuelle, possède une largeur d'environ 3,5 km. La station hydrométrique évaluant le régime de la Loire la plus proche de Fondettes est située à Tours, en aval du pont Mirabeau, sur la rive gauche,. À la mi-mars, la Loire présente un débit variant entre 400 et 455 m3/s pour une hauteur allant de 1,7 à 2 mètres. La dernière crue enregistrée date du 23 juin 2013, le fleuve s'élevait alors à 4,49 mètres de haut, les deux précédentes datant du 9 décembre 2003, avec un niveau estimé à 5,78 mètres et du 11 janvier 1982, épisode de fort accroissement des eaux au cours duquel le seuil des 6 mètres est dépassé (précisément 6,2 m). Globalement, sur une période d'étude de 100 à 150 ans, la moyenne mensuelle de l'écoulement ligérien, au point d'observation de Tours, fluctue entre 121 m3/s au mois d'août — avec un minimum de 40 m3/s enregistré en 1949 —, à 673 m3/s au mois de mars — avec un maximum de 6 800 m3/s enregistré en 1856 —.

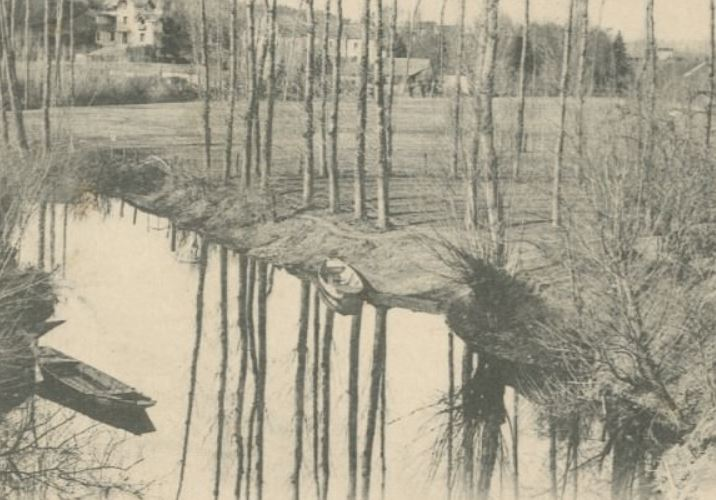
Les rives de la Choisille à Fondettes.

Le régime de la Choisille, cours d'eau dont le bassin hydographique recouvre environ 315 km2, est, quant à lui, relevé au niveau de la station de Mettray. Tout le long de son parcours, le petit affluent ligérien, dont le nombre de Strahler est de 1, est marqué par un réseau de type « digité ». Selon les rapports réalisés entre 1977 et 1980, en saison estivale, l'écoulement de la Choisille, régulièrement bas, observe un débit spécifique ou QSP de 2,74 l/s/km2, tandis qu'en saison hivernale, période de plus fortes précipitations et pendant laquelle la rivière, débordant de son lit mineur, est soumise à de fréquentes crues, celui-ci accuse une forte hausse pour atteindre 12,28 l/s/km2. Son débit, observé à l'étiage — débit minimal —, est de 1,6 l/s/km2, d'après les mesures effectuées en 1976. Par ailleurs, les estimations réalisées entre 1970 et 1985 à la station de Mettray, montrent que son module — ou débit interannuel moyen — est d'environ 0,85 m3/s. Pour la même période considérée, l'écoulement moyen mensuel de la Choisille s'échelonne entre un minimum de 0,37 m3/s en août et un maximum de 1,59 m3/s en février.
Quatre zones humides ont été répertoriées sur la commune par la direction départementale des territoires (DDT) et le conseil départemental d'Indre-et-Loire : « la vallée de la Choisille de Graffin au Moulin de Garot », « la vallée de la Loire de Mosnes à Candes-Saint-Martin », « la vallée du Ruisseau de Saint-Roch » et « l'étang de la Bodinière »,.

### Voies de communication et de transport

#### Du temps de la batellerie
Fondettes connaît, à partir du XVIe et jusqu'au XIXe siècle, un commerce de batellerie.
Au cours des XVIIIe et XIXe siècles, quatre aménagements portuaires, dont la toponymie communale rappelle la présence passée, sont attestés sur les rives de la petite cité tourangelle. La première de ces infrastructures, le port de la Guignière, trouve son emplacement en aval de l'embouchure de la Choisille.
Implanté légèrement plus en amont, au niveau du lieu-dit « le Grand Martigny », le port Corbeau, doté d'une simple cale, a été utilisé de la seconde moitié du XVIIIe siècle jusqu'aux environs de 1850. À l'instar de la Guinière, la structure portuaire dite du Corbeau faisait également l'objet d'accostage de bac, permettant ainsi une liaison avec le port de Grévioux localisé à La Riche.
Les deux autres aménagements portuaires de Vallières et de Foucault ont été respectivement construits, pour l'un au lieu-dit de « Vallières » et pour l'autre face à l'île de Quinquengrogne. La structure portuaire de Vallières était pourvue d'une seule cale de mouillage.
L'activité de ces quatre anciennes infrastructures prend fin au cours du XIXe siècle, l'amoncellement de sédiments de type sablonneux ayant rendu impraticable l'accostage des embarcations.

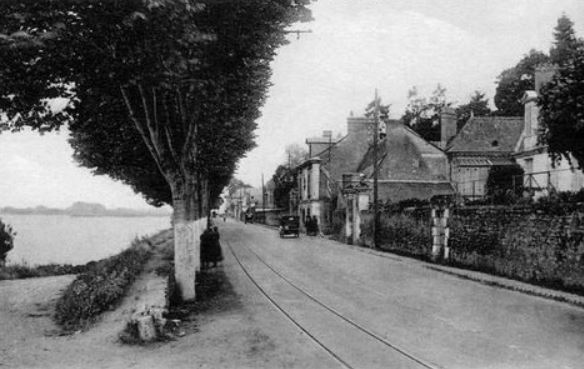
Le quai de la Guignière au début du XXe siècle.
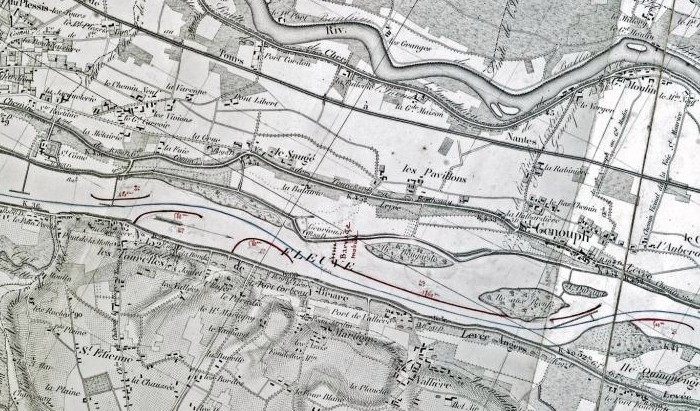
Carte des aménagements portuaires de Fondettes établie en 1848-1858.

#### Réseau routier et de transports en commun
| - OpenStreetMap Fondettes et son réseau routier. |

Le réseau routier est marqué par la présence de la D 952, itinéraire qui borde la levée de la Loire, et de la D 37 (périphérique de l'agglomération), laquelle dessert la commune via la sortie Fondettes-nord, puis la voie D 932, bretelle ouverte depuis le 15 décembre 2011, et rejoignant la D 367 (sortie Fondettes-centre / Saint-Cyr-sur Loire),. Comme l'indique la carte de l'IGN, le centre du territoire de Fondettes est émaillé de quelques axes routiers, dont notamment la RD 76, voie qui traverse son centre-bourg et joignant la RD 3, itinéraire automobile repartant du cœur de ville en direction des marges nord-ouest de la commune.
Une voie ferrée parcourt la vallée de la Choisille. En revanche, le tracé des deux lignes ferroviaires Tours-Le Mans et Tours-Vendôme passe par la commune via le pont de La Motte, ouvrage d'art se dressant au-dessus de la Loire et qui relie La Riche à Fondettes. Fondettes n'est plus desservie par des communications ferroviaires, mais elle bénéficie des transports en commun routiers par autocars Fil bleu, gérés par la communauté urbaine « Tour(S) plus » (actuelle « Tours Métropole Val de Loire ») permettant l'accès aux principaux centres de voyage départementaux. La commune est traversée par trois lignes de bus du réseau Fil bleu :  la ligne no 11 (qui mène jusqu'à la gare de Tours), la ligne no 109 et la ligne R2 (« Résago2 »). Fondettes est également desservie par les lignes d'autocars P et R du réseau de mobilité interurbaine (« Rémi »).

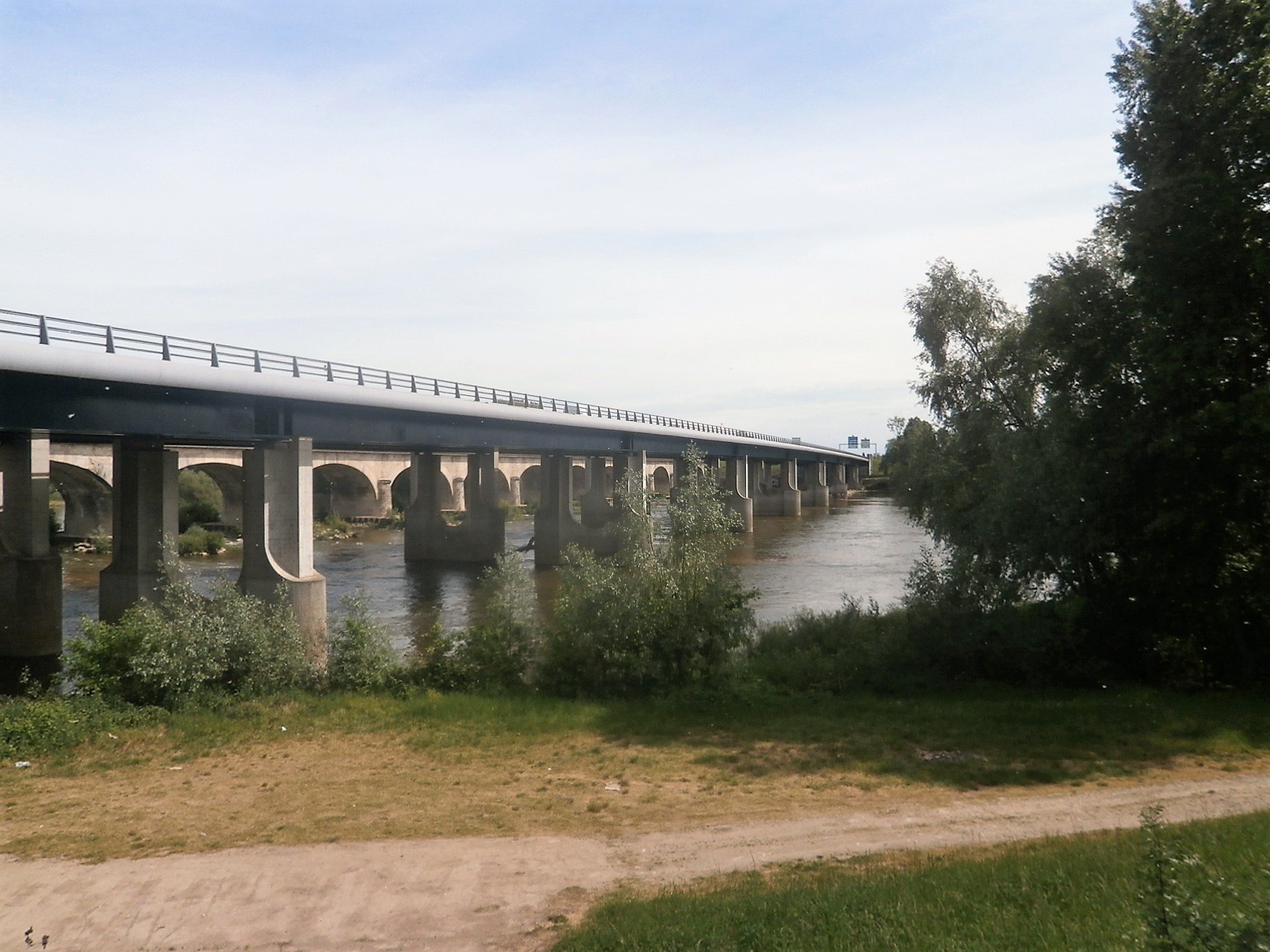
Pont de la D 37 sur la Loire entre Fondettes et Saint-Cyr-sur-Loire.
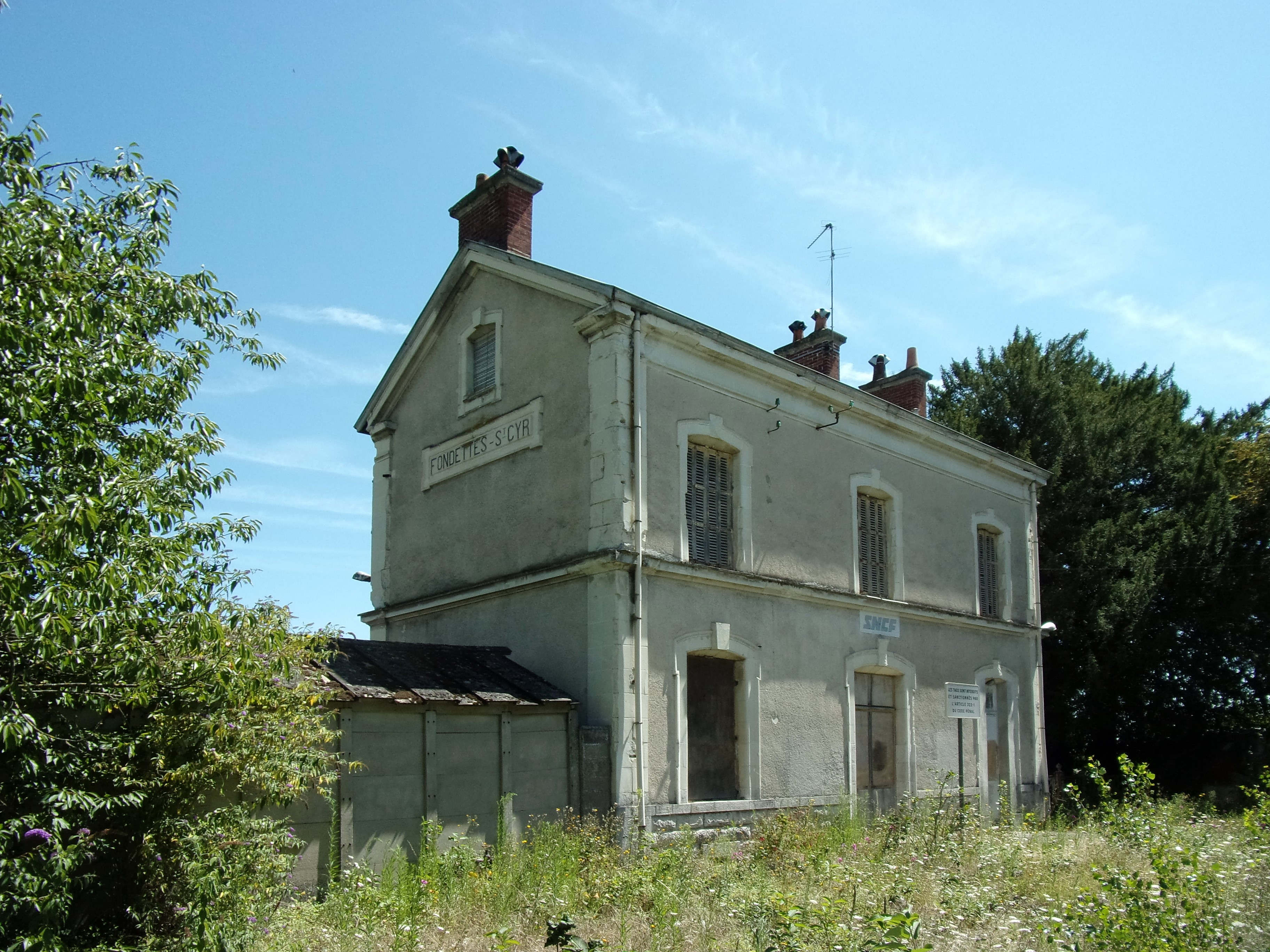
L'ancienne gare SNCF.

#### Chemins de pèlerinage
Un itinéraire de randonnée, la Via Sancti Martini, parcours à vocation de pèlerinage, fait étape par la ville fondettoise. Se révélant comme l'une des portions de ce parcours, l'« étape no 11 », qui se développe sur une longueur totale de 11 kilomètres (soit environ 2,40 heures de marche à pied), relie Tours à Luynes en passant notamment par Saint-Cyr-sur-Loire. Au niveau de Fondettes, le sentier, faisant actuellement objet de voyage commémoratif de l'évêque Martin de Tours, observe un tracé qui suit le coteau de la petite cité tourangelle, le long des rives de Loire. Le nom du site de Martigny (anciennement Martiniacum ou « domaine de Martin ») rappelle en effet que ce lieu fut autrefois dédié au culte de saint Martin. Toutefois, d'autres auteurs sont moins catégoriques et envisagent que Grégoire de Tours, qui cite la Villa Martinacensis, ait fait référence au propriétaire du domaine du nom de Martinis, autre que l'évêque de Tours.
Par ailleurs, Fondettes a pu être une étape de l'un des chemins de Saint-Jacques de Compostelle. À cet effet, selon Jean Moreau, membre de la société archéologique de Touraine, deux lieux-dits recensés sur le territoire communal — la Bourdonnière et Barcelone —, pourraient être associés à cet autre itinéraire de pèlerinage.

#### Autres chemins et pistes aménagés
Un circuit de randonnée, le « sentier Aubrière-Gâtine », dont le départ est situé au nord du centre-bourg de Fondettes, au lieu-dit de « l'Aubrière », forme une boucle qui s'étend sur une distance de 12,5 km et traverse la partie ouest du territoire communal dans le sens inverse des aiguilles d'une montre.
La commune bénéficie également d'une piste cyclable de 3,3 km de long, aménagement de circulation qui suit l'itinéraire routier RD 36, partant du pont de la Motte pour rejoindre le centre-bourg,. Fondettes dispose de trois circuits balisés, destinés aux VTT, s'étendant sur des distances respectives de 23, 31 et 45 km,.

## Urbanisme

### Typologie
Au 1er janvier 2024, Fondettes est catégorisée ceinture urbaine, selon la nouvelle grille communale de densité à sept niveaux définie par l'Insee en 2022.
Elle appartient à l'unité urbaine de Tours, une agglomération intra-départementale regroupant 38  communes, dont elle est une commune de la banlieue,,. Par ailleurs la commune fait partie de l'aire d'attraction de Tours, dont elle est une commune de la couronne,. Cette aire, qui regroupe 162 communes, est catégorisée dans les aires de 200 000 à moins de 700 000 habitants,.

### Occupation des sols
L'occupation des sols de la commune, telle qu'elle ressort de la base de données européenne d’occupation biophysique des sols Corine Land Cover (CLC), est marquée par l'importance des territoires agricoles (58,6 % en 2018), en diminution par rapport à 1990 (62,4 %). La répartition détaillée en 2018 est la suivante : 
terres arables (33,9 %), zones urbanisées (22,6 %), prairies (13,3 %), forêts (11,2 %), zones agricoles hétérogènes (10,4 %), eaux continentales (3,4 %), milieux à végétation arbustive et/ou herbacée (2,1 %), zones industrielles ou commerciales et réseaux de communication (1,3 %), cultures permanentes (1 %), espaces verts artificialisés, non agricoles (0,9 %). L'évolution de l’occupation des sols de la commune et de ses infrastructures peut être observée sur les différentes représentations cartographiques du territoire : la carte de Cassini (XVIIIe siècle), la carte d'état-major (1820-1866) et les cartes ou photos aériennes de l'IGN pour la période actuelle (1950 à aujourd'hui).

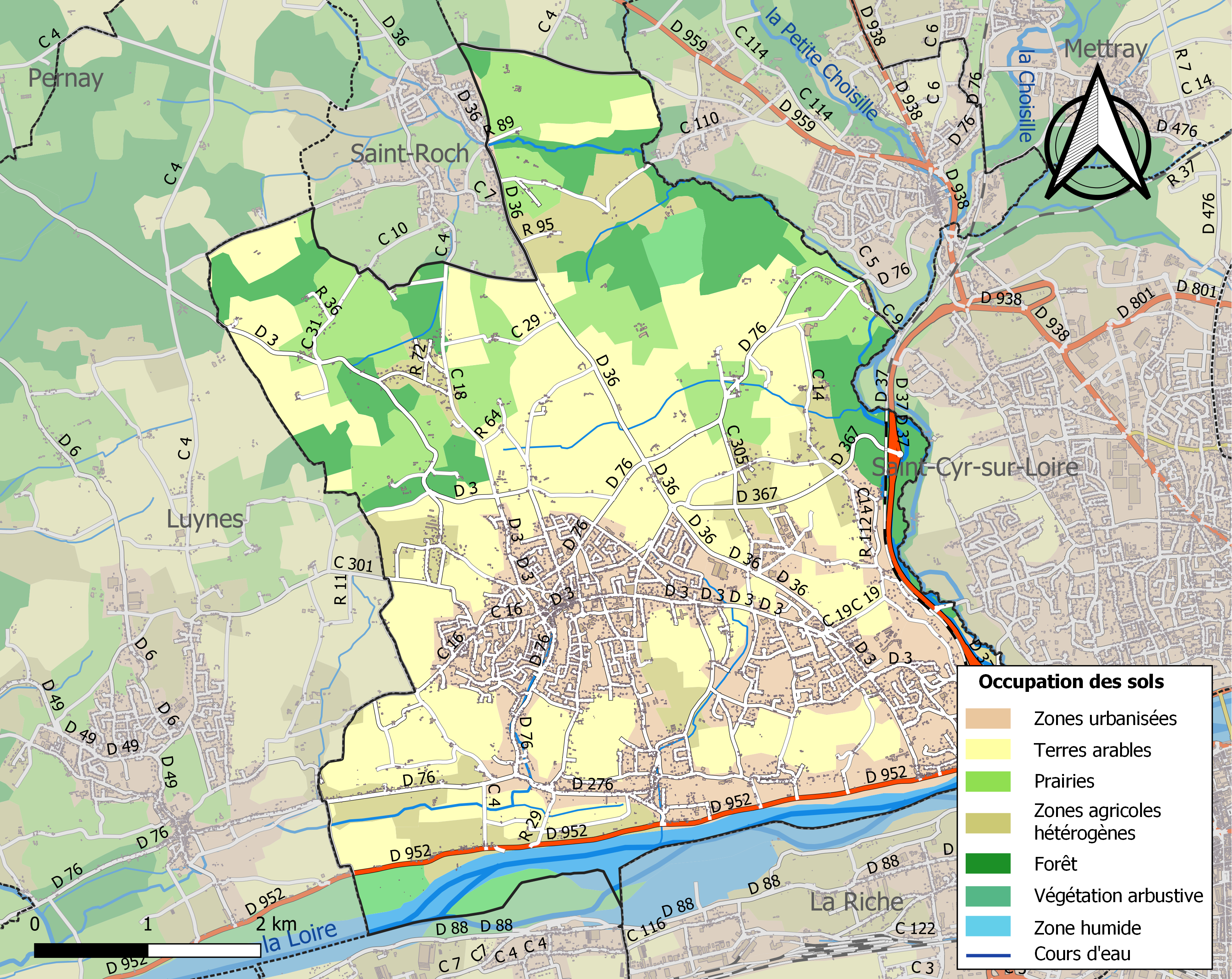
Carte des infrastructures et de l'occupation des sols de la commune en 2018 (CLC).

### Morphologie urbaine

Évolution des zones densément urbanisées de Fondettes
en 1950
en 2016
- Limites communales

Fondettes, au niveau du coteau bordant le cours ligérien, est dotée de plusieurs constructions de tuffeau, une pierre tendre dont la composition granulométrique, relativement fine, lui confère une certaine fragilité. Ces habitations, pour la plupart érigées vers le milieu du XIXe siècle, sont régulièrement pourvues de cavités, leur donnant une morphologie architecturale de type troglodytique. Ce genre d'habitat, caractéristique de la Touraine d'époque contemporaine, résulte, à Fondettes comme dans les communes de Savonnières, Rochecorbon, Berthenay, Saint-Paterne-Racan ou encore Saint-Christophe-sur-le-Nais, d'une longue tradition d'exploitation de petites carrières utilisées dans un second temps comme habitations.
En terme d'occupation des sols, la commune dispose de trois zones bien délimitées qui se répartissent à 23 % en espaces bâtis (infrastructures et zones urbaines) ; 36 % en espaces destinés à l'exploitation agricole ; et 41 % en espaces naturels et boisés. Un récent plan local d'urbanisme (PLU) a permis de définir plusieurs zones d'aménagement, telles que l'OAP « Vallon des Guillets »,. Ce document de planification met en évidence le maintien et l'équilibre des différents espaces communaux — urbains, naturels et agricoles —,. En 2015, il a permis de définir trois niveaux communaux : un niveau dit « intense », comportant quelques habitations collectives ou individuelles et qui regroupe principalement les commerces, les équipements collectifs ainsi que les différentes infrastructures de services à la personne ; un niveau dit « intermédiaire », espace qui inclut les quartiers « péricentraux », proches du centre-ville, à caractère résidentiel et constitués d'une forte proportion d'habitats semi-individuels ou de maisons de ville ; et un niveau dit « ville jardin », zone d'espaces excentrés et essentiellement composée de quartiers pavillonnaires alternés de surfaces agricoles, de sites boisés et de hameaux.
Globalement, selon le schéma de cohérence territoriale (SCOT) établi en 2008 pour l'ensemble de l'agglomération de Tours, la typologie urbaine de Fondettes se définit comme étant celle d'un « village de plateau » à caractère « groupé ».

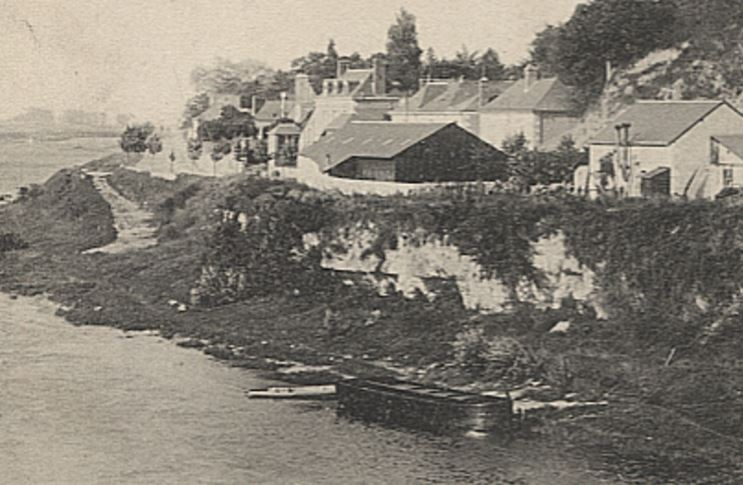
Espace bâti sur le coteau ligérien de Fondettes au début du XXe siècle.
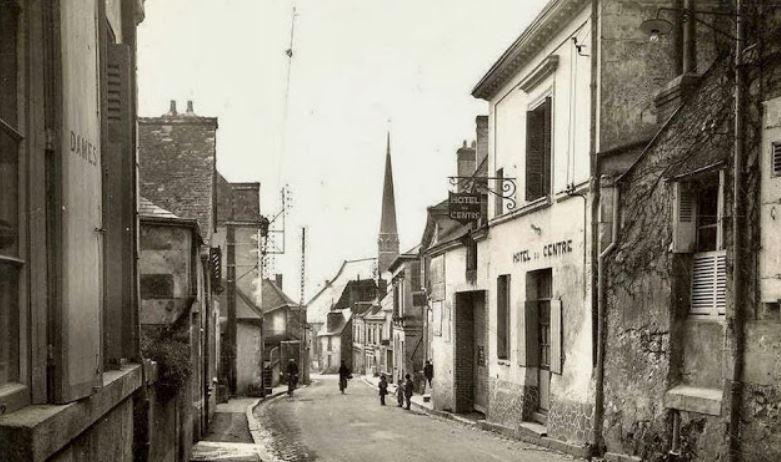
Rue principale de Fondettes au début du XXe siècle.

### Logement
Le tableau qui suit donne quelques indices chiffrés et établis en 2015 afin de comparer l'état du domaine du logement à Fondettes et celui de l'ensemble de l'Indre-et-Loire, :
|                                                        | Fondettes | Indre-et-Loire |
| ------------------------------------------------------ | --------- | -------------- |
| Part des résidences principales (en %)                 | 95,0      | 88,6           |
| Part des logements vacants (en %)                      | 3,5       | 7,0            |
| Part des ménages propriétaires de leur logement (en %) | 74,3      | 59,1           |

Par rapport au contexte global de l'Indre-et-Loire, la part, plus importante, des résidences principales et des logements vacants laisse moins de place aux résidences secondaires dont le taux s'élève à 1,5 % du parc d'habitations à Fondettes contre 4,4 % au niveau départemental. 74,3 % des occupants de ces résidences principales en sont propriétaires,.
3 543 résidences principales ont été construites à Fondettes depuis 1946 — dont 489 entre 2006 et 2012 —, ce qui représente un total d'environ 86,5 % du parc immobilier des résidences principales. En 2015, 88,7 % de ce type de logement sont des maisons individuelles.
Durant la période allant de 1999 à 2010, le taux de construction au sein de la commune est estimé entre 15 et 20 %. Néanmoins, au terme de cette période, la demande en logements sociaux, significativement plus élevée que la valeur moyenne du bassin de vie de Tours, n'a pu être satisfaite qu'à hauteur de 33 %.

### Projets d'aménagement
Depuis 2015, suivant le dispositif mis en place lors de l'élaboration du PLU, la municipalité prévoit d'accroître la zone résidentielle située dans le centre-bourg. Cette extension du bâti communal s'accompagne d'une diversification des lieux d'habitations. Ainsi, grâce à la construction de lotissements individuels, tels que des appartements, mais également de pavillons, ce projet aura pour conséquence de répondre à l'évolution démographique et sociologique de la population fondettoise. Ce chantier d'aménagement privatif se révèle être simultanément associé à une politique environnementale de réduction énergétique et à une économie de surface constructible. La rénovation du « cœur historique », ayant pour principal objectif de lui conférer un espace destiné aux habitants, s'accompagne de l'érection d'un nouveau centre technique municipal, les locaux de cet établissement étant ainsi transférés au sein de la zone d'activité communale, ; mais également de l'installation d'un espace vert, se présentant sous la forme d'un jardin botanique ; de l'implantation d'une halle à destination commerçante et culturelle ; et enfin du remaniement du réseau de voirie, avec l'aménagement de voies réservées à la fois aux piétons et aux véhicules motorisés. Tous ces chantiers, selon le document d'urbanisme de 2015, doivent se conclure en 2017 et 2018,,.
D'autre part, en raison de l'accroissement du nombre de foyers, concernant essentiellement dans ce cas des familles jeunes, les instances municipales de Fondettes ont pour projet de créer un nouveau pôle scolaire associant les écoles Gérard-Philipe et Camille-Claudel.

### Risques naturels

#### Hydrologie de surface et risques liés aux inondations

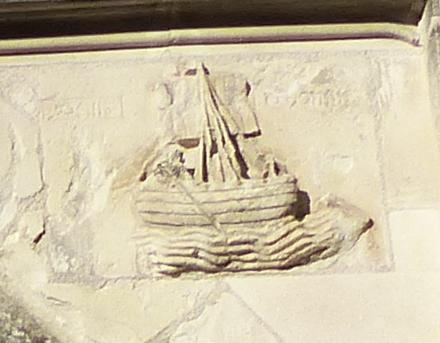
Bas-relief sur le portail de l'église, symbole des crues ligériennes.

À l'instar d'autres communes des vals de Tours et de Luynes, le site fondettois est soumis à de fréquents risques d'inondation.
Afin de prévenir ce potentiel de risques naturels dû aux crues de la Loire, les services départementaux et préfectoraux d'Indre-et-Loire ont récemment mis en place un plan permettant de limiter l'impact d'inondations fluviales et de mettre en évidence de possibles ruptures de digues. Cette mesure, à destination préventive, a fait l'objet d'une prorogation par le biais d'un arrêté préfectoral daté du 20 avril 2015.

#### Risques liés aux glissements de terrain
Par ailleurs, en 1991, en raison d'une importante période de sécheresse survenue entre décembre 1990 et décembre 1991, Fondettes et de nombreuses communes d'Indre-et-Loire ont été soumises à des phénomènes géologiques apparaissant sous la forme de glissements de terrain. L'ampleur des dégâts matériels a nécessité un arrêté interministériel déclarant l'état de catastrophe naturelle par date du 28 janvier 1993.
Enfin, bien que la majorité de ses terrains ne soient pas soumis à des risques liés à des aléas de retrait/gonflements argileux de niveau « élevé », une zone en forme de couronne, comprenant une partie du centre-bourg, peut être, de façon « moyenne », sujette à ce type de phénomène. Ce genre d'effet géologique est généralement la conséquence d'une importante période de très faible pluviosité.

#### Risque sismique
Fondettes se trouve en zone de sismicité faible de niveau 2 sur une échelle de 1 à 5, selon la cartographie établie par le bureau de recherches géologiques et minières (BRGM). Au moins un séisme suffisamment puissant pour que sa survenue ait laissé une trace écrite y a été ressenti le 11 mars 1704 ; son épicentre semblait se situer dans le Poitou. Il en est fait mention sur une inscription gravée sur le pilier d'un portail à Vallières.

### Lieux-dits, écarts et hameaux
La liste ci-dessous, non exhaustive, a pour objectif de récapituler les principaux lieux-dits, écarts et hameaux attestés sur le territoire de Fondettes,.
- Assis (les)
- Aubrière (l')
- Aubuis (les)
- Aunayes (les)
- Basse Justerie (la)
- Basse Moussardière (La)
- Barbaria
- Baste (la)
- Beaujardin
- Beaulieu
- Beaumanoir
- Bel Air
- Bellevue
- Berthellerie (la)
- Billetrie[Note 9]  (la)
- Bodinière (la)
- Bois Farrault
- Bois Jésus
- Bois La Ronde
- Bois Soulage
- Bois Thoreau
- Bonde (la)
- Bonnelière (la)
- Borde (la)
- Bordeau (le)
- Bordes (les)
- Boucardière (la)
- Boulay (le)
- Bourdonnière (la)
- Bourg (le)
- Bourg Joli (le)
- Brosse (la)
- Brosses (les)
- Bruère (la)
- Bruzette (la)
- Burette (la)
- Butte (la)
- Butte des Malabris (la)
- Carreau (le)
- Carroi de la Cure
- Carroi Meunier
- Cartes (les)
- Cave (la)
- Chaillemont
- Chairières ou Cherières (les)
- Chaise (la)
- Chaise du Diable (la)
- Champs du Four (les)
- Chantelouze
- Charcenay
- Charmoise (la)
- Charpenteries (les)
- Château-Gaillard
- Chatière (la)
- Chatigny
- Chaussé (le)
- Chauvellière (la)
- Cheminée Ronde (la)
- Chêne Vert (le)
- Cheneau (le)
- Chevalette (la)
- Chevalleries (les)
- Clérisseaux (les)
- Cochardières (les)
- Coquerie (La)
- Cormier Véron
- Cossons (les)
- Criabé
- Croix Chauffour (la)
- Croix Galifer (la)
- Crucifix Rigalou (le)
- Crucifix Vert (le)
- Deux Croix (les)
- Enfer (l')
- Erables (les)
- Essey (l')
- Fontaines (les)
- Fortellerie (la)
- Fourneaux (les)
- Fours Blancs ou Fourblanc (les)
- Grand Barré (le)
- Grande Fosse (la)
- Grande-Cour (la)
- Guinière (la)
- Guillets (les)
- Houdris (les)
- Hamardières (les)
- Haute-Justerie (la)
- Laise (la)
- Lavaré ou (Lavaray)
- Limougère (la)
- Loge-Loup
- Malitourne
- Marsan
- Martigny (ou Martigny-sur-Loire)
- Martinère (la)
- Morier (le)
- Morandière (la)
- Mussetries (les)
- Petit Barré (le)
- Petite Bodinière (la)
- Pinsonnerie (la)
- Plaine (la)[Note 10]
- Plessis d'Enfer (le)
- Pont-Loché (le)
- Port-Corbeau
- Port-de-Vallières
- Quinquampoix
- Rochebise
- Roches (les)
- Roucières (les)
- Roulière (la)
- Ruettes (les)
- Ruisseau (le)
- Taillé
- Tartifume
- Tombes (les)
- Touche-Ronde (fief)[68]
- Tourettes (les)
- Tréchet
- Tremblerie
- Treuil (le)
- Vermicellerie (la)
- Villeblanche

## Toponymie et odonomie
| Évolution chronologique des mentions du vicus, de la paroisse, puis de la commune, : * Ecclesia de Fundeta : IXe siècle, Charte de Marmoutier ; - Ecclesia Mariae Sanctae de Fundeta : 1080, Charte de Marmoutier ; - Ecclesia Fundetis : 1149, Charte d'Engebaud, archevêque de Tours ; - Parochia de Fundetis : 1253, Charte de l'abbaye de Beaumont ; - Fondetes : 1285, Charte d'Hardouin de Maillé ; - Parochia de Fondetis (ou de Fondetes) : 1290, Charte de l'archevêché de Tours ; - Parochia Sancti Symphoriani de Fundetis : XIIIe et XIVe siècles, présentation de l'archidiacre d'Outre-Loire, ; - Fondettes : 1477, Cartulaire de Saint-Martin ; - Fondette : seconde moitié du XVIIIe siècle, Carte de Cassini ; - Fondettes : 1813, cadastre napoléonien, établi d'après le plan cadastral, ; - Fondettes-Valières : XIXe siècle, Bulletin des lois de la République Française - Fondettes : 1855, carte d'État-Major du département d'Indre-et-Loire. |

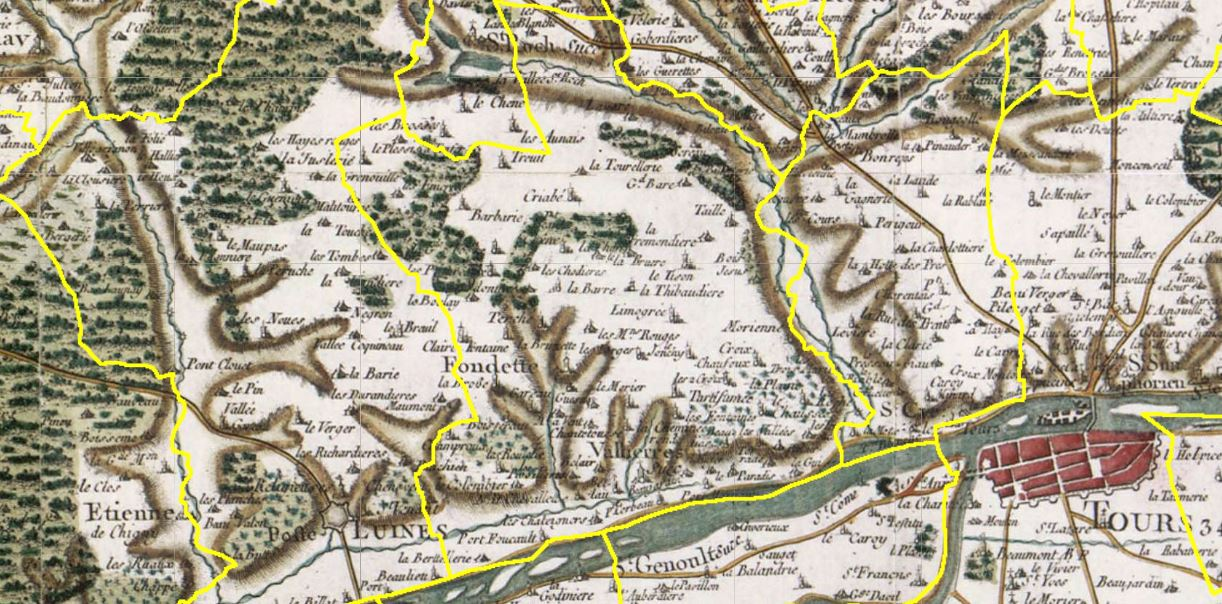
Extrait d'une carte de Cassini.

À l'époque gallo-romaine, ou alto-médiévale, le nom de Fondettes apparaît sous le terme latin de Fundetæ. De même, Martigny-sur-Loire, village ou hameau appartenant au territoire communal fondettois et dont l'emplacement se trouve en bordure de Vallières, est mentionné dans de nombreux diplômes (ou actes royaux) datés des IXe et Xe siècles sous la forme Martiniacum,. Le toponyme de Martigny, rattaché au territoire de Fondettes, était à cette époque simultanément associé à une villa et une chapelle dédiée au culte de saint Martin de Tours. Deux actes manuscrits, probablement émis par le chapitre de Saint-Martin de Tours, ont permis de géolocaliser le site de Martigny-sur-Loire/Martinicum.
Sur le document cartographique établi par César-François Cassini, vers la fin du XVIIIe siècle, le terme employé pour désigner la cité tourangelle se révèle sous la forme de « Fondette ».
Le toponymiste Ernest Nègre suggère que le toponyme de la commune tourangelle pourrait trouver son origine dans le terme oïl fonde, signifiant « marché » ou « entrepôt », lequel aurait été complété par le suffixe « -ette ».
Néanmoins, d'autres spécialistes, tels que le géographe Roger Brunet, estiment que le nom de Fondettes, à l'instar de celui des communes comportant le terme Fontenay — par exemple : Fontenay dans l'Indre, Fontenay-en-Vexin, dans l'Eure et Fontenay-sous-Bois dans le Val-de-Marne —, en Fontenois — Fontenois-lès-Montbozon, et Fontenois-la-Ville dans la Haute-Saône —, mais également dans de nombreux autres cas recensés sur le territoire français, serait issu du mot latin fons — « source », « eau » — associé au suffixe dhen (« qui coule ») et qui renverrait à la notion de « fontaine ».
D'autre part, quelques toponymes de Fondettes pourraient être associés au domaine de la métallurgie. À cet égard, des fragments de fours, ainsi que des débris de produits métallifères et semi-finis, ou encore des scories datant des époques gallo-romaine et mérovingienne ont été découverts sur le site tourangeau. Toutefois, bien que l'hypothèse d'un toponyme lié à des fours blancs ait été évoquée par certains auteurs, cette hypothèse, pour le préhistorien Gérard Cordier, apparaît a priori à exclure, la couleur blanche n'étant pas forcément caractéristique de l'industrie métallifère ancienne.
Enfin, certains micro-toponymes, tels que « Le Plessis d'enfer », lieu-dit situé à proximité du prieuré de Lavaré et « L'Enfer » pourraient indiquer des lieux dont la topographie s'apparente à celle d'une grotte, d'une excavation, d'un puits, ou encore le fond d'une vallée. A contrario, l'existence de lieux-dits tels que « Chantelouze », terme dont la seconde partie trouve son origine dans la racine « -lup » et pouvant se traduire par « hauteur rocheuse » ; « La Coquerie » et « Cochardières », ces deux toponymes ayant pour déterminant la racine gauloise « kuk- » et qui expriment littéralement la notion de « hauteur arrondie » ; révèle la présence d'éminences topographiques.

## Histoire

### Préhistoire et protohistoire
La présence humaine sur le territoire de Fondettes, à l'instar de nombreux communes établies à proximité de la Loire moyenne — aire correspondant à la région naturelle du Val de Loire —, est attestée pour la période du Néolithique grâce à des fragments de céramique mis en évidence au sein de trois sites archéologiques,. Des fouilles ont aussi permis de révéler une cavité souterraine, également attribuable au Néolithique, recélant des fragments osseux.
L'occupation se poursuit vers la fin de l'âge du bronze ou début de l'âge du fer, attestée par un tumulus, « motte » circulaire, d'un diamètre de 10 m, et qui s'élève sur une hauteur de 3,50 m. L'oppidum de Fondettes, également connu sous le nom d'oppidum de Montboyau,,, est localisé à l'extrémité sud-est de la commune de Fondettes,. Le site protohistorique de Montboyau, daté de la période laténienne et dont l'habitat est protégé par des fortifications de type éperon barré, fait l'objet de fouilles dès le XIXe siècle,. Au cours du second âge du Fer, le site de Montboyau se révèle être l'une des trois agglomérations secondaires appartenant à la civitas (ou territoire, cité) du peuple gaulois des Turones. Des monnaies gauloises ont été mises en évidence dans les années 1950 : il s'agit principalement de 494 potins dits « à tête diabolique »,,,.
D'autres établissements, de taille plus modeste (dits « ruraux »), et attribués à la fin de la période laténienne, tel celui de la « Limougère », situé au nord de la ville de Fondettes, ont été révélés lors de récents chantiers archéologiques,.

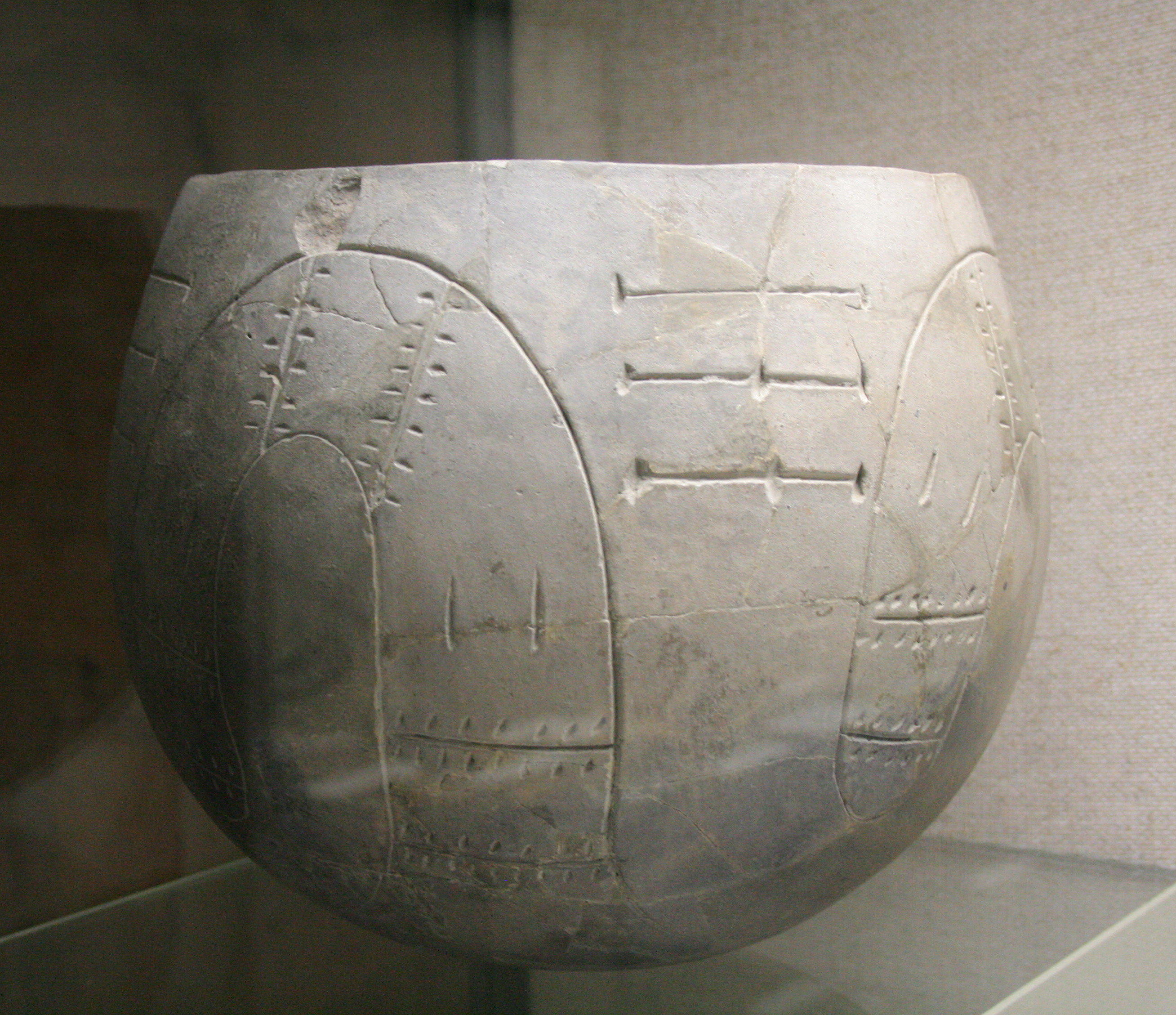
Vase en céramique rubané comparable à ceux mis au jour à Fondettes (Musée universel de Marbourg).
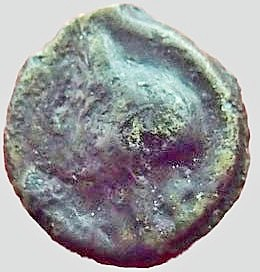
Potin « à tête diabolique », comparable à ceux retrouvés au pied de l'oppidum de Montboyau.

### Époque gallo-romaine

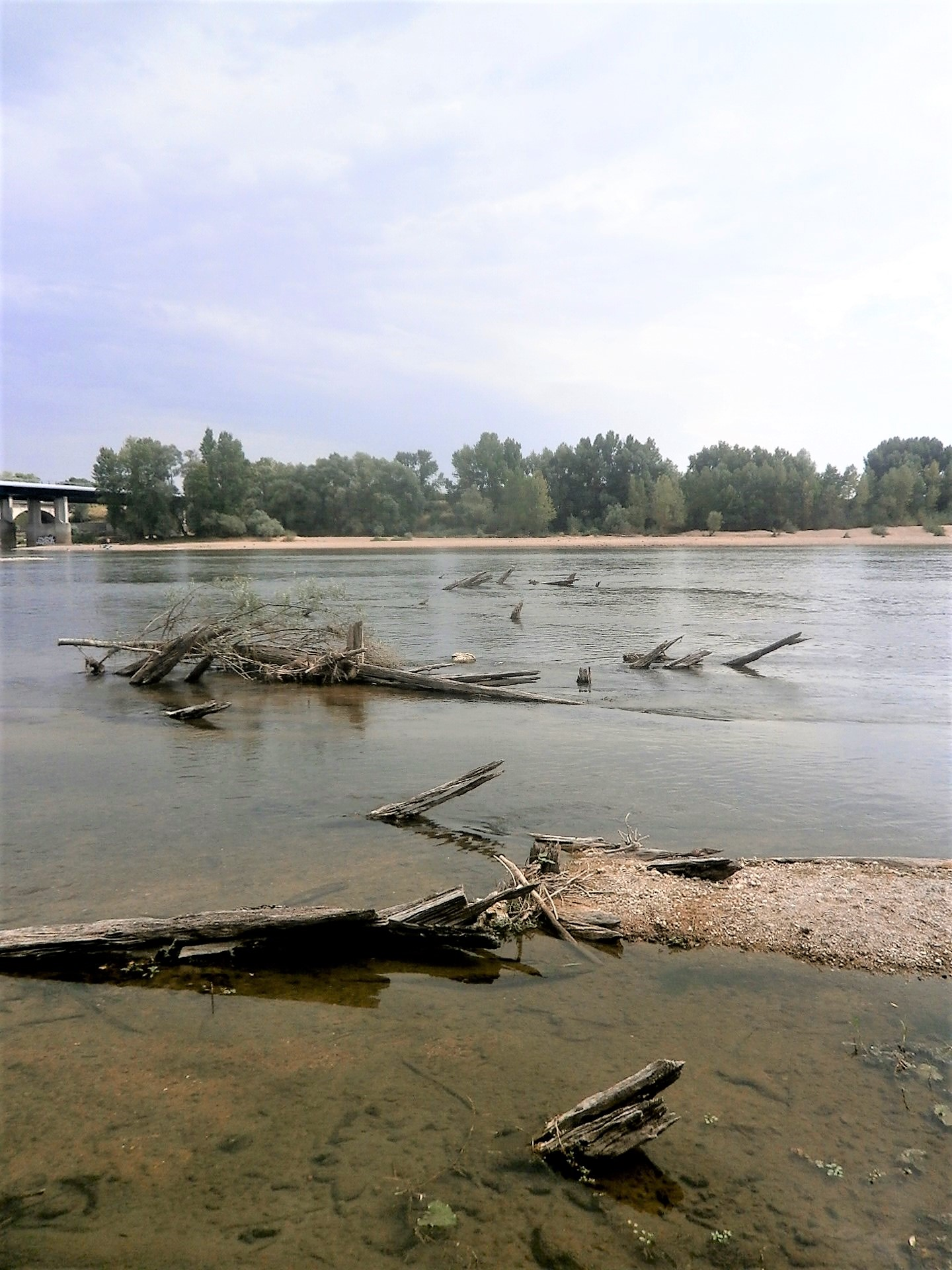
Vestiges des pieux du pont antique en bois ; vue prise dans l'axe du pont.

Une route d'époque antique, une via romana, reliant Vindunum (actuelle ville du Mans) à Limonum (Poitiers) passait peut-être par Fondettes, où elle franchissait la Loire, au niveau d'un pont, construit au cours de l'Antiquité, au pied de l'oppidum de Montboyau,. Cet ouvrage d'art gallo-romain, qui aurait possiblement succédé à un autre pont d'époque protohistorique, aboutissait au point de croisement avec une autre voie romaine menant à Angers et qui suit le tracé de la Loire, mais d'autres points de franchissement sont suggérés par des études plus anciennes. Un cartulaire de 1272, afférant au prieuré fondettois de Lavaré, et émis par l'abbaye de Marmoutier, fait état d'un carrefour, entre deux voies d'époque gallo-romaine. L'un de ces itinéraires antique reliait Cæsarodunum (actuelle ville de Tours) à Vindunum, et le second Tours à Juliomagus (l'ancien site d'Angers).
Plusieurs sites d'occupation antique sont attestés sur le territoire, comme à « la Vermicellerie » ou à « Châtigny », où les vestiges toujours visibles d'une villa sont identifiés dès la fin du XIXe siècle sous les fondations du château,, ainsi que les ruines d'un complexe thermal composé d'une piscine, d'un bassin externe de forme octogonale, d'un hypocauste, et de sols agrémentés de mosaïque, à l'ouest de la cour du château,. Hormis celle de Châtigny, trois autres villæ ont été inventoriées sur le territoire communal : les domaines de Charcenay (ou Carnaccum villa), de Tréché (mentionné sous les termes de Triccius et de Triccacius),,, et de Martigny (ou villa Martinacensi). À la différence des autres villæ, de période tardo-antique, la fondation du domaine de Martigny, dont aucun vestige du bâtiment résidentiel n'a été exhumé, date plus probablement du Haut Moyen Âge (VIe siècle).

### Moyen Âge

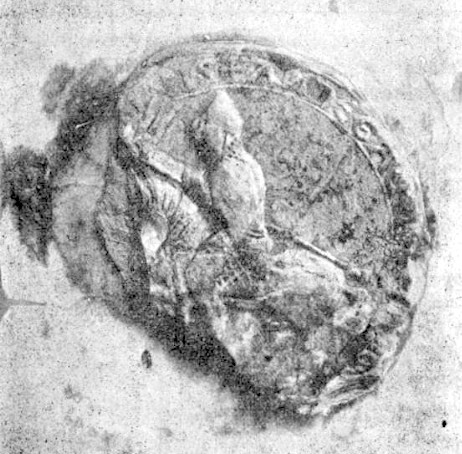
Sceau représentant le comte d'Anjou Foulques Nerra.

La création de la paroisse tourangelle pourrait remonter au tournant du Xe et du XIe siècle,.
Ainsi, l'historien Jean-Mary Couderc estime que la fondation de la paroisse aurait été séparée de celle de Saint-Venant de Luynes à l'approche de l'an mil,,.
Au début du XIe siècle, sur commande du comte d'Anjou Foulques Nerra (dit « Foulques le Noir »), le site de Montboyau fait l'objet d'une fortification. À cette époque, une motte castrale est alors construite à l'extrémité sud-ouest de l'oppidum, en lieu et place de son rempart,. Cet ouvrage défensif médiéval, dressé à une hauteur avoisinant les 10 mètres, se déployait sur une aire de 200 mètres de circonférence. À partir de 1017, le castrum est surmonté d'un donjon probablement conçu en bois. En 1026, le comte d'Anjou, confronté aux troupes d'Eudes II de Blois, livre une bataille au pied du site de Montboyau alors assiégé,.
La paroisse de Fondettes est, au cours des XIIe et XIIIe siècles, une tenure noble de faible importance, relevant de l'autorité des seigneurs de Maillé,. Vers le milieu du XIIIe siècle, le fief de Fondettes, qui est encore relativement mineur, passe sous le contrôle d'un vassal, le chevalier Jean de Clérembault. Ultérieurement la localité tourangelle appartient, par droit de prééminence, aux successifs seigneurs de Martigny(domaine cédé par l'abbaye de Marmoutier durant le XVe siècle). La tradition se perpétue ensuite puisque de 1672 à 1795, la famille des Le Boucher, alors propriétaire de Fondettes, possède à son tour la seigneurie de Martigny.

### Époque moderne
En 1540, Jacques des Loges et son épouse Rollande d'Artenau sont seigneurs du fief de Touche-Ronde dans la paroisse de Lavaray.
La fin de l'an 1570 est marquée par une importante crue ligérienne qui fait céder la digue au niveau de la « Berthellerie ».

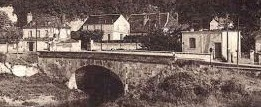
Le pont de La Motte entre La Riche et Fondettes.

Vers la fin des années 1580, la Touraine, à l'instar d'autres provinces du royaume, alors en proie à une guerre civile opposant les villes favorables à la Ligue avec celles qui soutiennent le régime, est soumise à de nombreux affrontements. En 1589, en raison de l'avancée des troupes d'Henri IV, Gilles Duverger, le maire de Tours, commune particulièrement touchée par ces incidents et siège des ligueurs tourangeaux, se voit alors contraint de quitter son poste pour se réfugier à Vendôme, et d'abandonner le domaine de Châtigny qu'il possédait à Fondettes,,.
Vers la fin du XVIIe siècle, en raison d'une imposition trop lourde, et d'une progressive délocalisation de ses manufactures, la paroisse de Fondettes, à l'instar de celle de Luynes, est laissée à l'abandon. Une lettre rédigée par le contrôleur général des finances Colbert en date du 23 janvier 1681, enjoint Louis Béchameil de Nointel, alors responsable de l'intendance de Tours, à mettre tout en œuvre pour réhabiliter la paroisse tourangelle, mettre fin au délabrement significatif des structures publiques fondettoises et endiguer la désaffection massive de ses habitants venus s'installer à Tours.
Au début du XVIIIe siècle, le 11 mars 1704, un important séisme, dont la localisation de l'épicentre a été estimée en région poitevine, est ressenti en territoire tourangeau, comme en témoigne l'inscription épigraphique gravée sur le portail de l'église de Vallières, à Fondettes.

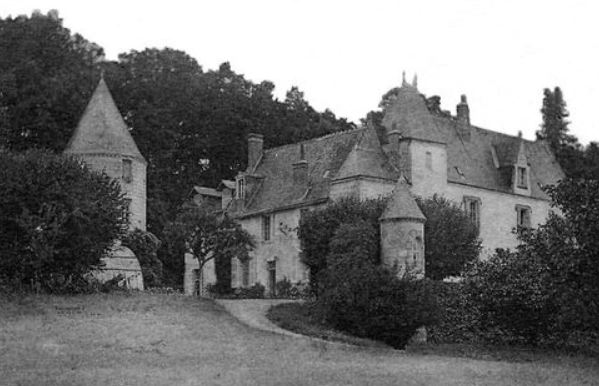
Le village ou hameau du « Grand Martigny » et son château.

Entre 1772 et 1775, en raison de l'accroissement du prix de certaines denrées alimentaires, notamment celui du pain, plusieurs émeutes de pillages se sont produites à Tours et dans ses environs immédiats. L'une de ces manifestations de subsistances, menées par des villageois en armes et venant des paroisses de Fondettes, de Vallières et de Luynes, s'est déroulée les 19 et 20 février 1774. Au cours des séances parlementaires de 1789, les représentants du peuple de Fondettes, alors rassemblés sur la place de l'église Saint-Symphorien, expriment à travers leurs cahiers de doléances leur volonté de donner à la paroisse un statut communal. Une autre requête concerne la diminution des charges d'imposition, notamment celles des tailles, lesquels s'élevaient alors à 16 598 livres,. La transformation de la paroisse en commune est réalisée en janvier 1790, en même temps que la paroisse de Vallières est elle aussi érigée en commune. En 1792, le territoire communal s'accroît grâce à l'incorporation du village de Martigny.

### Époque contemporaine

#### XIXesiècle

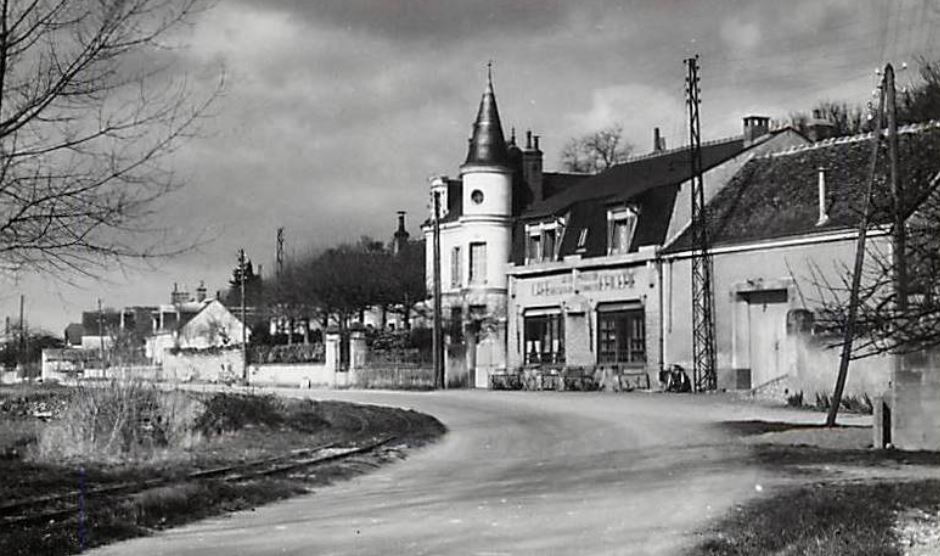
Panorama de l'ancienne commune de Vallières.

Le 9 janvier 1805 (19 nivôse an XIII du calendrier révolutionnaire français), la commune de Vallières est rattachée à celle de Fondettes, pour des raisons de « simplification administrative » mais aussi en raison d'un manque de ressources économiques et d'un déficit démographique propres à Vallières.
Les électeurs de Fondettes se prononcent massivement en faveur de Napoléon III lors des deux plébiscites organisés par l'empereur en 1851 et 1852 pour asseoir sa légitimité. Toutefois, le conseil communal se voit dissout et une commission municipale est dès lors mise en place.

#### XXesiècle

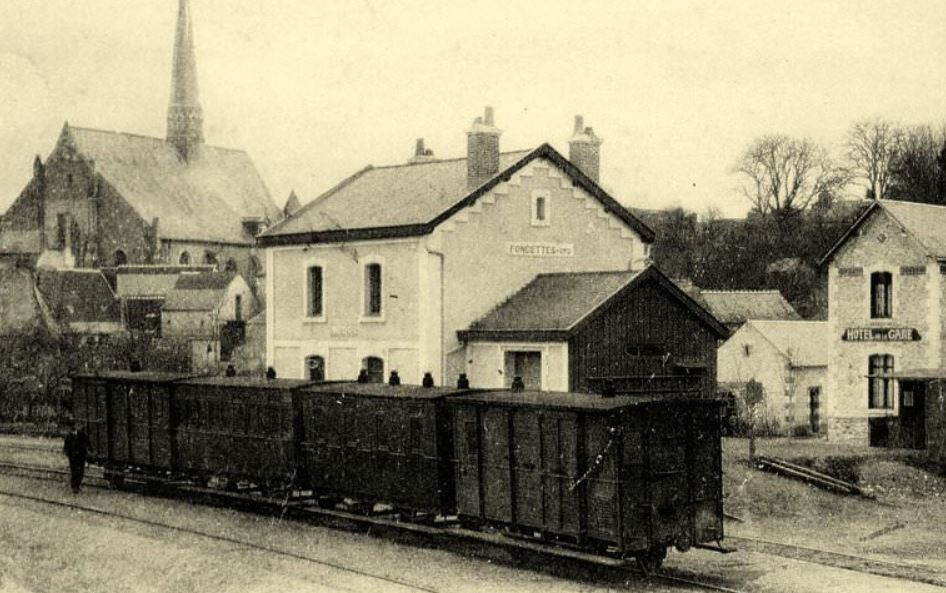
Anciennes gare et ligne CFD Indre-et-Loire de Fondettes.

Le 1er août 1907, la mise en place de la ligne ferroviaire secondaire reliant la station de Rillé / Hommes à celle de Fondettes, un itinéraire estimé comme étant une voie ferrée d'intérêt local par les services départementaux de l'époque, arrive à son terme,. Cette voie de chemin de fer donne alors aux habitants de l'agglomération nord-ouest de Tours un accès direct au réseau de tramway de la capitale tourangelle.
La Première Guerre mondiale cause la mort de 74 soldats originaires de Fondettes. Une stèle commémorative, portant le titre « À la mémoire des Enfants de Fondettes 1914-1918 », a été dressée dans l'enceinte de l'église Saint-Symphorien.

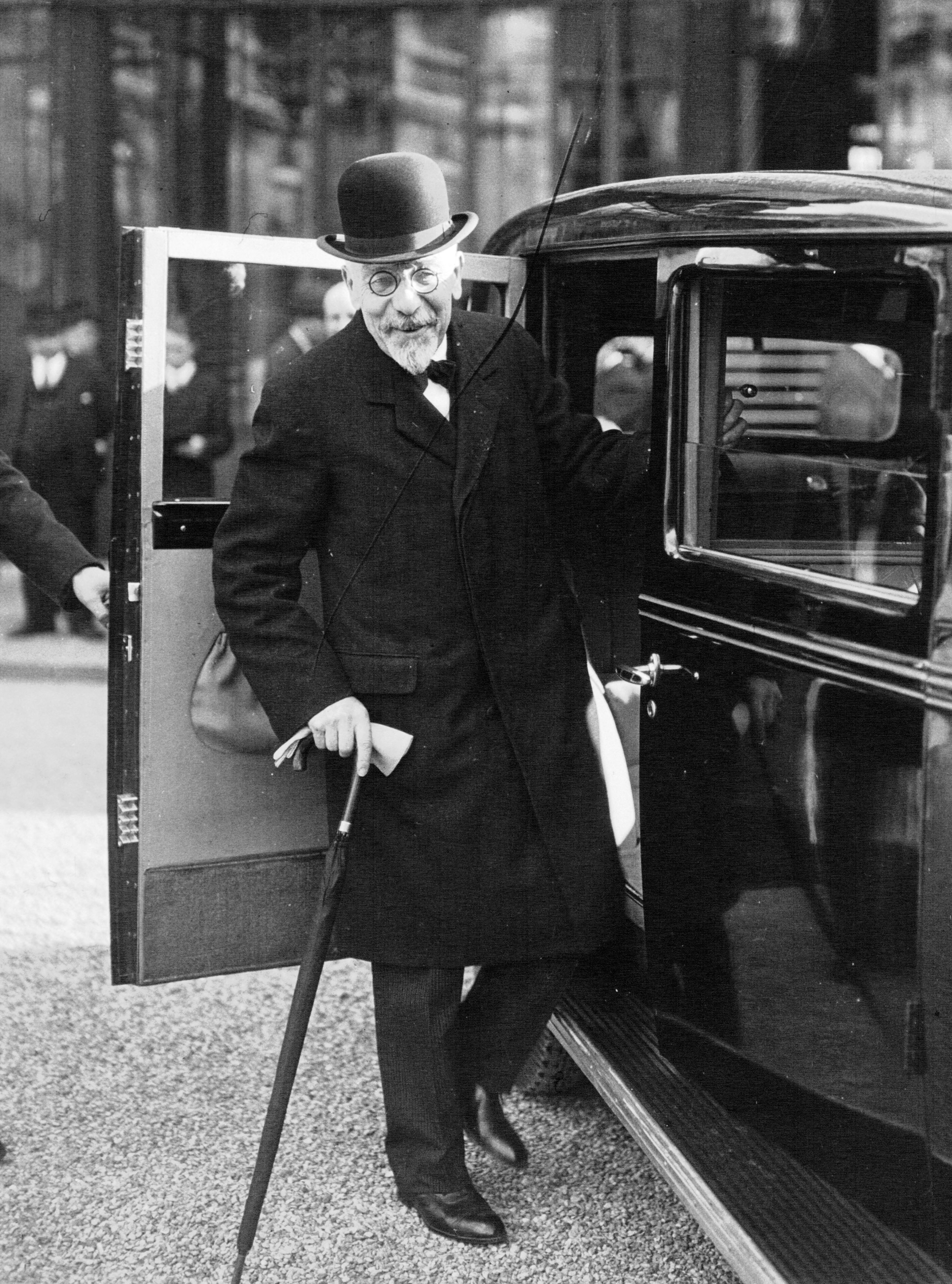
Jules Jeanneney.

Au début de la Seconde Guerre mondiale, en 1940, en application d'une décision ministérielle prise deux ans plus tôt — le 16 décembre 1938 —, le siège du Sénat est déplacé de Paris, estimée trop périlleuse, pour venir s'établir à Tours. Le château de la Plaine devient ainsi, le temps de quelques jours, la résidence officielle du Président du Sénat, Jules Jeanneney, et de sa famille,. Toutefois, face à l'inexorable progression des troupes allemandes sur le territoire français, les sénateurs et leur président ne demeurent qu'un court laps de temps en Touraine et prennent ainsi le départ au matin du 14 juin 1940 afin de se replier à Bordeaux.
Sous l'occupation nazie, en 1940, le château de Bel Air, ancienne résidence et closerie située au quai de la Guignière, devient la « base de repli » de l'entrepreneur d'aciéries François de Wendel alors hostile au régime de Vichy,,. Le château fait ensuite l'objet de deux réquisitions, d'abord par les troupes allemandes, puis par une unité du Groupe mobile de réserve. Après la fin de la guerre, à l'été 1945, le conseil général d'Indre-et-Loire cherchant de nouveaux locaux afin d'abriter l'école normale des institutrices, le choix se porte sur la résidence de Bel Air et une enquête publique est alors initiée par le préfet de Tours. François de Wendel et ses descendants en sont expropriés par ordonnance du 10 avril 1946,,.

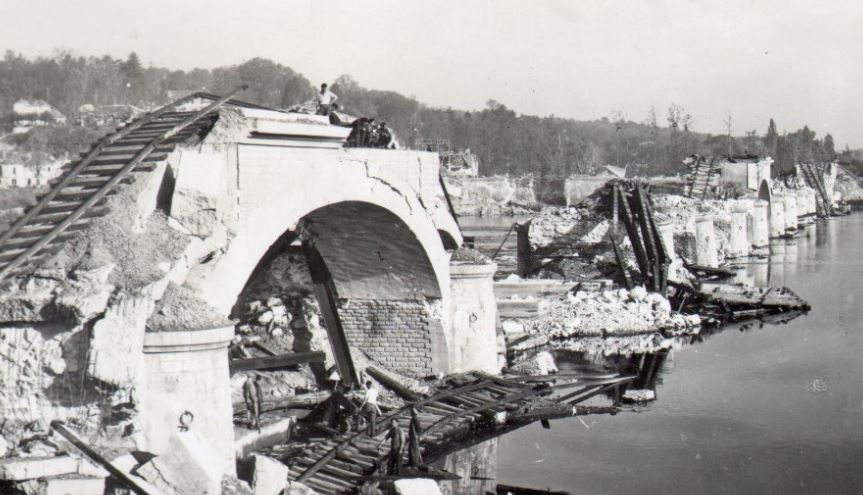
Le Pont de la Motte en 1944 après sa destruction.

Au printemps 1944, les troupes allemandes, en raison de la progression des forces alliées, se retirent sur la rive opposée à celle de Fondettes et opèrent quelques offensives d'escarmouche. Au mois de juillet 1944, les unités aériennes de libération effectuent une première série de bombardements sur les DCA allemandes encore au sol, infligeant en même temps d'importants dégâts matériels à la capitale tourangelle et à ses abords immédiats, dont La Membrolle-sur-Choisille et Fondettes. Le 22 août 1944, le bombardement du pont ferroviaire de La Motte occasionne l'effondrement d'une partie du coteau, l'obstruction de la route menant de La Riche à Fondettes et la destruction de 140 maisons,,. L'ouvrage d'art est alors presque entièrement détruit,. Il est ensuite restauré, la paix revenue,. Durant le même mois, la commune fondettoise est libérée. Le bilan de la guerre de 39-45, pour les Fondettois, s'élève à un total de 23 victimes civiles, déportées ou engagées. Un monument aux morts, dédié à la mémoire de ces victimes, a été érigé dans l'ancien cimetière de la commune.
Repères chronologiques de l'histoire de Fondettes.
■ Quelques dates de l'histoire de France et de la Touraine
■ Histoire politique et religieuse de Fondettes ■ Histoire architecturale de Fondettes

## Politique et administration

### Rattachements administratifs et électoraux
La commune fait partie de l'arrondissement de Tours dont elle est l'une des 54 communes, dans le département d'Indre-et-Loire, en région Centre-Val de Loire.
Fondettes, au XIXe siècle, a été rattachée au canton de Tours-nord,, puis à celui de Saint-Cyr-sur-Loire, en 1973, après la création de nouveaux cantons dans le département d'Indre-et-Loire, et enfin à celui de Luynes jusqu'au redécoupage cantonal de 2014.
Depuis le redécoupage des circonscriptions législatives françaises de 2010, Fondettes est dans la cinquième circonscription d'Indre-et-Loire et depuis le redécoupage cantonal effectué en application du décret du 18 février 2014, elle est l'une des cinq communes constituant le canton de Saint-Cyr-sur-Loire (subdivision territoriale no 12).

### Intercommunalité
Située juste à la périphérie de Tours, la ville est intégrée à l'intercommunalité de la capitale tourangelle Tours Métropole Val de Loire, unité administrative devenue métropole depuis le 22 mars 2017,.
Fondettes fait partie des 107 communes d'Indre-et-Loire adhérentes au syndicat intercommunal « Cavités 37 ». Cet établissement public de coopération intercommunale (EPCI), créé en 1985, a pour principales missions de réaliser des relevés topographiques et des diagnostics géologiques des cavités et peut intervenir en contexte de sinistre ou de catastrophe naturelle. Lors de l'établissement d'un plan local d'urbanisme, cette structure syndicale a également pour vocation de conseiller les communes sur les risques d'effondrement de terrains,. La ville est également l'une des 24 communes adhérentes au syndicat intercommunal de la Choisille et de ses affluents (SICA). Cet établissement intercommunal est notamment compétent dans les domaines de la gestion, de la restauration ou encore de l'entretien de la rivière tourangelle et de ses affluents.

### Rattachements juridictionnels
Hormis la cour administrative d'appel de Nantes, la cour d'appel d'Orléans et le tribunal administratif d'Orléans, les autres compétences juridictionnelles de la commune — à savoir la cour d'assises, le conseil de prud'hommes, le tribunal d'instance, le tribunal de grande instance, le tribunal de commerce, etc — relèvent de la ville de Tours,.

### Tendances politiques et résultats
Le corps électoral de Fondettes a accordé la majorité de ses suffrages à un candidat de droite lors de la plupart des scrutins des deux dernières décennies, à l'exception des élections régionales de 2004 ainsi que celles de 2010 où les listes de l'union de la gauche (LGA) ont devancé celles de l'union de la droite (LUD). Aux dernières élections présidentielles, législatives et municipales, le taux d'abstention à Fondettes reste inférieur à la moyenne nationale. Enfin, lors de ces mêmes élections, le score obtenu par les candidats issus de l'extrême droite a également toujours été en dessous de celui de la moyenne nationale.

#### Élection présidentielle de 2017
En 2017, lors du deuxième tour de l'élection présidentielle, Emmanuel Macron (En marche !), élu, a obtenu 78,76 % des voix et Marine Le Pen (FN), 21,24 %. Le taux de participation, pour cette élection, s'est élevé à 77,80 % pour l'ensemble des 8 927 électeurs inscrits à Fondettes.

#### Élection présidentielle de 2022
À Fondettes, lors du deuxième tour de l'élection présidentielle de 2022, Emmanuel Macron (LREM), élu, a rassemblé 71,18 % des voix et Marine Le Pen (RN), battue, a recueilli 28,84 % des suffrages exprimés. Le taux de participation pour cette élection a atteint 79,87 % et un taux d'abstention de 20,99 % sur l'ensemble des 9 220 fondettois inscrits, soit une proportion d'environ 8 points inférieure à la moyenne nationale.

#### Élection municipale la plus récente
La population de la commune, au recensement de 2011, étant comprise entre 10 000 et 19 999, le nombre de conseillers municipaux pour l'élection de 2020 est de 33, dont 3 siègent au conseil communautaire de l'agglomération de Tours.
Lors des élections municipales de 2020, les 33 conseillers municipaux, dont 30 issus de la liste majoritaire LUD, ont été élus au premier tour avec un taux de participation de 51,79 %. Ont obtenu,, :
| Suffrages exprimés  | Suffrages exprimés    | Suffrages exprimés | 4 563     |             | 33 sièges à pourvoir | 33 sièges à pourvoir |
|                     |                       |                    |           |             |                      |                      |
| Liste               | Tête de liste         | Tendance politique | Suffrages | Pourcentage | Sièges acquis        | Var.                 |
| Plus forts ensemble | Mr Cédric de Oliveira | LUD                | 3 591     | 78,7 %      | 30 / 33              |                      |
| Cap citoyens 2020   | Mr Charles Girardin   | Autre écologiste   | 972       | 21,3 %      | 3 / 33               |                      |

### Liste des maires

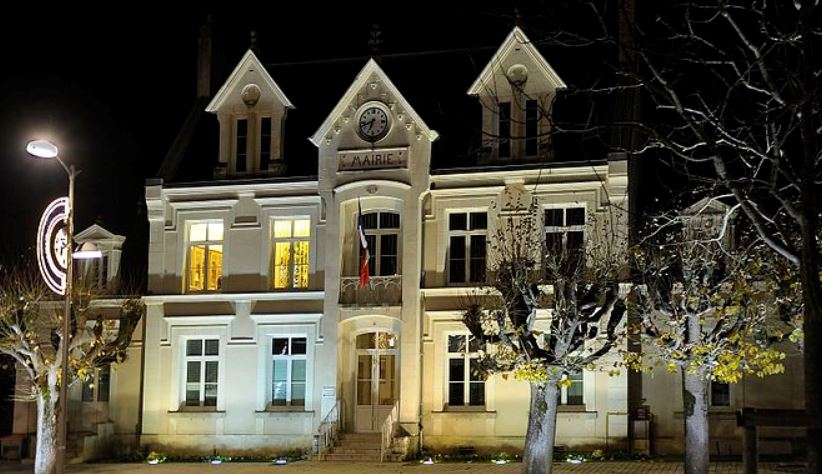
L'hôtel de ville.

| Période        | Période                      | Identité           | Étiquette    | Qualité |
| -------------- | ---------------------------- | ------------------ | ------------ | --- |
| septembre 1944 | mai 1945                     | René Vernier       |              | |
| mai 1945       | mars 1959                    | Ernest Dupuy       |              | Tonnelier |
| mars 1959      | mars 1971                    | Marcel Chauvin     |              | |
| mars 1971      | mai 1993                     | Jean Roux          | DVD puis RPR | Professeur de mathématiques retraité Conseiller général de Luynes (1985 → 1993) Vice-président du conseil général (1992 → 1993) Décédé en fonction |
| mai 1993       | juin 1995                    | Jean-Paul Leduc    | UDF-CDS      | Comptable Premier adjoint au maire (1971 → 1993) Conseiller général de Luynes (1993 → 1998) |
| juin 1995      | mars 2001                    | Joseph Masbernat   | PS           | Médecin généraliste Conseiller général de Luynes (1998 → 2011) |
| mars 2001      | mars 2008                    | Michel Pasquier    | RPR puis UMP | Consultant Vice-président de la CA Tour(s)plus (2001 → 2008) |
| mars 2008      | avril 2014                   | Gérard Garrido     | DVG          | Cadre dans l'industrie pharmaceutique Vice-président de la CA Tour(s)plus (2008 → 2014) |
| avril 2014     | En cours (au 6 février 2025) | Cédric de Oliveira | UMP puis LR  | Consultant en relations sociales Conseiller départemental de Saint-Cyr-sur-Loire (2021 → ) Vice-président du conseil départemental (2021 → ) 9e vice-président de Tours Métropole Val de Loire (2023 → ) Président de l'Association des maires d'Indre-et-Loire (2017 → ) |

### Politique environnementale

#### Espaces verts
Lors du concours organisé en 2016 par le conseil national de villes et villages fleuris (association loi de 1901), et supervisé par la société d'horticulture de Touraine au niveau départemental, la commune a obtenu le niveau « deux fleurs », faisant de Fondettes l'une des 57 villes du département d'Indre-et-Loire ayant reçu ce type de distinction — 1 à 4 « fleurs » confondus —.

#### Eau potable et assainissement
Depuis 1990, Fondettes et Luynes disposent d'un périmètre d'assainissement des eaux usées. Ce périmètre permet de protéger le forage d'exploitation de la nappe cénomanienne. Cet aménagement, localisé à « la Bourdonnière », assure l'alimentation en eau potable des deux villes tourangelles.
Deux syndicats intercommunaux, le SIAEP de Semblançay-Charentilly-Saint-Antoine-du-Rocher-Saint-Roch et le SIVOM de Fondettes-Luynes-Saint-Étienne-de-Chigny, ont pour fonction de maintenir et de gérer l'approvisionnement en eau potable pour les usagers de la commune. Les opérations afférentes à l'assainissement et non collectif sont, quant à elles, assurées par les régies syndicales de la communauté d'agglomération Tours Métropole Val de Loire.

### Finances locales
Le tableau qui suit met en perspective l'évolution de la capacité d'autofinancement (CAF), un des indicateurs des finances locales de Fondettes, sur une période de onze ans :
|                      | 2006 | 2007 | 2008 | 2009 | 2010 | 2011 | 2012 | 2013 | 2014 | 2015 | 2016 |
| -------------------- | ---- | ---- | ---- | ---- | ---- | ---- | ---- | ---- | ---- | ---- | ---- |
| Fondettes            | 91   | 104  | 106  | 117  | 144  | 184  | 237  | 186  | 160  | 153  | 143  |
| Moyenne de la strate | 160  | 153  | 149  | 159  | 183  | 201  | 192  | 180  | 164  | 183  | 186  |

| ■ CAF de Fondettes ■ CAF moyenne de la strate Ordonnées du graphique : valeurs de la CAF exprimées en €/habitant. |

Pour la période considérée (de 2006 à 2016), la capacité d'autofinancement de la commune est toujours inférieure à la valeur moyenne de la strate, à l'exception des exercices fiscaux des années 2012 et 2013 où celle-ci se révèle supérieure. Le « résultat comptable », très variable selon les années, est généralement inférieur à celui de la strate, excepté en 2010 et 2015. D'autre part, le fonds de roulement, régulièrement positif hormis pour l'année 2007 — celui-ci était alors de - 30 € par habitant —, fluctue de manière significative autour de la moyenne de la strate,.

### Jumelages
En 2018, Fondettes est jumelée avec :
- Naurod (Allemagne) depuis le 11 mai 1975, commune rattachée à Wiesbaden depuis 1977 (le nom de ce jumelage devenant alors « Fondettes-Naurod-Wiesbaden »)[CF 10],[172],[173],[174] ;
- Constância (Portugal) depuis le 16 mai 1998[CF 10].

## Population et société
Le nom désignant les habitants de la commune est Fondettois.

### Démographie

#### Évolution démographique
Le plus ancien registre paroissial disponible pour Fondettes date de 1539,. Comme l'indique Louis de Grandmaison, en l'an 1661, en raison d'une chute de la natalité et d'un important taux de mortalité consécutif à la propagation de maladies létales, telles que la peste, la démographie fondettoise enregistre un solde naturel fortement négatif,. À la fin du XVIIe siècle, en 1691, la population de Fondettes était composée de 600 ménages. À cette époque, Fondettes, alors caractérisée par une population à dominante rurale et une économie tournée vers les activités viticoles, était, avec celle de Vouvray, l'une des deux paroisses les plus peuplées de Touraine,. Toutefois, postérieurement, la courbe démographique fondettoise accuse un net fléchissement, comme l'indique le recensement effectué en 1764, qui fait état de l'existence de 486 foyers.
Depuis le début des années 1910 et jusqu'au milieu des années 1950, l'accroissement démographique de la ville, relativement récent, présente une courbe intégralement positive. Ce rebond, qui marque un brusque arrêt avec la longue période d'exode rural de la seconde moitié du XIXe siècle, s'explique notamment par la mise en place et le développement d'un réseau routier important et centré à Tours. Au cours de cette même période, la population de la commune bénéficie également de la proximité géographique et du rayonnement de Tours. En revanche, de 1954 jusqu'à 1962, l'apport massif d'une population retraitée occasionne une hausse significative du taux de mortalité de Fondettes.
L'évolution du nombre d'habitants est connue à travers les recensements de la population effectués dans la commune depuis 1793. Pour les communes de plus de 10 000 habitants les recensements ont lieu chaque année à la suite d'une enquête par sondage auprès d'un échantillon d'adresses représentant 8 % de leurs logements, contrairement aux autres communes qui ont un recensement réel tous les cinq ans,.

En 2022, la commune comptait 10 917 habitants, en évolution de +4,37 % par rapport à 2016 (Indre-et-Loire : +1,67 %, France hors Mayotte : +2,11 %).
| 1793  | 1800  | 1806  | 1821  | 1831  | 1836  | 1841  | 1846  | 1851  |
| ----- | ----- | ----- | ----- | ----- | ----- | ----- | ----- | ----- |
| 1 981 | 1 940 | 2 501 | 2 363 | 2 471 | 2 312 | 2 423 | 2 303 | 2 283 |

| 1856  | 1861  | 1866  | 1872  | 1876  | 1881  | 1886  | 1891  | 1896  |
| ----- | ----- | ----- | ----- | ----- | ----- | ----- | ----- | ----- |
| 2 401 | 2 247 | 2 251 | 2 258 | 2 276 | 2 300 | 2 245 | 2 138 | 2 111 |

| 1901  | 1906  | 1911  | 1921  | 1926  | 1931  | 1936  | 1946  | 1954  |
| ----- | ----- | ----- | ----- | ----- | ----- | ----- | ----- | ----- |
| 2 071 | 2 087 | 2 038 | 2 074 | 2 198 | 2 195 | 2 351 | 2 469 | 3 058 |

| 1962  | 1968  | 1975  | 1982  | 1990  | 1999  | 2006  | 2011   | 2016   |
| ----- | ----- | ----- | ----- | ----- | ----- | ----- | ------ | ------ |
| 3 182 | 3 441 | 4 635 | 5 844 | 7 325 | 8 921 | 9 876 | 10 306 | 10 460 |

| 2021   | 2022   | - | - | - | - | - | - | - |
| ------ | ------ | - | - | - | - | - | - | - |
| 10 741 | 10 917 | - | - | - | - | - | - | - |

|                                           | 1968 - 1975 | 1975 - 1982 | 1982 - 1990 | 1990 - 1999 | 1999 - 2010 | 2010 - 2015 |
| ----------------------------------------- | ----------- | ----------- | ----------- | ----------- | ----------- | ----------- |
| Taux de variation annuel de la population | + 4,4 %     | + 3,3 %     | + 2,9 %     | + 2,2 %     | + 1,4 %     | + 0,2 %     |
| Solde naturel                             | + 0,4 %     | + 0,4 %     | + 0,5 %     | + 0,3 %     | + 0,3 %     | + 0,1 %     |
| Solde migratoire                          | + 4,0 %     | + 3,0 %     | + 2,4 %     | + 1,9 %     | + 1,0 %     | + 0,2 %     |

Au dernier recensement statistique en vigueur au 1er janvier 2018, la population de Fondettes était de 10 493 habitants, la classant ainsi au 10e rang des communes les plus peuplées et de plus de 10 000 habitants du département d'Indre-et-Loire. Le solde naturel de la commune est toujours positif depuis 1968, bien que son taux de variation annuel marque un sensible ralentissement entre 2010 et 2015. De même, le solde migratoire de la commune, régulièrement positif depuis 1968, accuse une légère temporisation sur la période la plus récente. La démographie de la commune a connu, depuis 1968, une hausse de 205 %, le nombre d'habitants de Fondettes augmentant ainsi de 7 052.

#### Pyramide des âges
En 2018, le taux de personnes d'un âge inférieur à 30 ans s'élève à 31,2 %, soit en dessous de la moyenne départementale (34,9 %). À l'inverse, le taux de personnes d'âge supérieur à 60 ans est de 30,7 % la même année, alors qu'il est de 27,8 % au niveau départemental.
En 2018, la commune comptait 5 025 hommes pour 5 332 femmes, soit un taux de 51,48 % de femmes, légèrement inférieur au taux départemental (51,91 %).
Les pyramides des âges de la commune et du département s'établissent comme suit.
| Hommes | Classe d’âge | Femmes |
| ------ | ------------ | ------ |
| 0,9    | 90 ou +      | 1,7    |
| 7,9    | 75-89 ans    | 8,5    |
| 20,7   | 60-74 ans    | 21,5   |
| 22,8   | 45-59 ans    | 23,2   |
| 14,2   | 30-44 ans    | 16,2   |
| 14,6   | 15-29 ans    | 12,8   |
| 18,9   | 0-14 ans     | 16,1   |

| Hommes | Classe d’âge | Femmes |
| ------ | ------------ | ------ |
| 0,9    | 90 ou +      | 2,2    |
| 7,9    | 75-89 ans    | 10,2   |
| 17,3   | 60-74 ans    | 18,1   |
| 19,8   | 45-59 ans    | 19,1   |
| 17,9   | 30-44 ans    | 17,2   |
| 18,5   | 15-29 ans    | 17,5   |
| 17,6   | 0-14 ans     | 15,6   |

### Enseignement

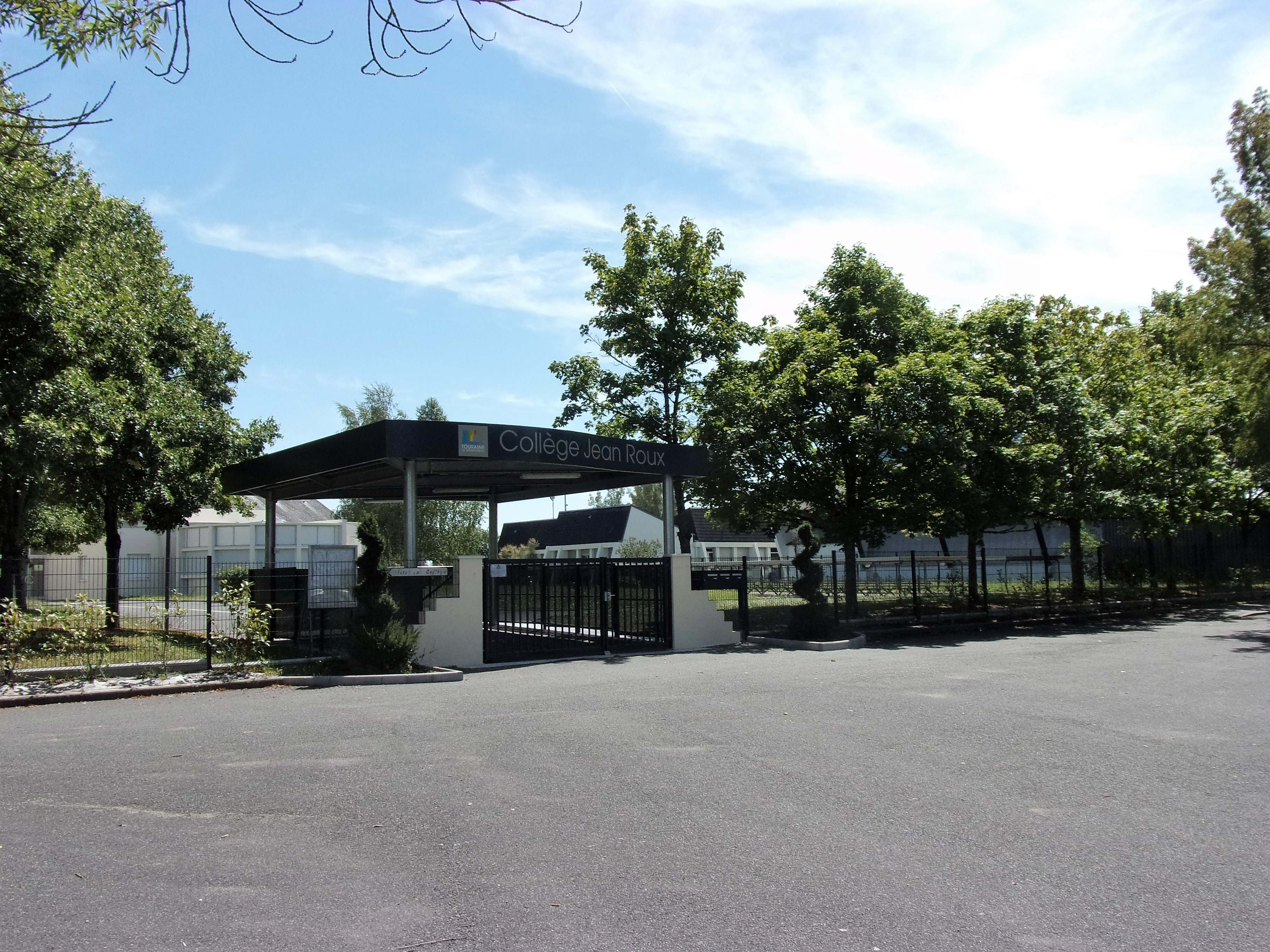
Le collège Jean-Roux.

Selon les dernières données du ministère de l'Éducation nationale, le territoire communal fait état de sept structures scolaires. L'enseignement primaire y est représenté par 5 écoles, dont quatre écoles publiques, une école maternelle et trois écoles élémentaires, et une école élémentaire privée. Concernant l'enseignement secondaire, la ville dispose d'un collège, le collège Jean-Roux, et d'un lycée à filières générale et  technologique agricole.
Depuis le milieu des années 1990, dans le cadre d'un partenariat avec l'établissement scolaire agricole et d'horticulture de Cambérène, ville sénégalaise proche de Dakar, l'EPLFPA, anciennement dénommé le LEGTA Tours-Fondettes, propose des formations professionnelles horticoles à des lycéens et étudiants sénégalais,. Cette coopération, établie sur une relation de réciprocité, a également pour objectif de contribuer au développement des « échanges d'expériences » du personnel enseignant appartenant à chacune deux structures scolaires, ainsi que la mise en commun de leurs connaissances et de certaines essences horticoles,. L'établissement de formation agricole Tours-Fondettes Agrocampus est implanté dans l'enceinte et le parc du château de La Plaine, disposant ainsi d'une superficie d'études et d'exploitations agricoles — élevage, viticulture et horticulture — de 23 ha,,. Cette ancienne résidence de la famille Goüin a fait l'objet d'un rachat par le conseil départemental d'Indre-et-Loire,.
Enfin, une école supérieure du professorat et de l'éducation (ESPÉ) est implantée au quai de la Guinière. Le château de Bel Air, ancienne demeure de Fondettes, abrite les locaux de cet institut rattaché à l'université de Tours. Antérieurement, la résidence de Bel Air a été le lieu d'installation de l'école normale du secteur de Tours, ancien établissement de formation des instituteurs où l'écrivain Jean-Michel Auxiètre a effectué une partie de ses études supérieures,.

### Vie culturelle et sportive

#### Infrastructures et équipements collectifs
La ville dispose de trois centres voués aux activités sportives. Le « complexe sportif du Moulin à vent », recouvrant une superficie totale de 49 068 m2 et comporte 13 équipements différents, dont notamment un stade destiné à l'athlétisme, des terrains de tennis, un gymnase ou encore un terrain de football,. Ce centre d'activités physiques est aménagé pour faciliter l'accès aux personnes à mobilité réduite. Le gymnase inclus dans le complexe, renommé « gymnase Pierre Pitorger » a été réaménagé et augmenté d'une surface de 350 m2 entre 2013 et 2016, puis inauguré le octobre 2016. L'espace sportif de la Choisille, pourvu d'une surface de 12 000 m2, est destiné aux pratiques du tennis, du squash et du badminton. Le « dojo communautaire Guy Lebaupin », est un centre muni d'un bâtiment consacré au judo, et au karaté et d'une aire externe, un skatepark, reservée à la pratique du roller, du skate-board, du BMX ou encore de la trottinette.
Un centre aéré, « La Mômerie », destiné à l'accueil et aux activités d'animation pour les enfants en bas âge lors des périodes de vacances, est également implanté sur le territoire communal.
Enfin, la commune dispose d'un centre culturel polyvalent dirigé par une association loi de 1901 et dont les locaux abritent une salle de concert, une bibliothèque, un atelier destiné à l'expression artistique ainsi qu'une salle de danse. Ce centre propose régulièrement des manifestations telles que des expositions de peintres locaux, ou encore des sessions et festivals artistiques au cours desquels sont accueillis des groupes musicaux.

#### Manifestations culturelles et sportives
La commune accueille annuellement une foire aux vins pendant les week-ends des mois de février ou mars. Une seconde foire, spécialisée dans les produits issus de l'agriculture biologique, est organisée chaque premier week-end de septembre.
Antérieurement, au cours du XIXe siècle, la foire de Fondettes était traditionnellement fixée au 25 mars,.
Par ailleurs se produisent d'autres manifestations culturelles, telles que la « Marche des Rois », qui se déroule au mois de janvier et dont le départ, en 2018, est établi avenue du Moulin-à-Vent, devant le gymnase Pierre-Pilorger, ; la fête patronale de la commune, qui a lieu le 22 août et célèbre Symphorien d'Autun ; une opération vide-greniers ; ou encore les « Foulées de Fondettes », rendez-vous sportif organisé au mois de mars ou avril. Enfin, chaque année, depuis 2011, la commune accueille, au sein de la « Grange aux Dîmes », le Printemps des Arts, une manifestation culturelle qui mêle concerts, expositions et théâtre.

### Tissu associatif
En 2017, 205 associations loi 1901 sur les 243 recensées depuis le milieu des années 1990, ont leur siège à Fondettes.
Parmi ces organismes à but non lucratif dont la destination recouvre des domaines divers — culturel, sportif, éducatif, sanitaires, etc. —, l'association Fundeta, créée en 2014, a pour objectif d'approfondir l'histoire et le patrimoine de la commune. Des publications mensuelles établies sur des travaux de recherche, ainsi que des manifestations telles que des expositions, des visites organisées ou encore des conférences, permettent à l'association de sensibiliser le public à ces deux domaines culturels.

### Cultes

#### Culte catholique

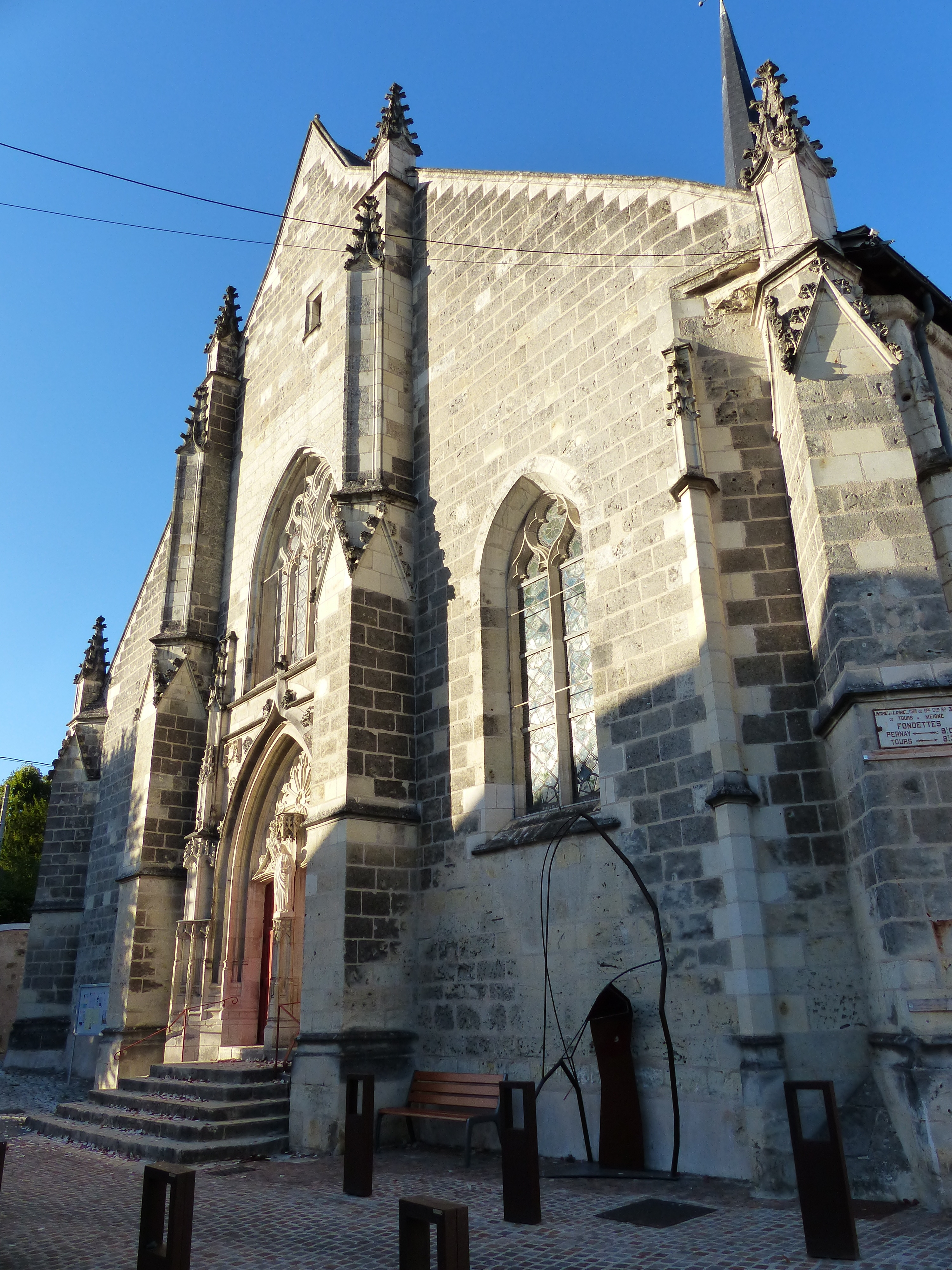
L'église de Fondettes.

La paroisse catholique relève du doyenné de Château-la-Vallière qui regroupe quatre communautés paroissiales au sein de l'archidiocèse de Tours. Les messes dominicales sont régulièrement célébrées, ainsi que différents offices — fêtes religieuses, mariages, enterrements, baptêmes —, à l'église Saint-Symphorien.

#### Autres cultes
Les personnes pratiquant les cultes juif, musulman ou protestant peuvent se rendre à Tours, ville la plus proche disposant d'une synagogue, d'une mosquée et d'un temple de l'Église protestante unie de France.

### Médias

#### Presse écrite
L'actualité de Fondettes est couverte par le quotidien régional La Nouvelle République du Centre-Ouest qui consacre régulièrement l'une de ses pages à la commune et son canton.
Le magazine quadrimestriel Fondettes notre ville, édité par la commune, informe les habitants des événements locaux à caractère administratif, culturel, sportif, social, ou encore urbanistique.

#### Radio et télévision
Comme pour l'ensemble des communes d'Indre-et-Loire, l'actualité de Fondettes est couverte par la station de radio France Bleu Touraine,. Des radios nationales (France Culture, Europe 1, RTL2, etc.) et régionales (Alouette, RCF), sont diffusées sur le territoire communal.
Depuis janvier 2017, une chaîne de télévision locale, Fondettes TV, présente les actualités de la ville par le biais de courtes vidéos disponibles sur son site internet. La chaîne TV Tours Val de Loire relaye entre autres, via la TNT, l'actualité de Tours et de sa proche banlieue,. Enfin, la chaîne France 3 Centre-Val de Loire diffuse des journaux télévisés et propose des émissions intéressant les populations à l'échelle locale et régionale.

### Santé et services d'urgences
La ville est dotée de plusieurs cabinets médicaux, mais ne dispose d'aucun centre hospitalier sur son territoire communal. Le centre hospitalier régional universitaire de Tours accueille les patients à Chambray-lès-Tours ou dans l'un de ses sites spécialisés de Tours. La clinique de l'Alliance, à Saint-Cyr-sur-Loire, établissement privé le plus proche, à environ 5 km, assure également les prises en charge d'hospitalisation des Fondettois,.
Une antenne de l'établissement public du service départemental d'incendie et de secours (SDIS) est implantée sur le territoire communal, dans le quartier de La Haute Limougère,.

### Sécurité
La commune dispose d'une police municipale qui, hormis le maintien de l'ordre, exerce ses compétences dans divers domaines tels que la salubrité, la surveillance et prévention. Les brigades de gendarmerie et de police les plus proches sont implantées à Luynes et à La Membrolle-en-Choisille, ces établissements publics pouvant également assurer des services de sécurité au sein de la commune,. Fondettes fait partie de la sphère d'intervention des commissariats de Tours et de Joué-les-Tours.

## Économie

### Revenus de la population et fiscalité
En 2015, le revenu fiscal médian par ménage est de 45 023 €, alors que la moyenne départementale s'établit à 32 011 € et que celle de la France métropolitaine est de 32 409 €. Concernant l'exercice 2015, le revenu disponible par ménage était de 25 540 €, tandis que la moyenne au niveau départemental s'élevait à 20 710 €.
En 2016, les fondettois disposaient d'un revenu médian annuel de près de 25 216 €, supérieur au revenu médian annuel national qui s'élevait alors à 19 785 €. Pour cette même année, le taux de pauvreté de la commune, qui s'élevait alors à 3,9 %, était nettement inférieur au taux de pauvreté national, de 13,9 %, et 27,7 % des foyers fiscaux de Fondettes était non imposables.

### Travail
Les deux tableaux suivants révèlent les chiffres-clés de l'emploi à Fondettes et leur évolution de 2010 à 2015, :
|                               | Fondettes 2010 | Fondettes 2015 | Évolution |
| ----------------------------- | -------------- | -------------- | --------- |
| Population de 15 à 64 ans     | 6 530          | 6 411          | - 1,82 %  |
| Actifs (en %)                 | 71,7           | 73,7           | + 2,71 %  |
| dont :                        |                |                |           |
| Actifs ayant un emploi (en %) | 66,4           | 67,0           | + 0.89 %  |
| Chômeurs (en %)               | 5,3            | 6,7            | + 26,4 %  |

|                                      | Fondettes 2010 | Fondettes 2015 | Évolution |
| ------------------------------------ | -------------- | -------------- | --------- |
| Nombre d'emplois dans la zone        | 3 402          | 3 329          | - 2,14 %  |
| Indicateur de concentration d'emploi | 77,7           | 76,4           | - 1,67 %  |

L'arrêt de la production d'outillage au sein de l'entreprise Safety, filiale du groupe Sandvik (division Machining Solutions) implantée à Fondettes, annoncé en octobre 2015, devait engendrer la perte de 45 postes. En 2016, les cinq plus importants employeurs à Fondettes ont respectivement déclaré 199, 182, 116, 83 et 54 personnes.

### Tissu économique
Le tableau qui suit récapitule le nombre d'entreprises implantées en 2015 à Fondettes selon leur secteur d'activité et le nombre de leurs salariés :
|                                                              | Total | %    | 0 salarié | 1 à 9 salariés | 10 à 19 salariés | 20 à 49 salariés | 50 salariés ou plus |
| ------------------------------------------------------------ | ----- | ---- | --------- | -------------- | ---------------- | ---------------- | ------------------- |
| Ensemble                                                     | 860   | 100  | 626       | 175            | 22               | 23               | 14                  |
| Agriculture, sylviculture et pêche                           | 22    | 2,6  | 18        | 4              | 0                | 0                | 0                   |
| Industrie                                                    | 38    | 4,4  | 18        | 11             | 1                | 5                | 3                   |
| Construction                                                 | 85    | 9,9  | 51        | 22             | 6                | 6                | 0                   |
| Commerce, transports, services divers                        | 586   | 68,1 | 446       | 121            | 10               | 4                | 5                   |
| dont commerce et réparation automobile                       | 138   | 16,0 | 95        | 36             | 2                | 3                | 2                   |
| Administration publique, enseignement, santé, action sociale | 129   | 15,0 | 93        | 17             | 5                | 8                | 6                   |
| Champ : ensemble des activités.                              |       |      |           |                |                  |                  |                     |

En 2016, 69 nouvelles entreprises ont été créées — hors activité agricole —, dont 87 % dans le seul domaine des services. Également en 2016, 66 établissements à destination marchande ont été fondés, dont 78,8 % interviennent dans le domaine des services aux entreprises ou aux particuliers. En outre, durant cette même année, les cinq chiffres d'affaires les plus importants ayant été déclarés par cinq des entreprises implantées sur le territoire communal sont respectivement de 104 777 020 €, 37 289 376 €, 18 836 404 €, 17 035 291 € et 10 130 447 €.

#### Commerces et services

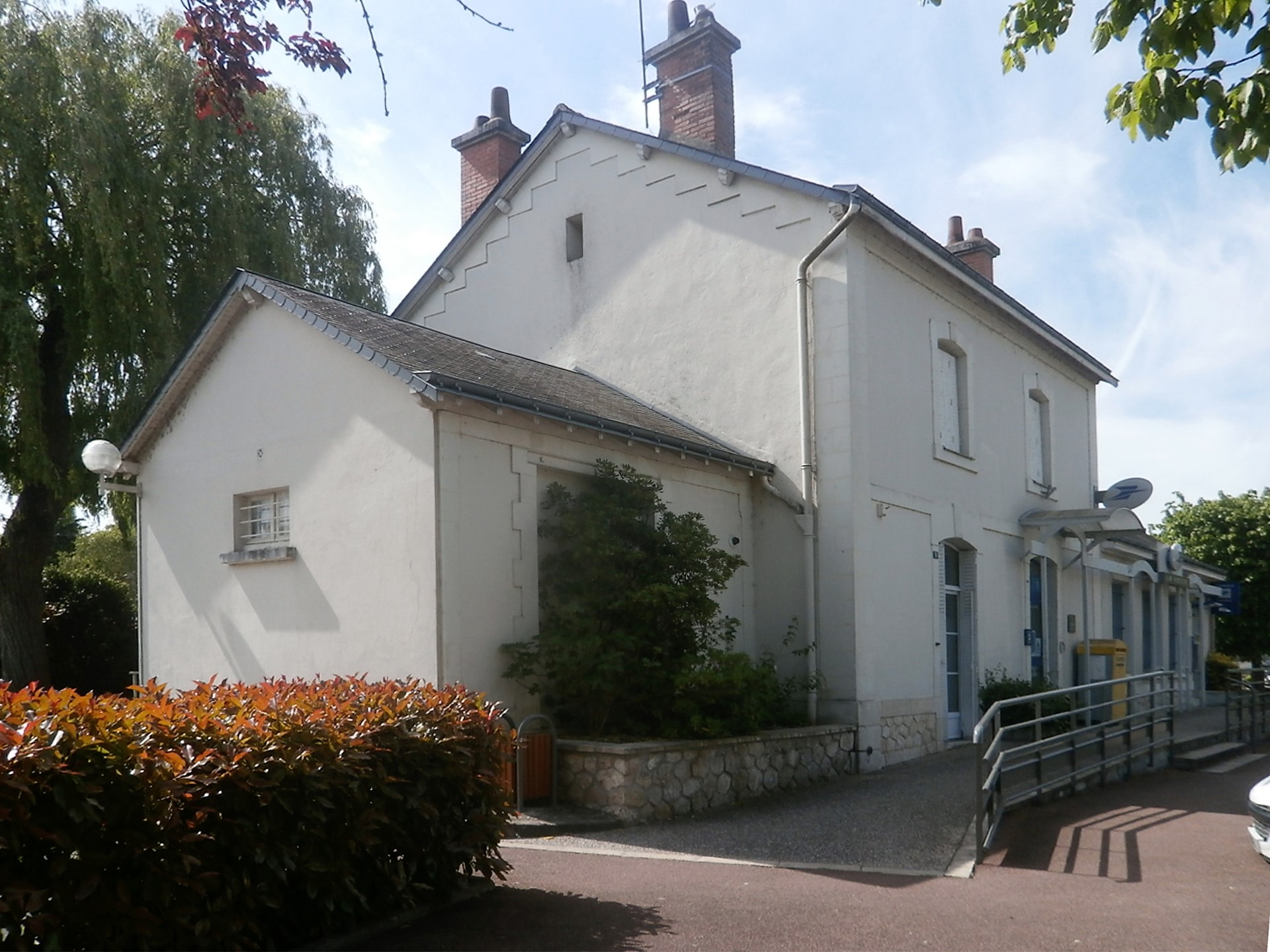
Le bureau de poste de Fondettes, ancienne gare CFD.

Avec 585 établissements recensés au 1er janvier 2015, le secteur tertiaire constitue le premier pôle économique et salarial de la cité tourangelle,. Ce domaine des biens et des services, essentiellement composé de petites structures tels que des commerces de proximité — dans une moindre mesure, de grande distribution —, et qui recouvre également les activités de comptabilité, d'immobilier, d'assurances et de conseils techniques (notamment en informatique ou en recherche et développement), pourvoit à l'emploi de 1 181 personnes. Toutefois, et bien qu'un nombre important de ces entreprises évoluent au sein d'une économie dite « productive » avec un taux de 42,4 %, la majorité de ces structures sont tournées vers une sphère dite « présentielle » avec une proportion de 57,6 %. Un bureau de poste installé dans l'ancienne gare CFD, et une plate-forme de tri sont implantés sur le territoire communal, assurant la distribution du courrier et des colis,.

#### Industrie et bâtiment
La sphère industrielle comprenant les filières de production métallurgique, de mécanique et de sous-traitance, regroupe 5 structures entrepreunariales implantées sur le territoire municipal, petites et moyennes entreprises confondues. Par ailleurs, sur un total de 40 établissements répertoriés au sein de l'économie fondettoise et appartenant au secteur secondaire (source de l'Insee en 2015), plusieurs d'entre eux sont spécialisés dans les branches d'activité chimique, pharmaceutique et plasturgique.
La branche du bâtiment et de la construction — filières bois et architecture d'intérieur comprises —, domaine qui se révèle être à Fondettes principalement artisanal, compte, d'après la base de données du Kompass, un ensemble de 90 entreprises.

#### Agriculture
Le tableau suivant a pour objectif de présenter, en données chiffrées et répertoriées sur une période de 22 ans, une synthèse statistique concernant les principales caractéristiques des exploitations agricoles de Fondettes :
|                                            | 1988  | 2000 | 2010 |
| ------------------------------------------ | ----- | ---- | ---- |
| Nombre d’exploitations                     | 90    | 40   | 29   |
| Équivalent unité de travail annuel         | 93    | 45   | 43   |
| Surface agricole utile (SAU) (ha)          | 1 321 | 783  | 592  |
| Cheptel (nombre de têtes)                  | 528   | 314  | 207  |
| Terres labourables (ha)                    | 1 023 | 669  | 511  |
| Cultures permanentes (ha)                  | 43    | 23   | 48   |
| Surface toujours en herbe (ha)             | 235   | 85   | 32   |
| Superficie moyenne d’une exploitation (ha) | 14,7  | 19,6 | 20,4 |

Les données observées sur la période étudiée montrent que le nombre d'exploitations agricoles, passant de 90 en 1988, à 29 en 2010, diminue de manière significative au profit d'un accroissement de leur surface moyenne. Le cheptel, qui se réduit d'environ 150 %, suit une même courbe d'évolution. Les analyses effectuées par le ministère de l'Agriculture, de l'Agroalimentaire et de la Forêt en 2000 et 2010, mettent en évidence que le secteur agricole de la commune se tourne vers une politique économique de polyculture et de polyélevage.
L'activité maraîchère de la commune, secteur ayant profité de la périurbanisation de Tours dès le milieu des années 1970, a continué de se développer dans les années 1980,.

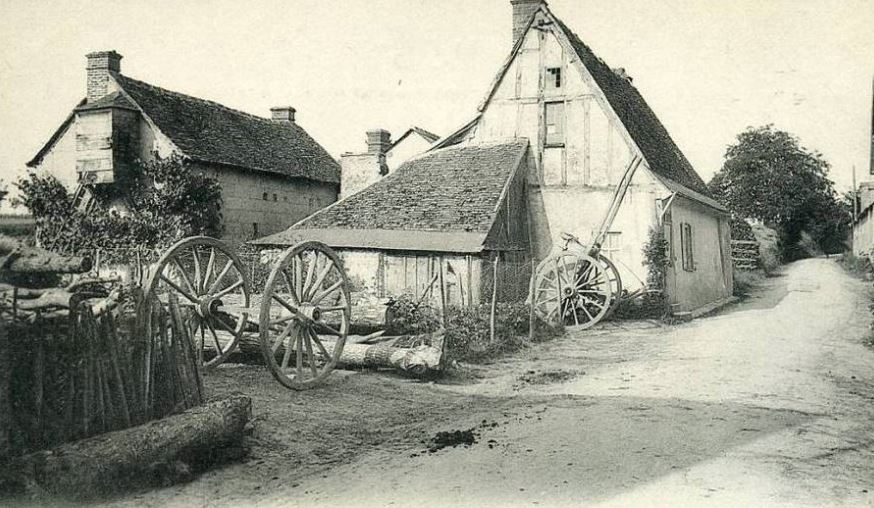
Ferme dans les faubourgs de Fondettes au début du XXe siècle.

Le secteur agricole ne représente plus que 2,8 % des actifs salariaux de la ville, au sein de l'économie locale. Ainsi, une ferme, fondée en 1951, et dont l'étendue de SAU, actuellement de 375 ha, se répartit sur les parcelles de Charentilly, de la Plaine et du Grand Barré, présente, à l'exercice de 2014, un CA d'environ 900 000 €. Cet établissement d'agriculture diversifiée exploite plusieurs types de surfaces céréalières, dont des champs blé tendre, de maïs, d'orge ; mais également des parcelles d'oléagineux, essentiellement du tournesol et du colza ; et enfin des cultures de lin, de plantes fourragères, de vignobles ou encore d'essences horticoles. D'autre part, cette structure agricole produit, parallèlement à ses activités d'élevage bovin, caprin et d'ovin, des laitages de type UHT.
Enfin, un petit domaine viticole recouvrant une partie des terrains de l'ancienne abbaye de Vallières, et dont l'exploitation a débuté en 2015 grâce à la mise en culture de vignes à cépage Chenin, fait actuellement l'objet d'un projet de réorientation vers une production de type biologique. Ce domaine, dont la surface totale s'est accrue en 2016 avec l'exploitation d'un nouveau vignoble à cépage Chardonnay, produit trois types de cru : un blanc pétillant, un blanc sec et un rosé,.

#### Tourisme et hébergement
Au sein de l'économie communale, les services associés au secteur du tourisme, relevant essentiellement de l'accueil, disposent d'un total de 20 lieux d'hébergement, dont 10 gîtes ruraux ; 5 chambres d'hôtes ; 4 meublés locatifs ; et enfin un centre de vacances.

### Zones d'activité
Une zone d'activité d'une superficie de 10 ha est installée à la Haute Limougère. Au début des années 2010, 40 entreprises employant un total de 600 salariés étaient implantées dans cet espace à destination économique. Un second parc d'activités, une zone localisée sur le site des Deux Croix et fondée en 2012, regroupe 6 structures entrepreneuriales pour 74 employés.

## Culture locale et patrimoine

### Lieux et monuments inscrits ou classés

Édifices remarquables de Fondettes.

La localisation des lieux et bâtiments remarquables de Fondettes est indiquée sur la carte « Édifices remarquables de Fondettes » par les annotations chiffrées rouges et vertes, identiques à celles du texte de cette section.
L'église Saint-Symphorien (1) est construite au cours du XIIe siècle en lieu et place d'un autre édifice dont il est fait mention dans un cartulaire de Marmoutier daté du début du IXe siècle sous le nom de Ecclesia de Fundeta,,. Bien qu'elle soit placée sous le vocable de Saint Symphorien, l'église paroissiale était à l'origine dédiée à la Vierge Marie. Vers la fin du XIXe siècle, en 1863, l'église de Fondettes bénéficie de travaux de restauration et de nouveaux éléments décoratifs sont alors exécutés par Henri Grandin. L'église Saint-Symphorien est inscrite sur la liste des monuments historiques depuis le 18 avril 1995.
Le prieuré de Lavaré (2), bâti au tournant des XIe et XIIe siècles, aux environs de l'an 1100, devient, par cession de droit de Geoffroy de Preuilly, la propriété de l'abbaye de Marmoutier au cours du XIVe siècle,. Lors de son élévation, l'édifice religieux de Lavaré est voué au culte de Saint Vincent,. Ce monastère, qui est entouré d'une enceinte fortifiée, présente les caractéristiques d'une ferme monastique médiévale. Hormis la grange, bâtiment qui a bénéficié d'une protection au titre de monument historique classé, les autres constructions composant le prieuré — la muraille, la tour, le pigeonnier, ainsi que le logis du prieur —, ont fait l'objet d'une inscription sur la liste des monuments historiques le 19 juin 1965.
Le château de Châtigny (3), en partie érigé sur les vestiges d'une villa gallo-romaine, date très probablement de la fin du XVe siècle, environ 1487,. La forteresse comporte un corps principal, encadré de part et d'autre par deux ailes disposées en retour d'équerre, chacune étant défendue par une tour ronde,. Certaines parties maçonnées de l'édifice, notamment le niveau supérieur des deux tours, affichent un parement appareillé en « damier »,. Les façades avant ont été remaniées au XIXe siècle afin d'accueillir de nouvelles baies de style néo-gothique dit « flamboyant ». Les ruines antiques du site de Châtigny, ainsi que de nombreux éléments du château, ont fait l'objet d'une protection au titre de monuments historiques inscrits le 16 juin 2006.
Le manoir du Thouadé (ou Toidet et Thoadé) (4), édifice qui s'apparente à une closerie, a été érigé au lieu-dit de la Guinière,. Cette demeure, bien qu'elle ait été construite au cours du XVIIIe siècle, manifeste, de par les proportions de son corps de logis, un style architectural propre au XVIIe siècle (ou « rococo »). Quelques boiseries du bâtiment principal possèdent des ornements s'apparentant au style Louis XV. Les structures constituant les façades et les toits du manoir ont été inscrites sur la liste des monuments historiques le 22 juillet 1971.
Le manoir des Hamardières (5) est édifié au XVIIIe siècle. En 1716, ce « manoir », au sens de domaine, a été la propriété de l'ancien maire de Tours, Nicolas Patas,,. À sa construction, la résidence des Hamardières possède une architecture caractéristique des maisons de campagne tourangelles. Les logements du manoir sont constitués d'un corps principal flanqué d'une aile disposée en retour d'angle, lequel vient en partie encadrer la cour. Située au sud de la cour intérieure, se dresse une chapelle de taille modeste et à plan rectangulaire. Le manoir des Hamardières bénéficie d'une inscription sur la liste des monuments historiques par arrêté ministériel du 15 mars 1951.

Monuments historiques inscrits ou classés de Fondettes
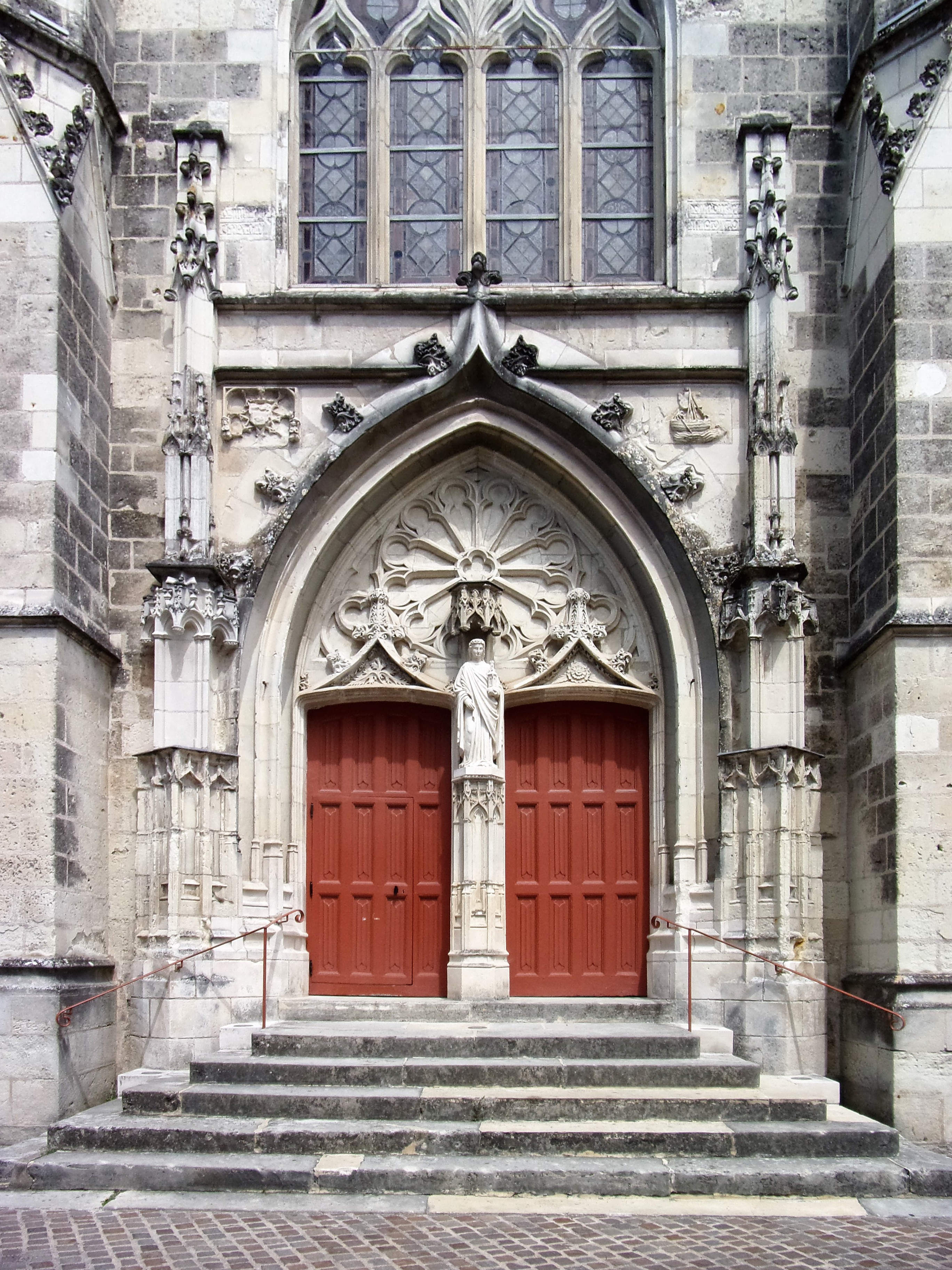
Le portail de l'église.
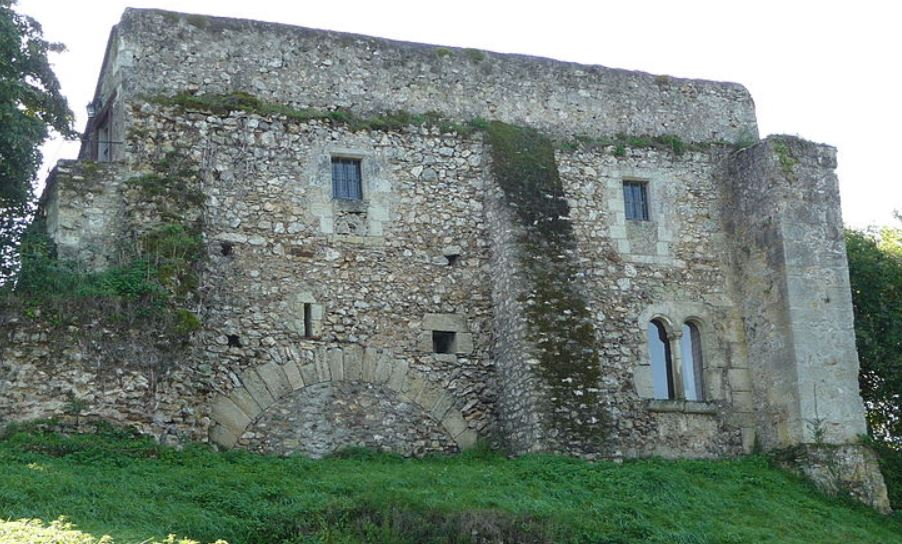
Logis du prieur de Lavaré vu du nord.
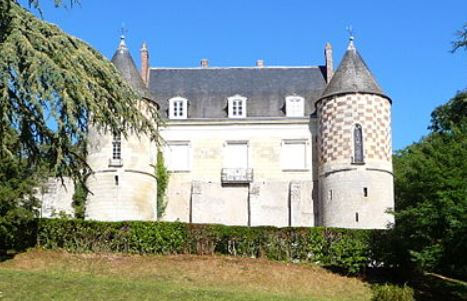
Château de Châtigny : façade sud et parc.
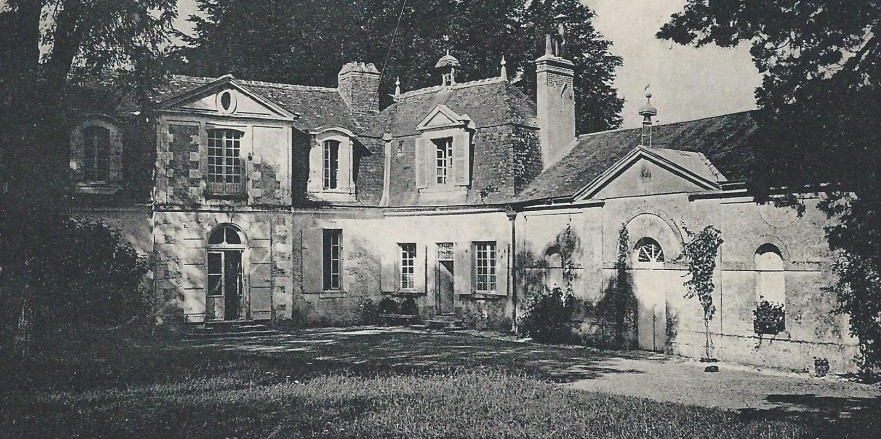
Manoir des Hamardières.

### Autres bâtiments remarquables
La chapelle de la Chevalette (6), située dans le quartier de Vallières, a été antérieurement placée sous le vocable de Saint Julien. Bien qu'il ait fait l'objet de remaniements, tels que des travaux d'extension de sa nef et la mise en place d'une nouvelle toiture au cours du XIXe siècle, cet édifice religieux, probablement construit au XVIIe siècle, présente une architecture relativement dépouillée. Toutefois, la chapelle est pourvue d'une représentation de la Vierge, dont la présence a occasionné de nombreuses processions religieuses à l'échelle locale à partir de la période d'Ancien Régime jusqu'au début du XXe siècle,. Depuis le 10 février 1993, la sculpture de la Vierge à l'enfant de Notre-Dame de la Chevallette est inscrite sur la liste des objets patrimoniaux de France.
Localisé à l'extrême sud-est de la commune et à proximité de la frontière avec la ville de Saint-Cyr-sur-Loire, le château de la Plaine (7) a été construit vers la fin du XIXe siècle par l'architecte Edmond Meffre, sur commande du banquier et ancien maire de Fondettes, Eugène Goüin (1818-1909). Possédée pendant de nombreuses années par les Goüin, cette demeure est acquise en 1950 par le conseil général d'Indre-et-Loire. Son domaine accueille aujourd'hui l'Agrocampus de Tours-Fondettes.
À l'ouest de la commune, en limite de Luynes, le Boulay (8) était le siège d'une ancienne seigneurie, disparue à la Révolution, qui relevait de Martigny. Le corps de logis principal présente, sur sa façade sud, un comble à haute charpente, éclairé par quatre grandes lucarnes à fronton courbe. Une tradition difficilement vérifiable fait d'une tourelle englobée dans le bâtiment une ancienne chapelle seigneuriale.
Au sud du centre-bourg, le château de Guesne (9) existait déjà en 1523, mais les bâtiments actuels ne datent que de la fin du XVIIIe ou du début du XIXe siècle. Ils consistent en une demeure de maître sur plan quadrangulaire, à façade de brique et de pierre décorée dans le style néo-Renaissance, une closerie — c'est au XXe siècle une propriété séparée du logis principal —, ainsi qu'une chapelle datant peut-être du XVIe siècle. Une enceinte moderne, rythmée côté route de deux tourelles en brique et pierre couronnées en poivrières, entoure le parc. Au début de la Seconde Guerre mondiale, Guesne sert de refuge aux enfants évacués des zones de combat avant d'être occupé par les troupes allemandes.
Le château de Bel Air (10), dont le domaine était anciennement connu sous le nom de « Frémillières », est déjà mentionné en 1590. Au XVIIIe siècle, cette demeure est la propriété de Louis-Joseph de Fesques. Pendant la Seconde Guerre mondiale, le site de Bel Air, localisé à proximité de l'ancienne station ferroviaire de Fondettes/Saint-Cyr-l'École, fait l'objet d'une occupation par une division allemande. En 1945, en application de l'ordonnance légiférée au 9 août 1944, l'école normale, jusqu'alors basée à Loches, est réimplantée au sein du château de Bel Air et de son domaine.
La propriété dite des « Pivottières » (11) est à l'origine une closerie construite au XVIIe siècle. Le bâtiment principal, remanié dans les années 1930, se présente comme une demeure « bourgeoise ». Outre le bâtiment principal, le domaine des Pivottières dispose d'une grange, de l'ancien habitat agricole ainsi que d'un pavillon pourvu d'un parement en damier, briques et pierre alternées, et qui servait auparavant de colombier et de chapelle,.
Le château de la Billetrie (ou « Belletrie ») (12) a été érigé sur un ancien fief. Cette résidence, dont l'emplacement est limitrophe de la commune de la Membrolle-en-Choisille et se trouve en surplomb de la rive droite de la Choisille a appartenu au conseiller du roi Nicolas Preuilly au XVIIIe siècle, puis, au début du XXe siècle, à l'un des membres de la famille Goüin,.
L'abbaye Saint-Pierre de Vallières (13), au niveau centro-méridional du territoire fondettois, est bâtie vers 940, sur demande de l'évêque Téotolon. Au XIIIe siècle, les moines qui administrent les lieux, alors dépendants de l'abbaye de Saint-Julien, font l'acquisition d'un pressoir. L'édifice religieux, consacré depuis sa fondation au culte de saint Pierre, est ultérieurement complété par une cloche bénie le 8 septembre 1603,. Outre l'abbaye, seuls une dîmière, un presbytère, une tour et le niveau inférieur du corps de logis sont encore en place. Le terrain entourant l'abbaye abrite actuellement une exploitation viticole.
Le château des Tourelles (14), au flanc du coteau, non loin de l'oppidum de Montboyau, est déjà mentionné au XVe siècle. L'édifice qui est décrit au début du XIXe siècle comprend un bâtiment principal prenant façade au sud, accompagné de deux ailes attenantes et de deux tourelles indépendantes, l'une faisant office de chapelle, l'autre de pigeonnier. Raoul du Saussay, ancien maire de la commune et député d'Indre-et-Loire, est propriétaire des Tourelles à la fin du XIXe et début du XXe siècle. Presque entièrement détruit en 1944 lors des bombardements alliés sur le pont de la Motte, le château est reconstruit à l'identique au titre des réparations de guerre.
Implanté sur les hauteurs de la Loire, le château de Bois-Jésus (15), dont les terres ont été dépendantes de la baronnie de Rochecorbon, date du XVe siècle mais il a été remanié à de nombreuses reprises depuis,. Ne subsistent de la construction originelle qu'une tour cylindrique surmontée d'une poivrière, quelques fenêtres à meneaux et des caves,. La chapelle a disparu. En contrebas, en bordure de la Choisille, un moulin à papier signalé en 1746 est rattaché à ce fief.
Le clos de Mareuil, ancienne propriété de la famille Benoist de La Grandière. Le chanoine de La Grandière y fait construire une chapelle en 1780.

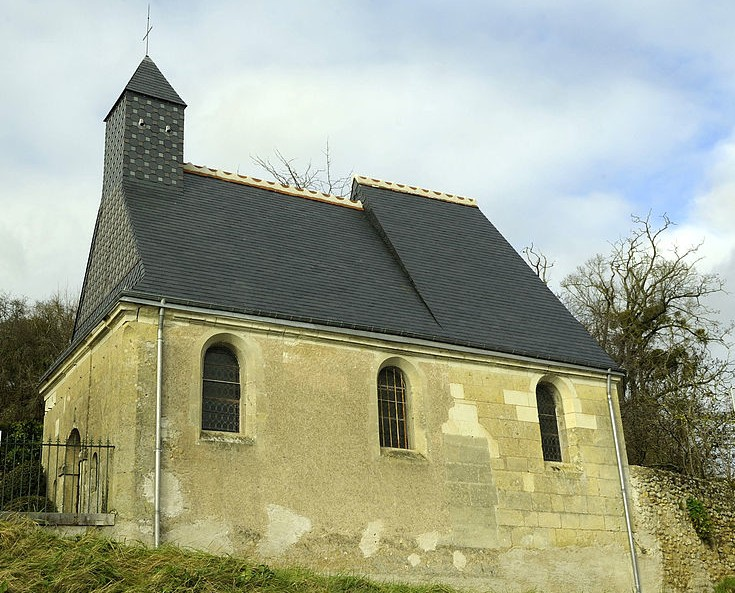
Chapelle de la Chevalette.
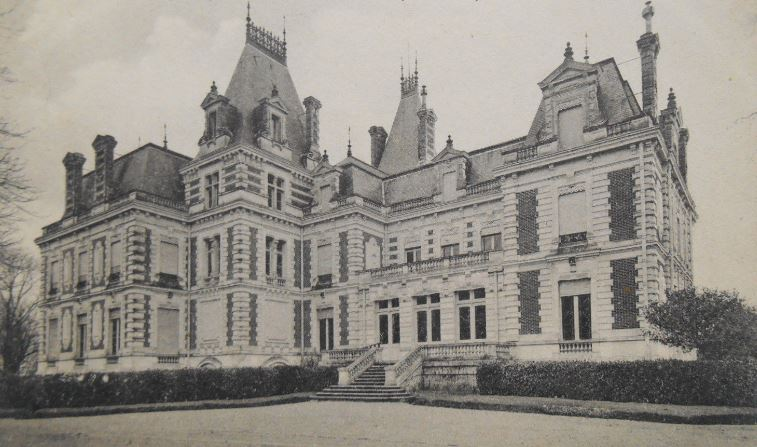
Château de la Plaine.
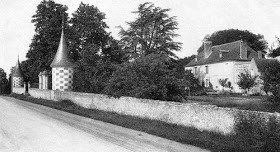
Château de Guesne.
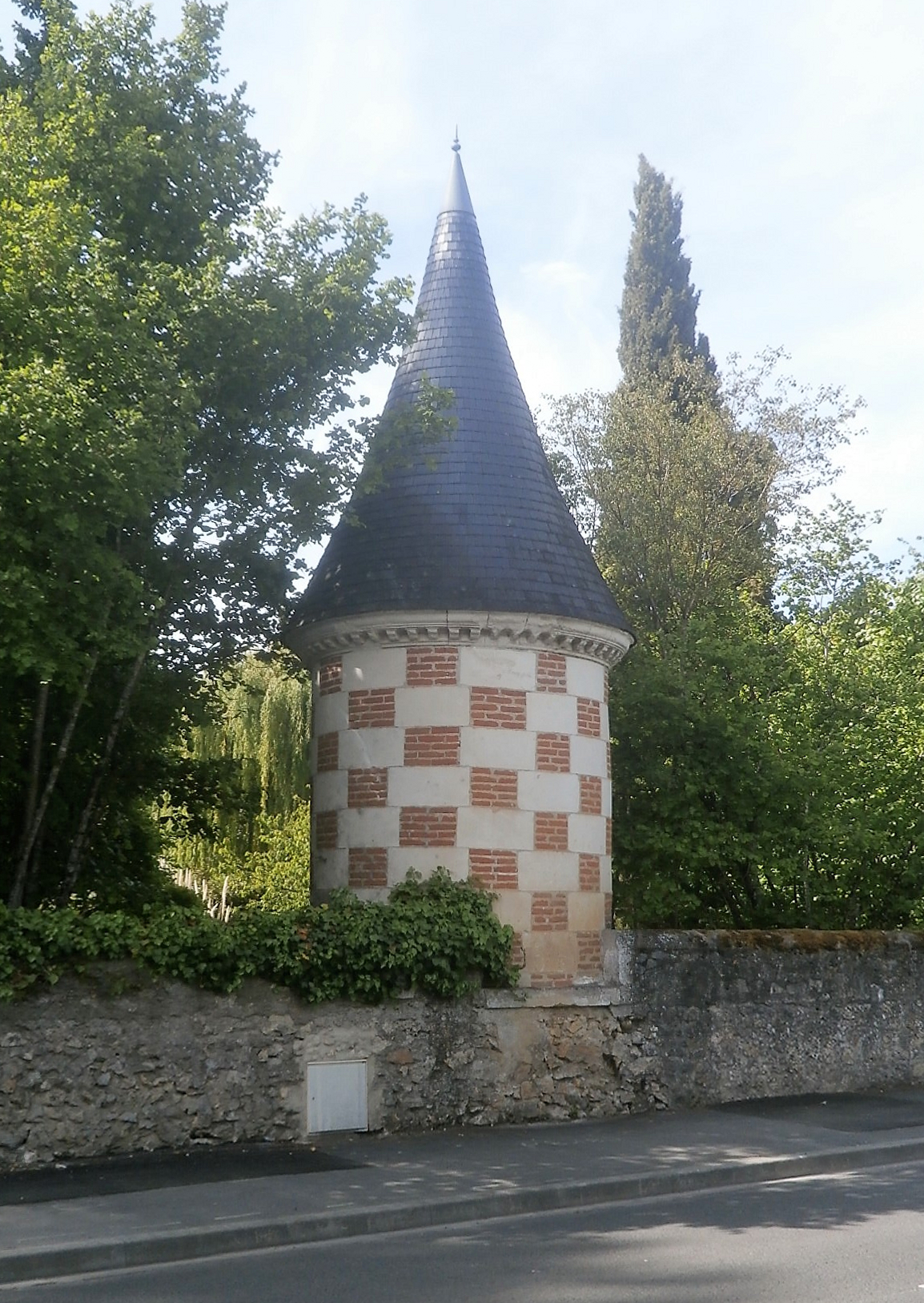
Tourelle d'enceinte de Guesne.
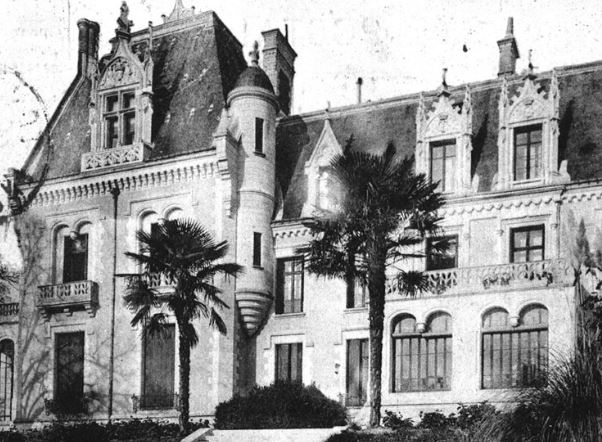
Château de Bel Air.
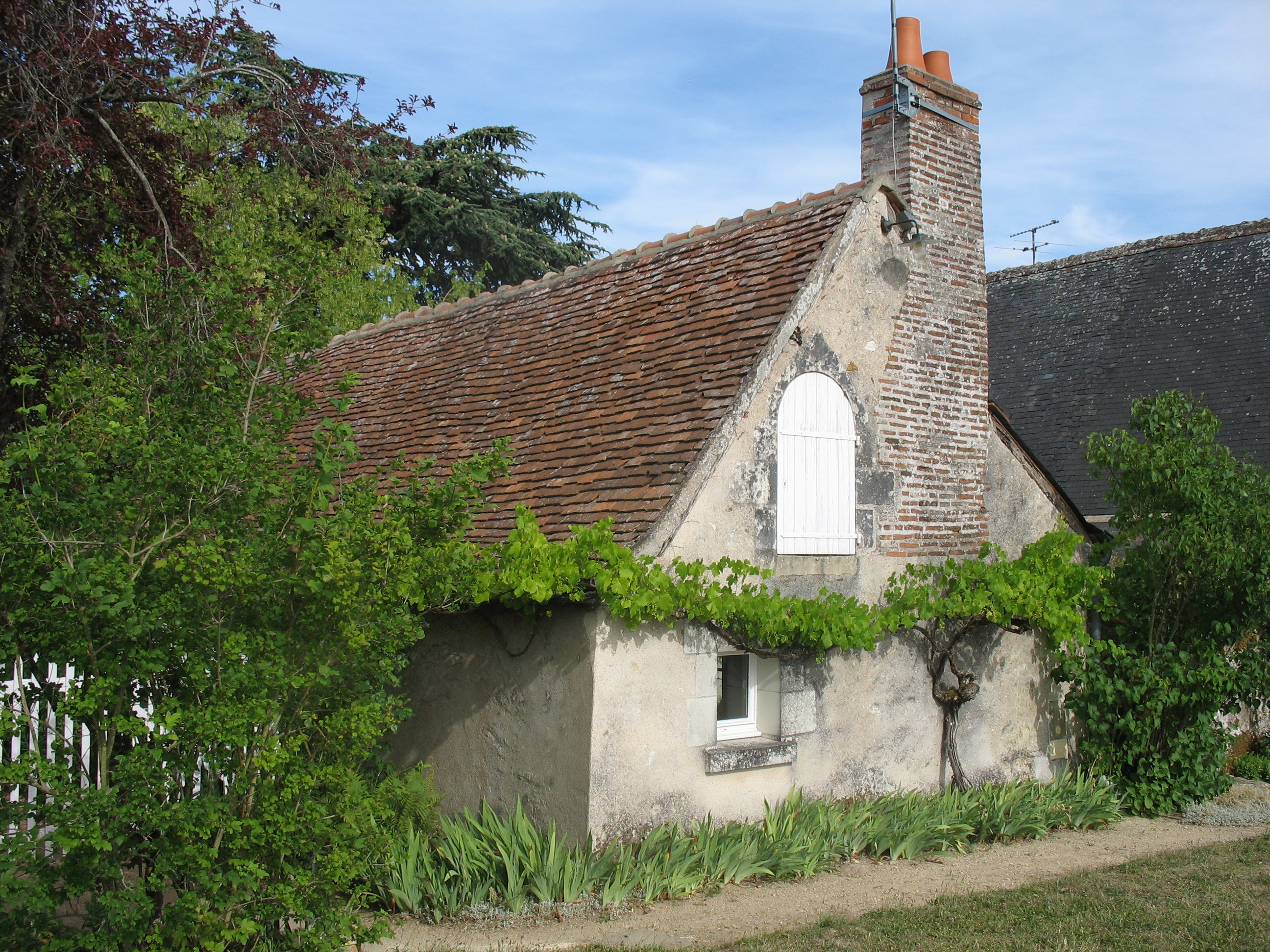
Un bâtiment du domaine des Pivottières.
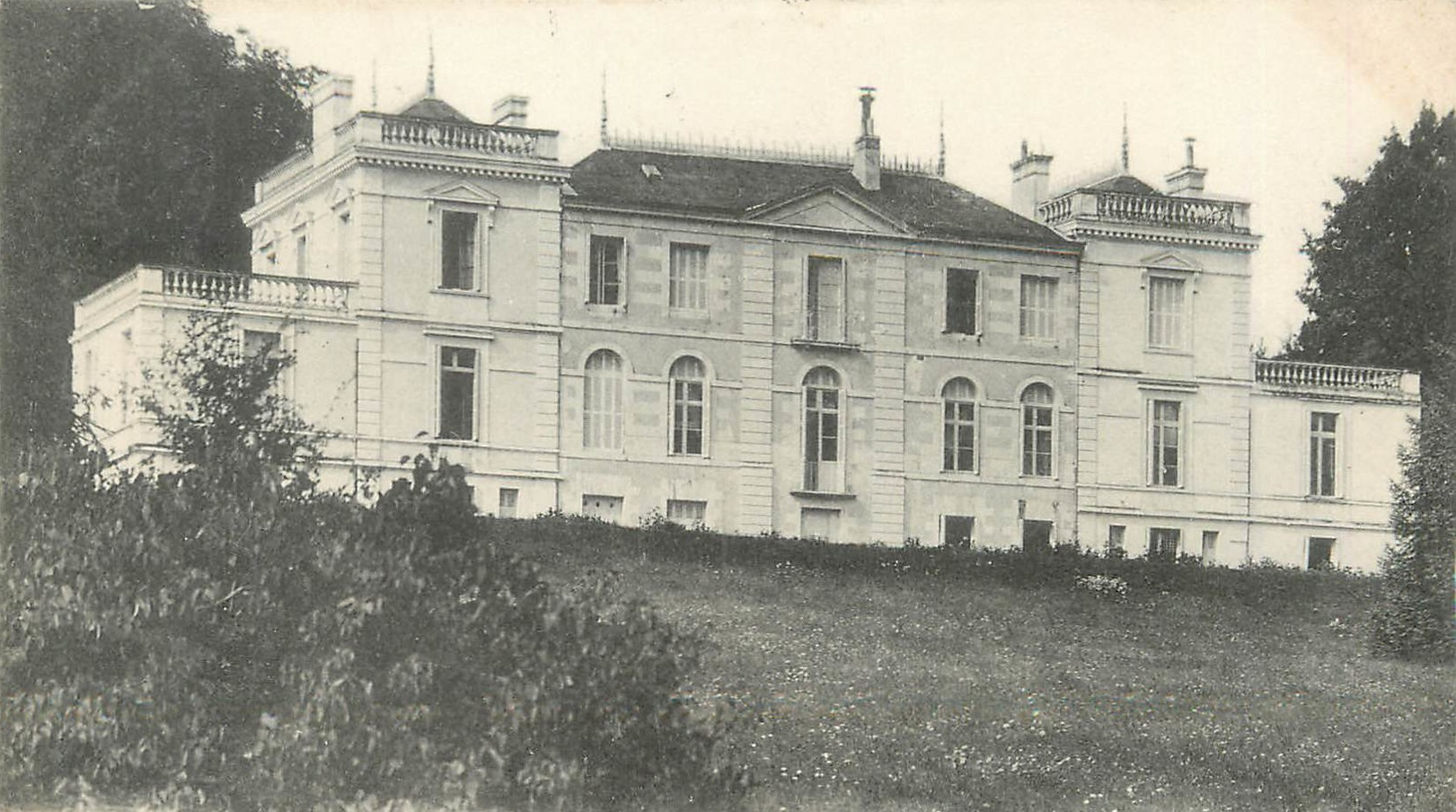
Château de la Billetrie.
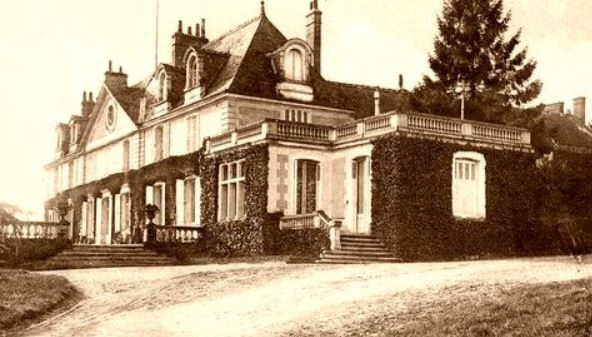
Château des Tourelles.

### Patrimoine naturel
Fondettes appartient au parc naturel régional du Val de Loire, un territoire protégé, inscrit sur la liste du patrimoine mondial de l’UNESCO en 2000,. La commune appartient également au site « La Loire de Candes-Saint-Martin à Mosnes », qui a fait obtenu le label réseau Natura 2000 par arrêté ministériel du 29 août 2014,.
Cette mesure de protection environnementale est doublée d'une procédure ZPS « Vallée de la Loire d'Indre-et-Loire ». Ce territoire, qui recouvre une superficie totale de 4 893 ha sur une étendue de 90 km, inclut, en rives droite et gauche de la Loire, un ensemble de 39 localités, dont Fondettes. La mise en place de la « ZPS Vallée de la Loire d'Indre-et-Loire », réalisée en 2008, fait écho à celle entreprise en 2003 dans le département de Loir-et-Cher, créant ainsi une continuité géographique. Cette mesure de mise en valeur écologique a pour objectif de préserver la faune et la flore de cet écosystème régional. Plusieurs espèces aviaires répertoriées au sein du site, telles que le Bihoreau gris, l'Aigrette garzette, la Cigogne noire, le Sterne pierregarin ou encore le Faucon pèlerin, bénéficient ainsi de cette mesure de protection.
Deux arrêtés préfectoraux de 2007 ont permis de fixer un cadre législatif concernant la protection d'autres classes animales, notamment des amphibiens, comme l'Alyte accoucheur, la Rainette verte et la Grenouille agile, mais également un reptile, le Lézard vert occidental et un papillon, l'Azuré du serpolet. Hormis ces espèces animales, certaines plantes, telles que la Jonquille des bois, le Perce-neige, la Jacinthe sauvage, ou encore le Fragon, font l'objet d'une protection et d'une réglementation depuis 1991 visant à limiter le ramassage et la commerce de ces espèces végétales.
D'autre part, selon les dernières directives du code de l'urbanisme — autrement dit, les directives prises d'après la « loi Grenelle II » —, dispositions mises en place par décret en 2010, le territoire de la commune est pourvu de deux zones boisées classées ainsi que d'un site ou aire protégée.
Enfin, l'INPN a recensé 3 zones naturelles d'intérêt écologique faunistique et floristique (ZNIEFF) présentes sur le territoire communal : « l'Île de Quinquengrogne », « l'Île aux bœufs » et la « Loire Tourangelle ». L'« Île de Quinquengrogne », ZNIEFF continentale de 2e génération et de type 1, concerne près de 49 hectares de biotope constitué de massifs alluviaux, de prairies inondables, de pelouses sableuses et de pelouses calcaires mésophiles ligériennes caractérisées par la présence de Carex précoce. Cet espace naturel, réparti sur les territoires de Fondettes et de Luynes, s'inscrit au sein du lit endigué de la Loire. La ZNIEFF de l'« l'Île aux bœufs », qui recouvre un peu plus de 117 ha, présente un biotope à dominantes de boisements alluviaux et d'essences amphibies. Cette aire, comprise dans la vallée de Loire et incluant une île, se trouve être, entre autres, la niche écologique du Castor fiber linaeus. La « Loire Tourangelle », est une ZNIEFF continentale de type 2 qui s'étend sur une superficie d'environ 5 100 ha et qui concerne 39 communes. Cet espace, relativement linéaire et regroupant des îles et des grèves dont les surfaces sont fluctuantes, représente un corridor écologique important pour les espèces piscicoles, aviaires et végétales locales.

Quelques espèces aviaires du réseau Natura 2000 et de la ZPS Vallée de la Loire d'Indre-et-Loire.
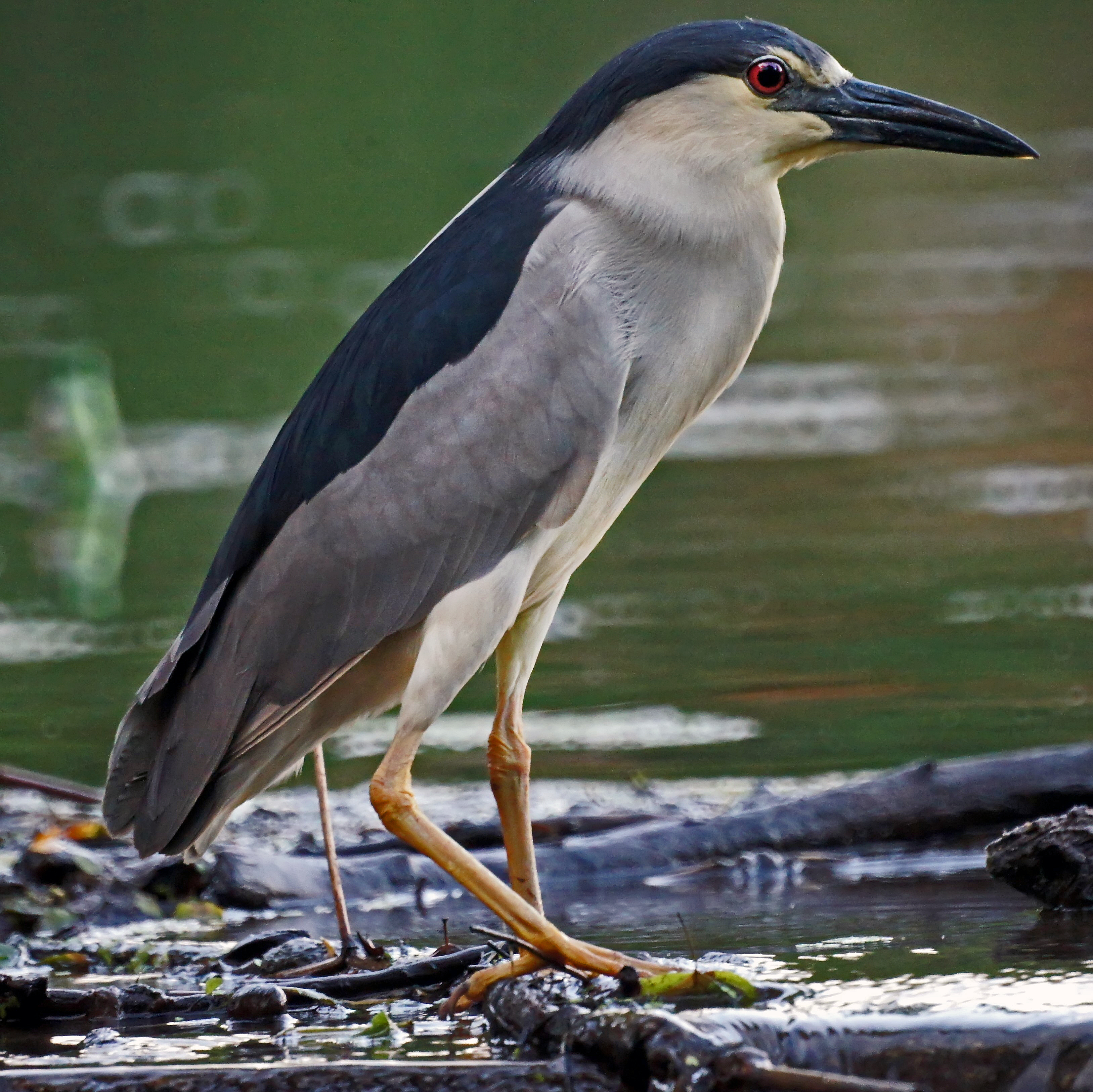
Exemple de Bihoreau gris.
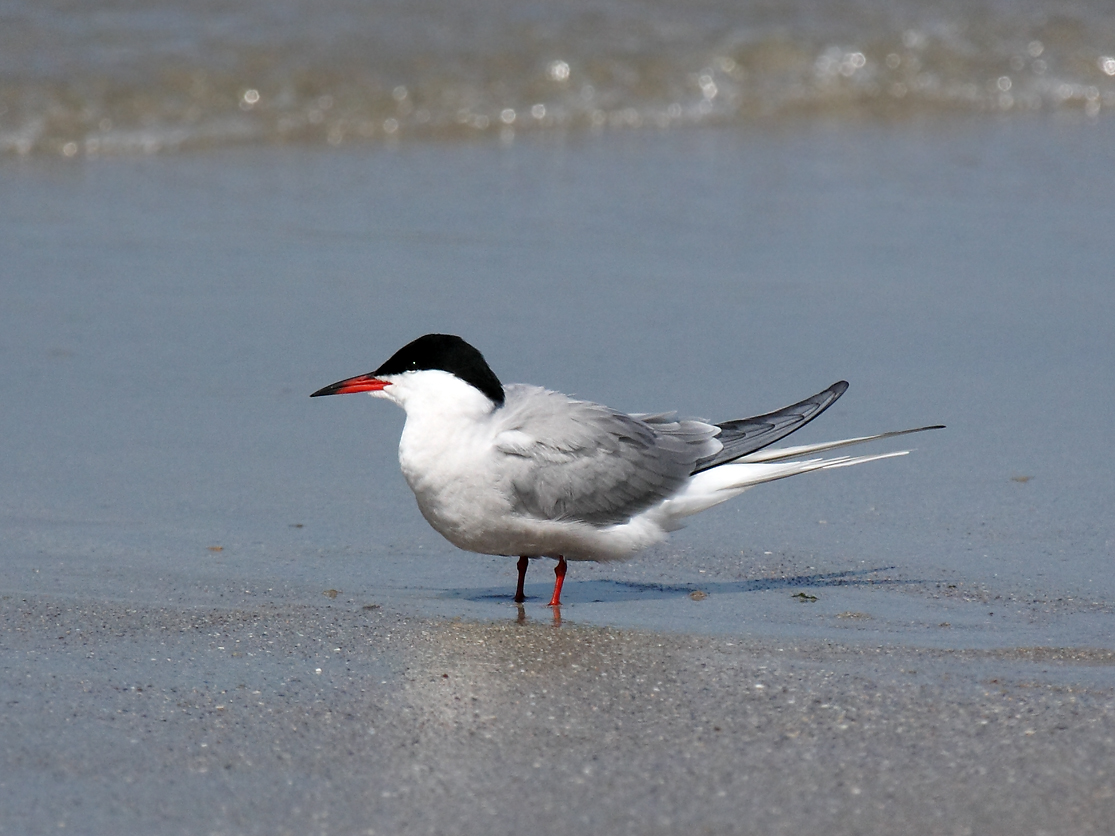
Le Sterne pierregarin.
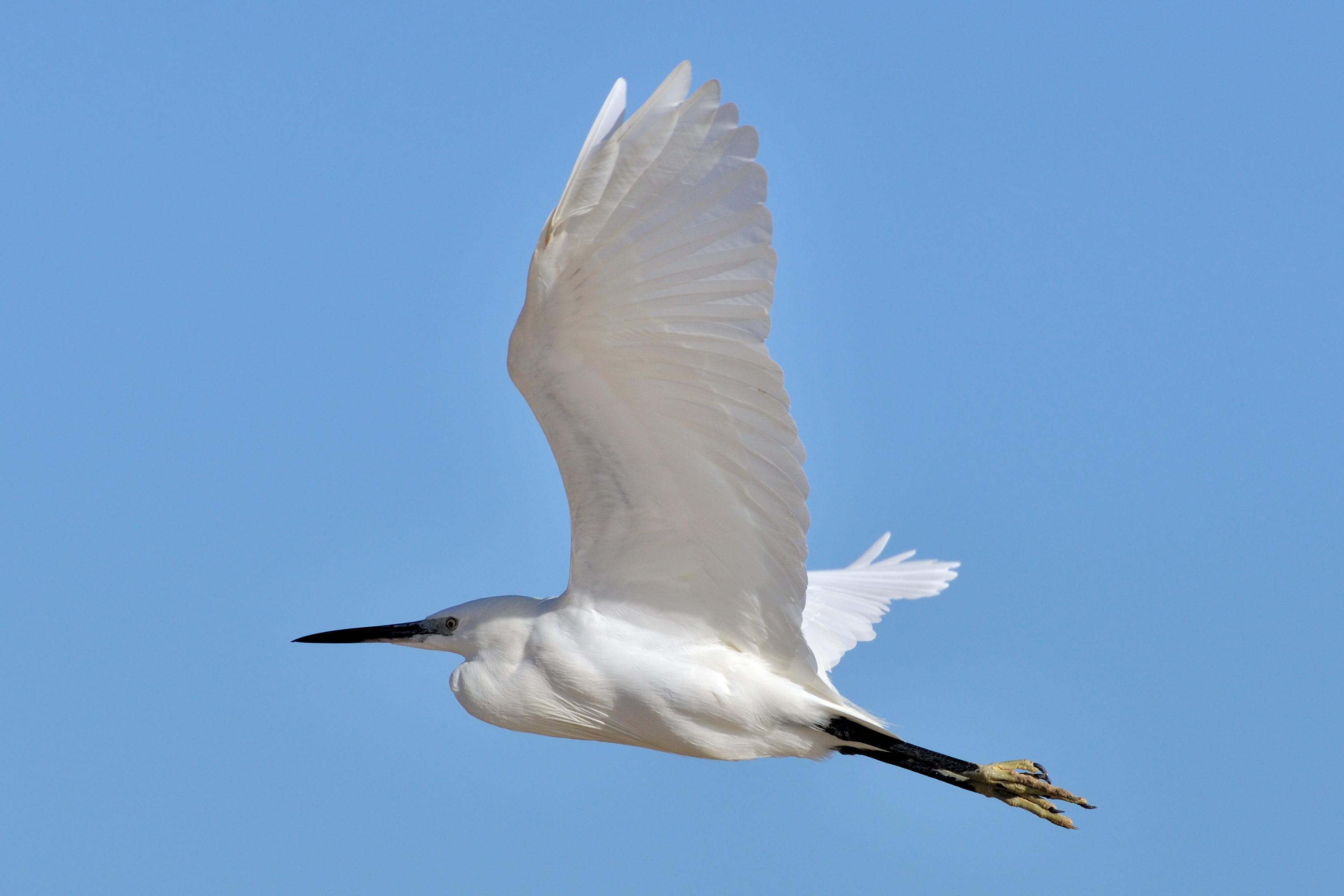
L'Aigrette garzette.
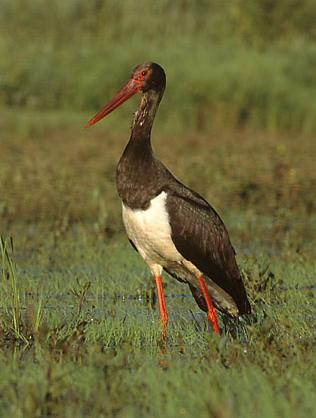
La Cigogne noire.
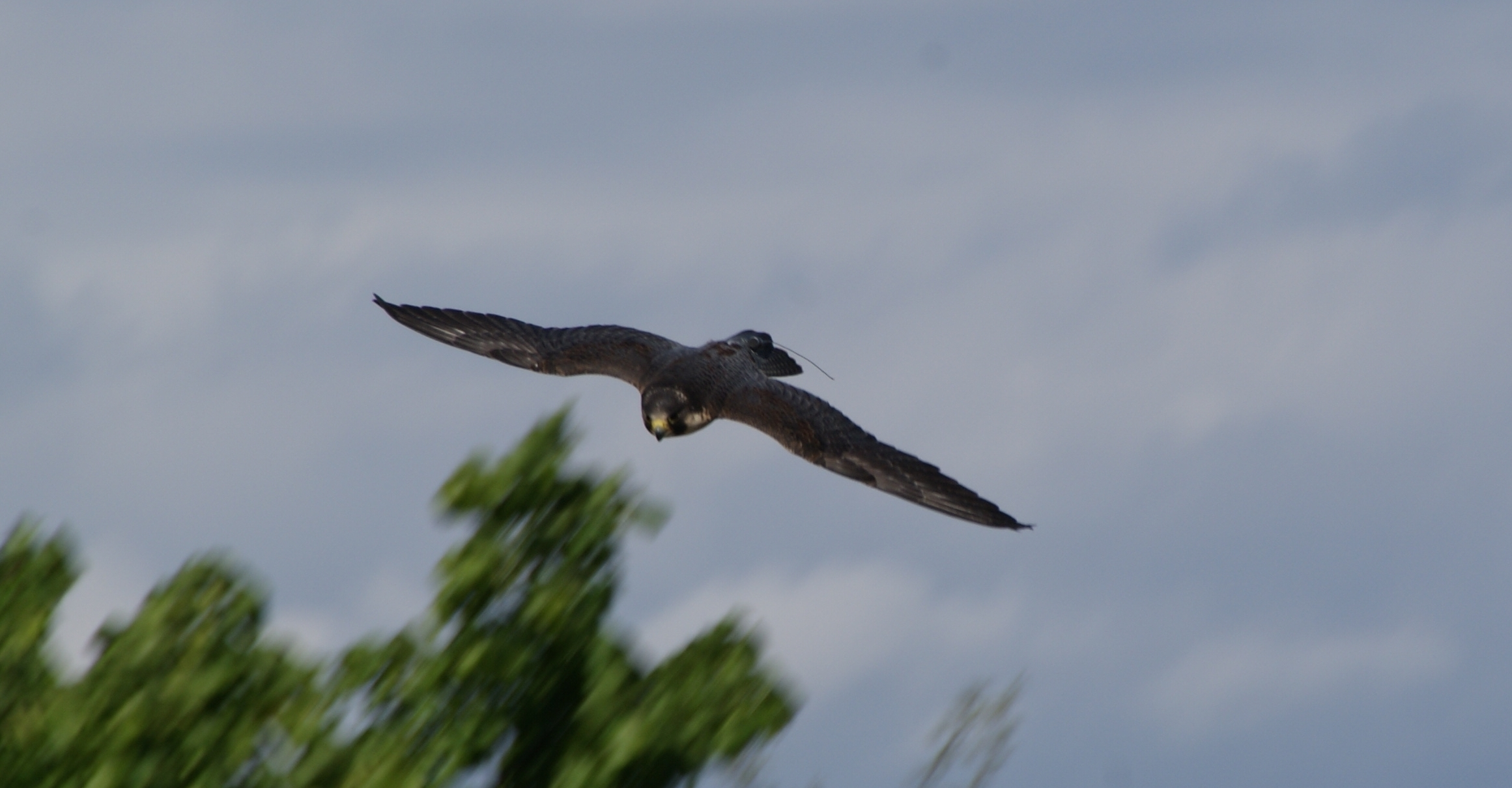
Le Faucon pèlerin.

Autres espèces animales et floristiques protégées
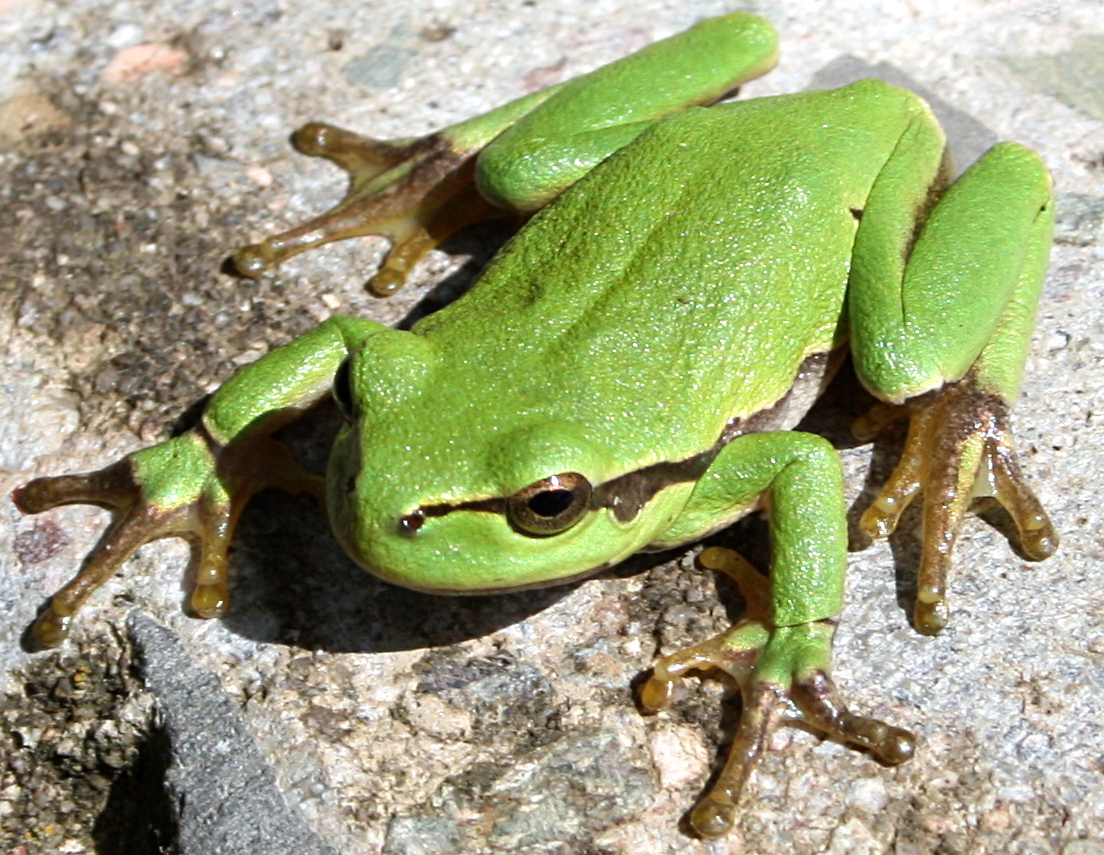
La Rainette verte.
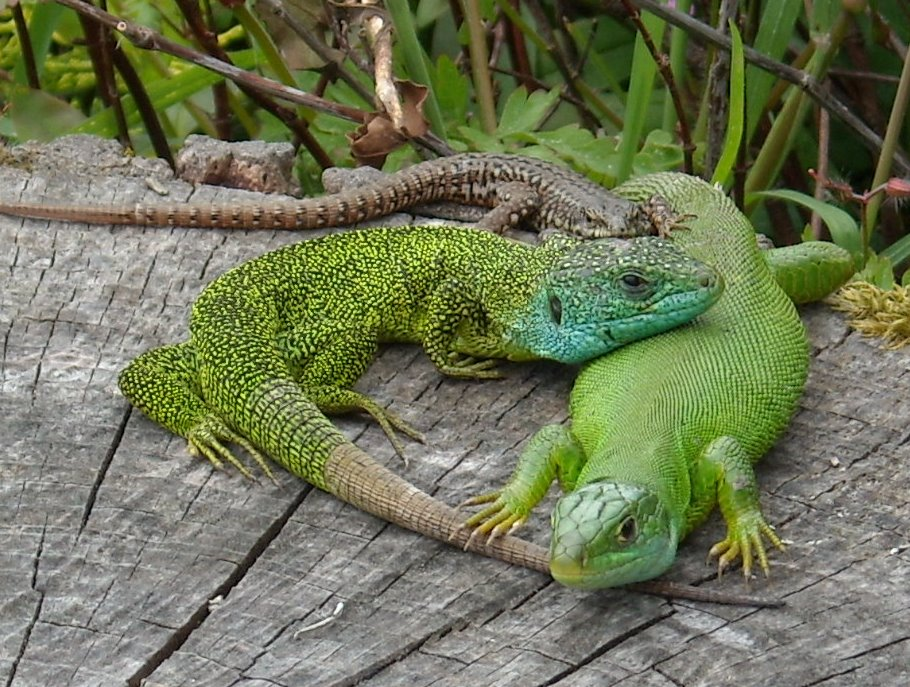
Couple de Lézards verts occidentaux.
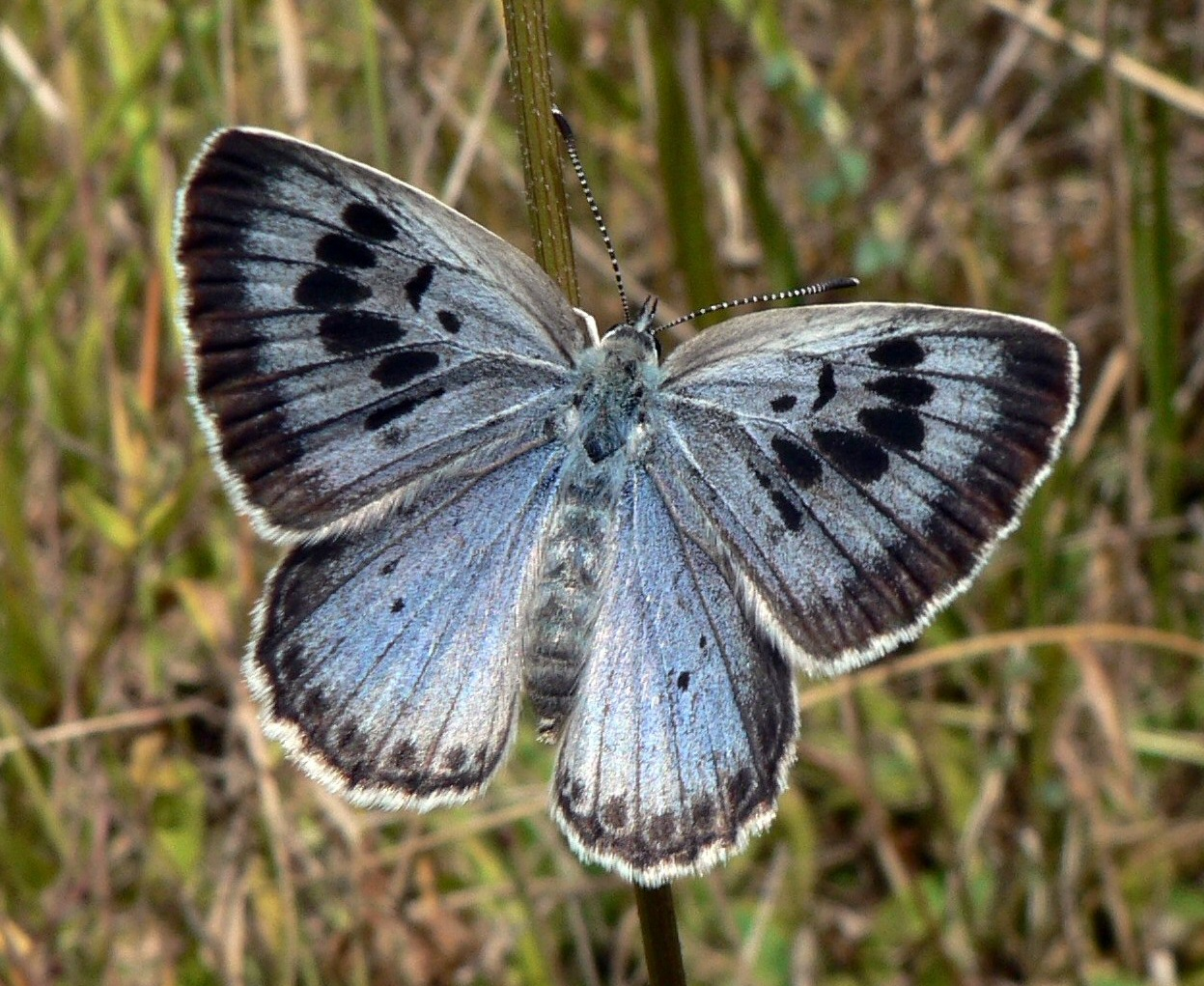
L'Azuré du serpolet.
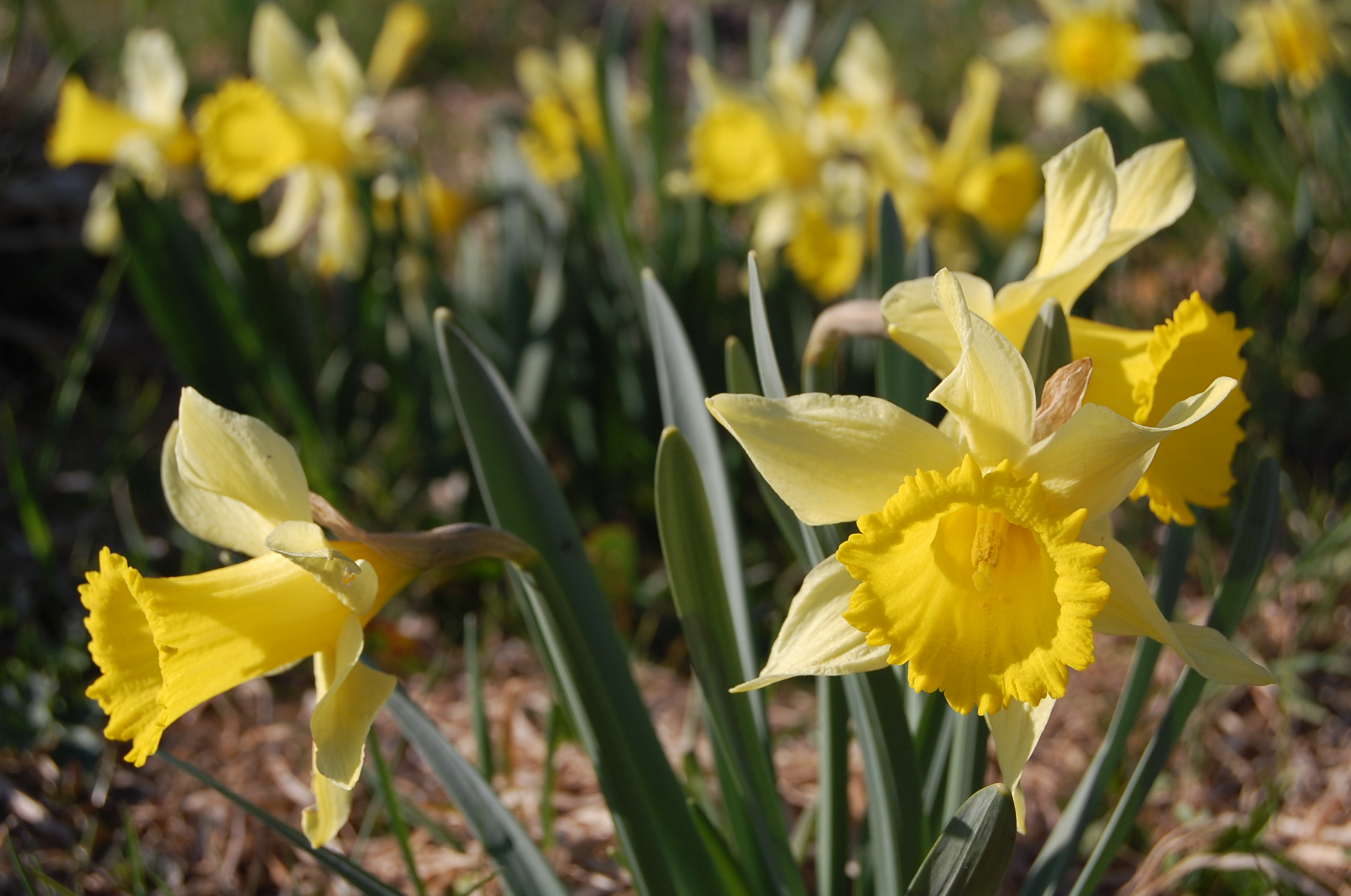
Jonquilles des bois.
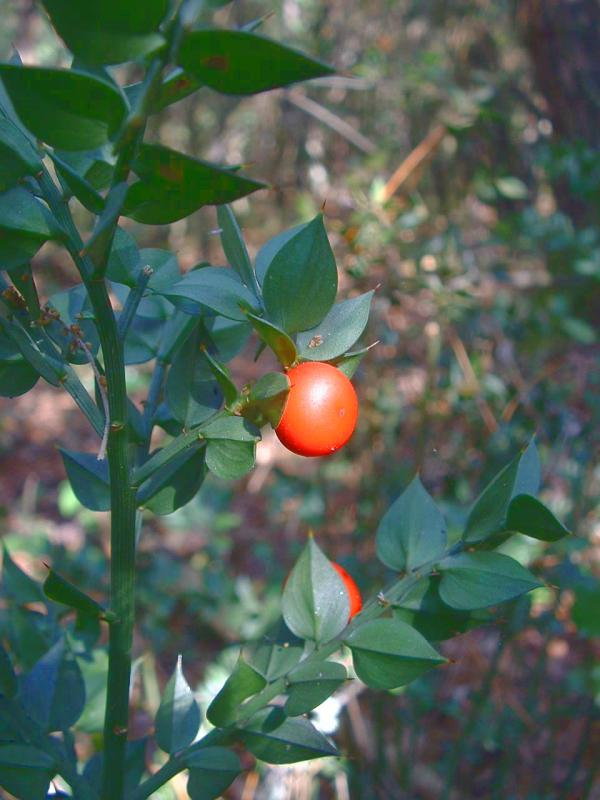
Le Fragon.

### Patrimoine gastronomique

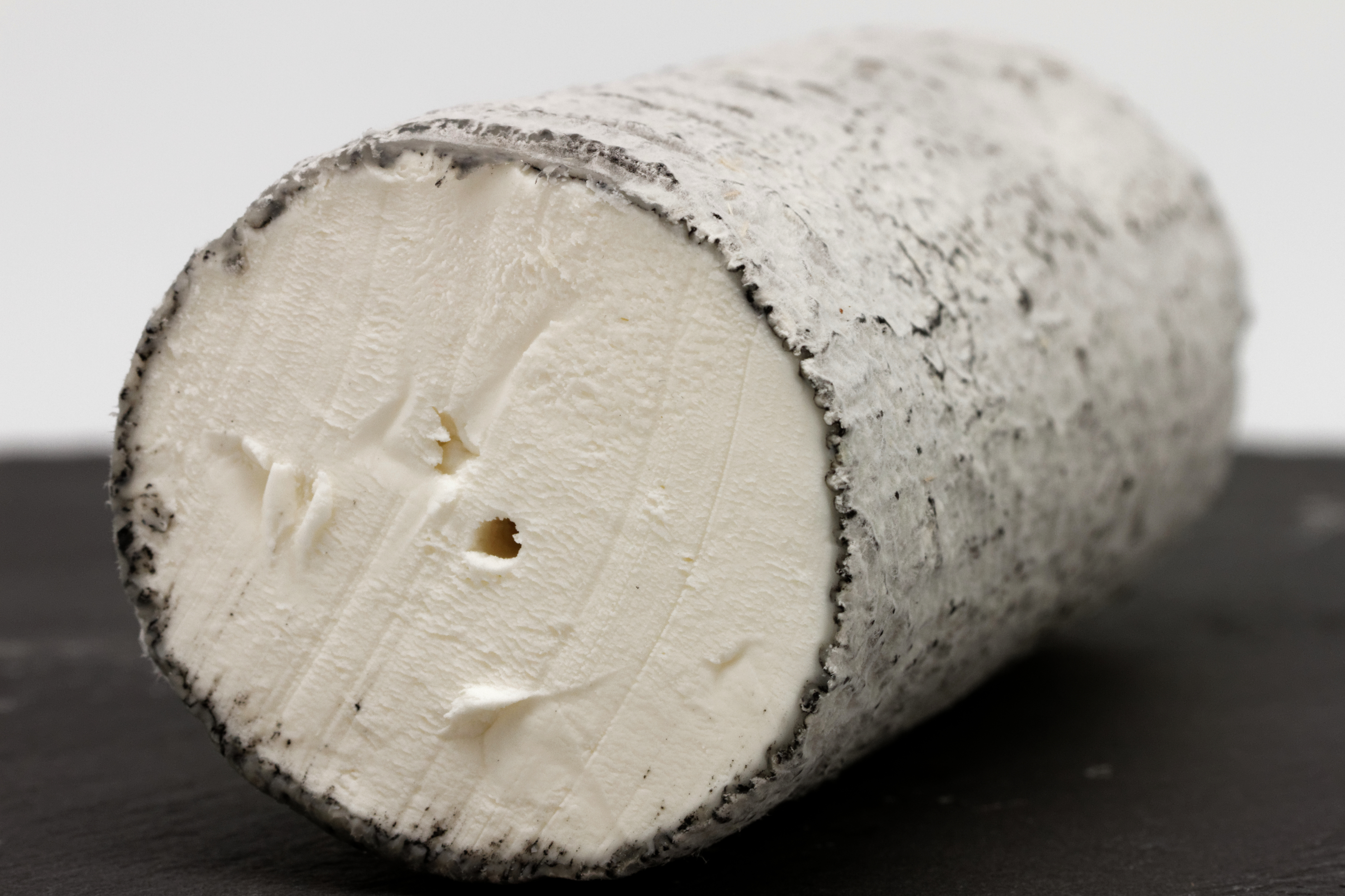
Le fromage Sainte-maure-de-touraine.

Fondettes est située au sein d'un terroir d'industrie laitière, de confection et d'affinage de fromages dont le plus connu est le Sainte-maure-de-touraine, un fromage au lait de chèvre à pâte molle, bénéficiant du label AOP, à l'échelle européenne, et du label AOC, à l'échelle nationale.
Le patrimoine gastronomique de la commune est également représenté par d'autres spécialités régionales, telles que le bœuf du Maine, les rillettes de Tours, ainsi que de nombreux produits issus de la viticulture, notamment des vins mousseux, comme le crémant de Loire blanc ou rosé et des vins dits « tranquilles » tels que le Touraine AOC, le Val-de-Loire (label IGP) ou encore le rosé de Loire.

### Culture populaire
Frédéric Ramade y a réalisé son court métrage Ode pavillonnaire, sorti en 2008.
Pendant l'automne 2012 et l'hiver 2013, des séquences du téléfilm Les Vieux Calibres, mis en scène par Marcel Bluwal, ont été tournées dans la commune.
En 2016, deux pavillons de Fondettes ont servi de décors pour certaines des scènes de « Manon 20 ans », une série réalisée sous la direction du cinéaste Jean-Xavier de Lestrade.

### Personnalités liées à la commune
- Foulques Nerra (965/970-1040), dit « Foulques le Noir », comte d'Anjou, a fait construire, au début du XIe siècle, une fortification et une motte castrale sur l'ancien site gaulois de Montboyau[86].
- Jean-Baptiste de Grécourt (1684-1743), abbé, poète et écrivain issu de la famille Vuillard de Grécourt. Né à Vallières — actuel quartier de Fondettes après la fusion des deux communes en 1805[287], il est baptisé le 11 octobre 1684[287].
- Prudent Luce (mort en 1802), maire de Tours, propriétaire du château de Bel-Air, mort à Fondettes.
- Eugène Goüin (1818-1909), banquier originaire de Tours, est maire de Fondettes de 1884 à 1892[257]. L'homme d'affaires, surnommé le « Peirere tourangeau », fait bâtir le château de la Plaine, où il demeure jusqu'au début du XXe siècle[190].
- Raoul du Saussay (1846-1932), ancien député boulangiste de l'Indre-et-Loire, est maire de la commune de 1892 à 1925 et propriétaire du château des Tourelles[288],[268],[289].
- Henri-Camille Danger (1857-1939), peintre, est mort à Fondettes[290],[291].
- Georges Migot (1891-1976), compositeur, peintre et graveur, réside quelque temps à Fondettes, pendant la Première Guerre mondiale, alors qu'il était convalescent. Familier de Fondettes, il est accueilli par la sculptrice Aimée Bianchi dans sa propriété, une ancienne demeure transformée en closerie, rue des Pivottières[292],[293],[261]. Aux Pivottières, dans les années 1940, Migot compose une partie d'un oratorio, intitulé La Passion oratorio en douze épisodes pour soli, chœurs, orchestre[294],[295]. Une salle de concert, dédiée à Georges Migot, est inaugurée en mars 2017 par la commune[296].
- Louis Marchand des Raux, peintre né à Fondettes le 12 décembre 1902, dans le hameau qui porte actuellement son nom[297],[298]. Des œuvres de cet artiste, mort en 2000, sont conservées au musée de l'image d'Épinal, au musée Chéret à Nice, à celui d'Haïfa, et dans de nombreux musées américains[299].
- Jean Yatove (1903-1978), compositeur de musique de film, dont celle de Le Désordre et la Nuit, avec le comédien Jean Gabin[300], est né à Fondettes[301].
- Gonzague de Saint-Geniès (1917-1944), espion et résistant français, né à Fondettes.
- Hugues de Bourbon (1974), aîné des descendants de Karl-Wilhelm Naundorff, habite la commune[302].

Personnalités liées à la commune
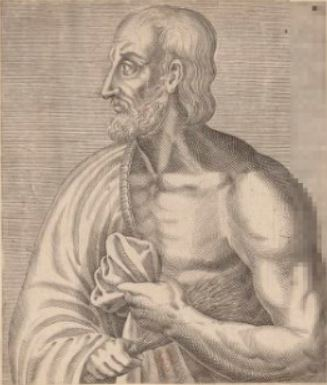
Foulques Nerra.
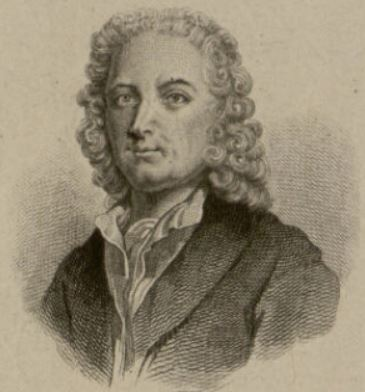
L'abbé Jean-Baptiste Grécourt.
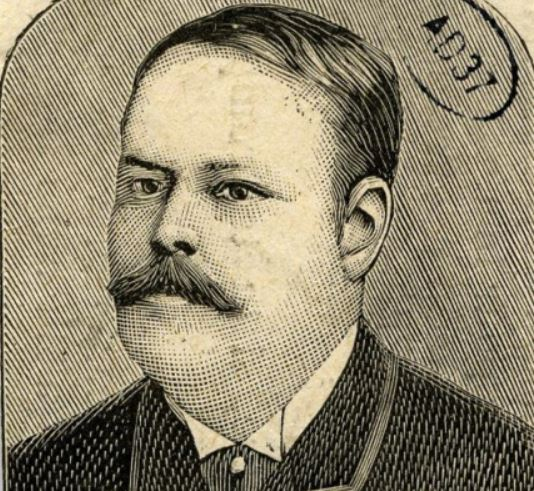
Raoul du Saussay, ancien maire de Fondettes.
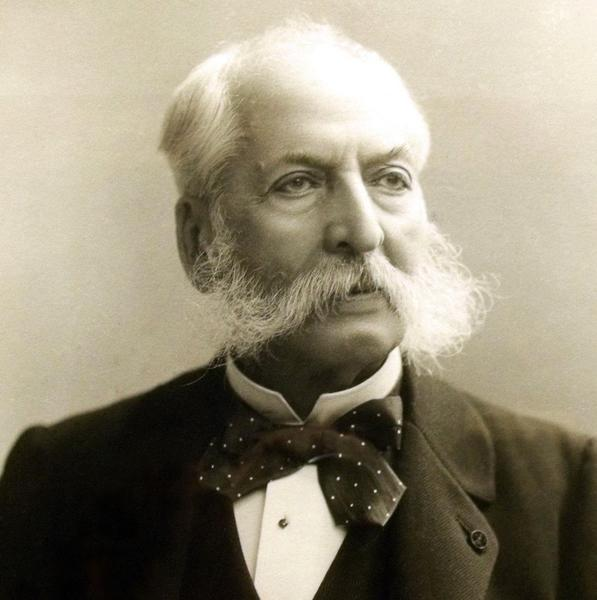
Eugène Goüin, ancien maire de Tours, puis de Fondettes.
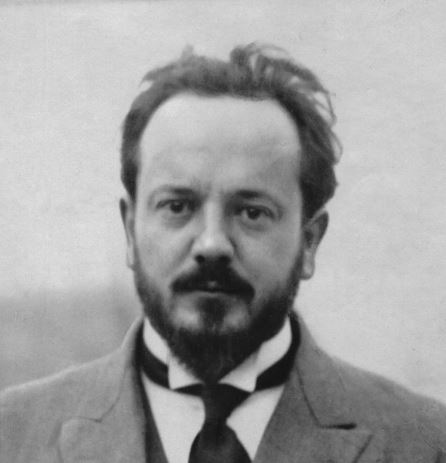
Georges Migot.

### Héraldique
| Blason de Fondettes | Blason  | Écartelé : au 1er d'or à trois fasces entées de gueules, au 2e coupé au I d'argent à la bande de gueules côtoyée de deux cotices de sable, au II d'argent à l'arbre de sinople, au 3e fascé d'argent et de gueules de huit pièces, au 4e d'azur à la fasce d'or surmontée d'un lion léopardé et soutenue de trois annelets posés 2 et 1, le tout du même. Le premier quartier représente le blason de la famille de Maillé (Maillé, ancien nom de Luynes) |
| Blason de Fondettes | Détails | Création M. Grossart. |